# Golfschlag

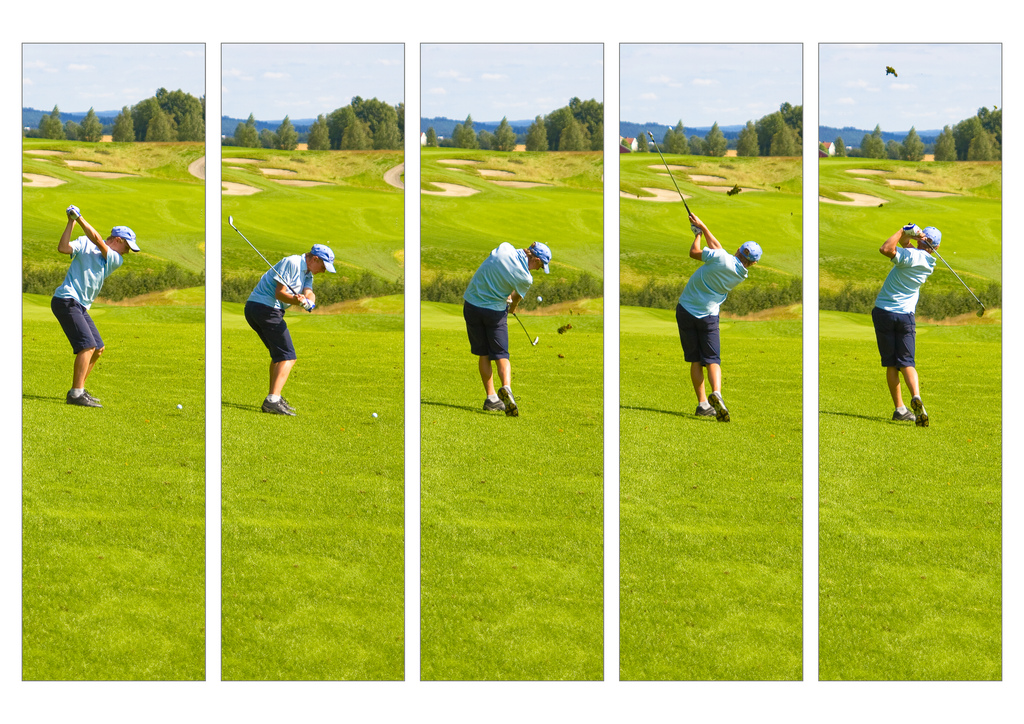
Die verschiedenen Phasen eines Golfschlages

Ein Golfschlag ist das Spielen eines Balles mit einem Schläger beim Golf.
Laut Regelwerk zählt jede Vorwärtsbewegung des Schlägers in der Absicht, den Ball zu treffen, als Golfschlag. Man kann also den Ball verfehlen und trotzdem einen Golfschlag ausgeführt haben, oder man kann den Ball treffen, ohne einen Golfschlag ausgeführt zu haben.
Technisch betrachtet besteht Golf aus fünf vollkommen unterschiedlichen Schlagarten und Spielformen: Dem langen Spiel, dem kurzen Spiel ums Grün herum, dem Putten auf dem Grün, dem mentalen Schlagtraining und der Strategie des Schlages.

## Bewegungsablauf

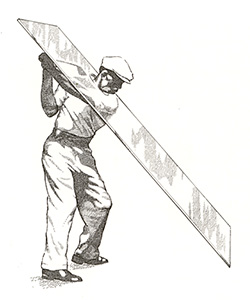
Der traditionelle One-Plane-Swing nach Ben Hogan. Führungsarm und Schultern am obersten Punkt auf einer Ebene. Körper nach vorne gebeugt. Gewicht auf den Fußballen. Stand leicht geschlossen.

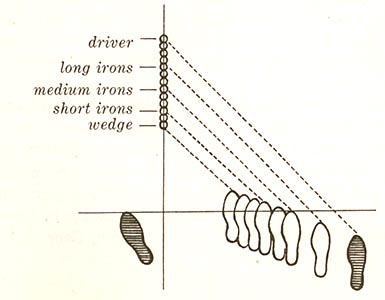
Ball und Fuß Position (Stance) bei der One-Plane-Schlagtechnik. Der Stance wird mit zunehmender Schlägerlänge breiter. Der Fuß in Richtung Ziel ist um 25° in Schlagrichtung gedreht. Der hintere Fuß ist rechtwinklig zum Ziel. Die Ballposition ist am vorderen Fuß fixiert.

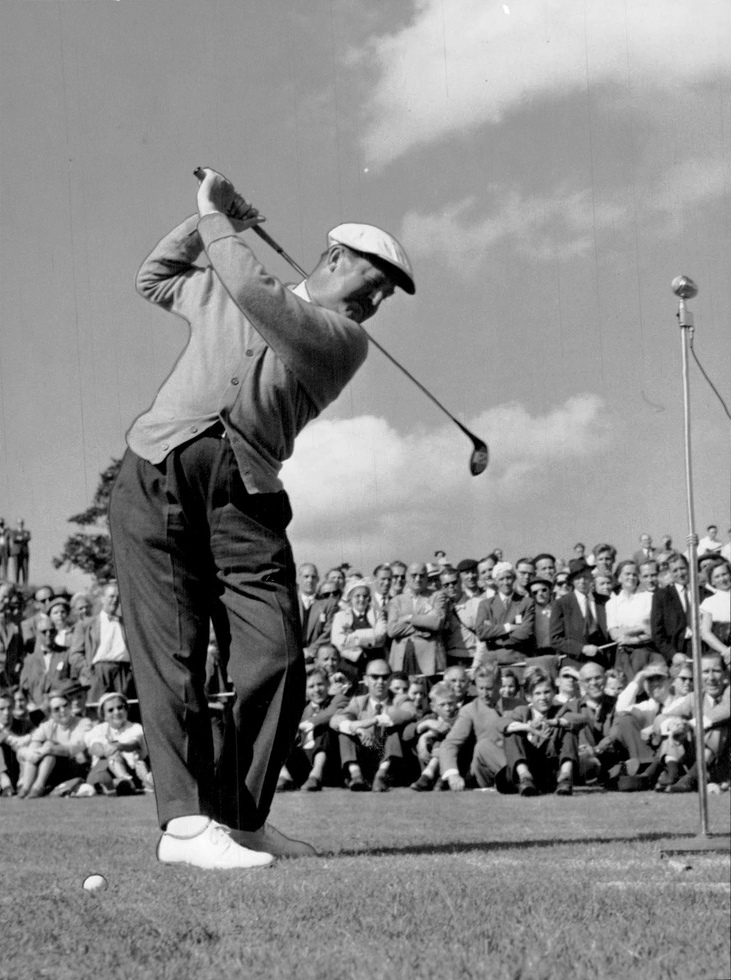
Der andere Typus: Bei der ebenso traditionellen Two-Plane-Technik hingegen ist der gestreckte Arm am obersten Punkt der Ausholbewegung oberhalb der Schulterlinie. Die Hände sind direkt über der hinteren Schulter.

Der Bewegungsablauf des Golfschlages basiert auf einer Rotation des Torsos, bei der ein Golfball auf dem Boden in stets wiederholbarer Art mit einem Golfschläger durchschlagen wird, der mit den Händen in bestimmter Form gegriffen wird und dessen natürliche Verlängerung die Arme des Spielers sind. Je nach Lage des Balles im Hang und der Bodenbeschaffenheit wird die Schlagtechnik hierbei mit Golfschlägern unterschiedlicher Länge variiert ohne sich grundlegend zu verändern.

### Typologien
Im Wesentlichen haben sich in den letzten 100 Jahren folgende Typologien im Bewegungsablauf des Golfschlages etabliert, deren Schlagmechanik gänzlich verschieden ist:

#### Golfschlag auf einer Ebene
Der One-Plane-Swing nach Ben Hogan wird im Lehrbuch Five Lessons of Golf (Deutscher Titel: Der Golfschwung) genau beschrieben. Bei diesem Schlagtyp sind Schultern und der gestreckte Führungsarm am obersten Punkt des Rückschwunges auf einer Ebene. Von dort aus rotiert der gesamte Körper durch den Ball, wobei die Arme passiv bleiben, um einem Body-Release Platz zu machen. Das Körpergewicht bleibt während des Schlagens zentralisiert und auf die Fußballen verlagert. Die Wirbelsäule ist etwa 40° nach vorne gebeugt. Der Stand ist tendenziell geschlossen. Die Schultern und Hüften eher geöffnet. Das Resultat ist im Regelfall ein gerader und gesteuerter Ballflug ohne auffällig große Schlagweiten zugunsten von mehr Kontrolle, da das Schlägerblatt nach dem Treffmoment lange zum Ziel zeigt. Vertreter dieser Schlagtechnik waren und sind unter anderem Ben Hogan, Sam Snead, George Knudson, Paul Azinger, Chad Campbell, Matt Kuchar, Zach Johnson, Michelle Wie und Peter Jacobsen.

#### Golfschlag auf zwei Ebenen
Der Two-Plane-Swing nach Harvey Penick ist eine Schlagtechnik, die weniger Kraft erfordert, aber eine sehr gute Koordination. Sie wird im Lehrbuch Golf My Way (Deutscher Titel: So spiele ich Golf von Jack Nicklaus) genau beschrieben. Bei diesem Schlagtyp sind Schultern und der gestreckte Führungsarm am obersten Punkt des Rückschwunges auf zwei verschiedenen Ebenen (Führungsarm leicht oberhalb der Schulterlinie). Von da aus schiebt sich der Unterkörper zum Ziel, während die Arme fallen gelassen werden, um sie nach dem Treffmoment durch ein Arm-Release wieder nach oben zu heben. Die Gewichtsverlagerung während des Schlages geschieht vom hinteren Fuß hin zum Ziel durch ein inverses K-Setup. Der Golfer steht bei dieser Technik aufrechter und ist nur etwa 20° nach vorne geneigt. Das Resultat ist im Regelfall eine gezielte Kurve im Ballflug mit guter Schlagweite, da das Schlägerblatt nur einen kurzen Moment zum Ziel zeigt, allerdings die Schwungebene steiler und somit länger zum Ziel gerichtet ist. Vertreter dieser Schlagtechnik waren und sind unter anderem Payne Stewart, Tom Kite, Ben Crenshaw, Jack Nicklaus, Tom Watson, Nancy Lopez, Karrie Webb und Hale Irwin.

#### Power-Schlag
Eine akrobatische Variante der Technik auf zwei Ebenen ist der Power-Swing nach Mike Austin. Bei diesem Schlagtyp schwingt der gestreckte Führungsarm weit über der Schulterlinie fast vertikal nach oben und kann dadurch unnatürlich weit ausholen. Es entsteht ein Overswing mit „fliegendem Ellenbogen“. Von dort aus sind eine Reihe akrobatischer Bewegungen notwendig, um das Überschwingen im Abschwung zu kompensieren. Gelingt eine Kompensation durch starkes Abkippen nach hinten, Square-Release mit den Handgelenken und unnatürlich hohes Finish, erzielt der Golfer enorme Schlagweiten. Das Resultat ist im Regelfall ein sogenannter Power-Fade mit Slice-Tendenzen. Vertreter dieser Schlagtechnik waren und sind unter anderem Mike Austin, John Daly, Fred Couples, Bubba Watson, Jamie Sadlowski, Colin Montgomerie.

#### Stack and Tilt
Der Stack-And-Tilt-Swing ist die modernste akademische Schlagtechnik und eine Variante des One-Plane-Golfschlages. Bei diesem Schlagtyp verlagert der Golfer sein Gewicht von vorneherein im Setup und zunehmend beim Aufschwung in Richtung Ziel (Stack) und kippt während dem Treffmoment nach hinten (Tilt). Es wird hierdurch ein Aspekt der Reverse-Pivot Mechanik bewusst angewendet, was im klassischen Golf als Fehler galt. Vertreter dieser Methode waren und sind unter anderem Charlie Wi, Alexander Cejka, Martin Kaymer, Lee Westwood.

#### Hybride Schlagtechniken
Hybride Schlagtechniken werden aus mehreren oben genannten Typen zu einer funktionierenden, mechanischen Einheit zusammengesetzt. Besonders wiederholbar ist ein Hybrid, bei welchem der Spieler den Schläger steil wie bei der Two-Plane-Technik oberhalb der Schulter anhebt, am obersten Punkt nach innen auf die Schulterebene legt, und von dort aus wie bei der One-Plane-Technik den Abschwung einleitet (z. B. Nick Price oder Nick Faldo). Der Umkehrschluss, bei dem der Spieler den Schläger nach innen wegnimmt und auf die Schulterebene führt, dann über die Schulter anhebt und aus einer steilen Position oberhalb der Schulter abschwingt, ist weniger verbreitet, da dies eine enorme Beweglichkeit und Koordination erfordert (z. B. Miguel Ángel Jiménez oder Bobby Jones).

#### Alternative Schlagtechniken
Es gab im Golfsport schon immer Spieler, die – oft durch autodidaktisches Training – alternative Techniken perfektioniert haben, die jeglicher Lehrbuchmeinung widersprochen haben. Oft schwingen diese Spieler auf einer Schleife quer von innen nach außen, brechen das Handgelenk dabei nach innen ab oder spielen mit schwachem Griff. Das Phänomen, wie diese Spieler ab und an im Profigolf mithalten können, ist bislang nicht geklärt. Es handelt sich in solchen Fällen vermutlich um eine koordinatorische Hochbegabung, die nicht unterrichtet werden kann. Bekannte Vertreter sind Eamonn Darcy, Ray Floyd, Jim Furyk.

### Konstanten
Alle oben genannten Typen des Golfschlages werden durch bestimmte Konstanten im Bewegungsablauf verkörpert, die sich in zehn Abschnitte unterteilen lassen:

#### Griff

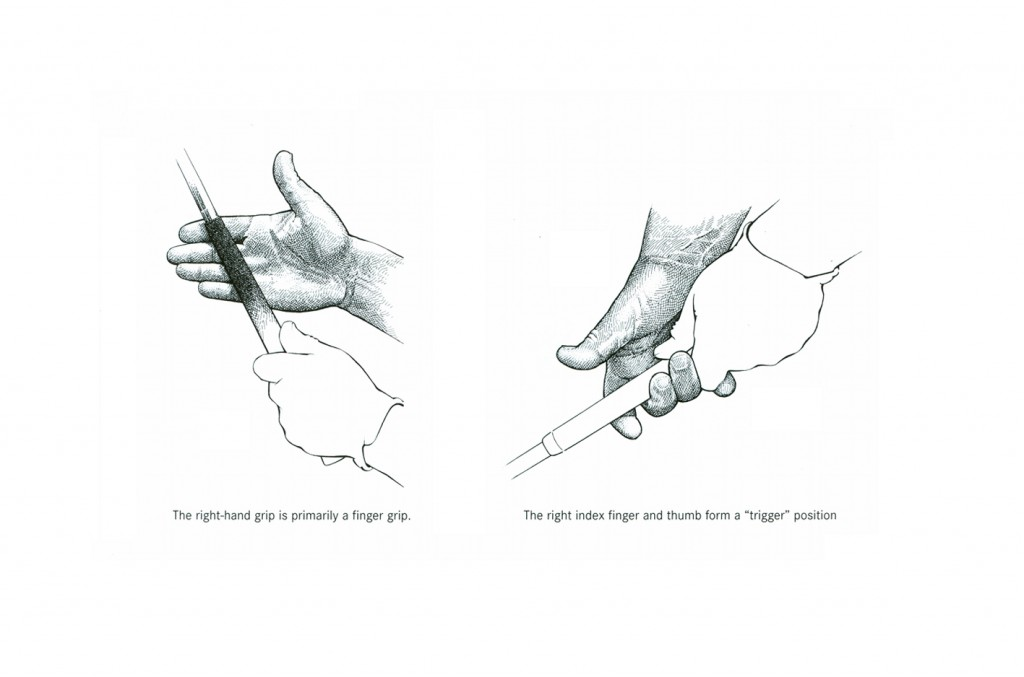
Der Vardon Grip. Das wichtigste Element des Golfschlages.

Der Griff ist das wichtigste Element des Golfschlages. Ein Großteil der Fehler im vollständigen Bewegungsablauf sind bereits in einer unkorrekten Griffhaltung begründet. Gutes Golf startet mit einem guten Griff. Die gängigste Grifftechnik ist der sogenannte Vardon-Grip (auch Overlap-Grip), bei dem die beiden Hände durch das Überlappen des kleinen Fingers über die Führungshand miteinander vereint werden. Weniger weit verbreitete Varianten sind der Interlocking-Grip (Überkreuzung von kleinem Finger und Zeigefinger) und der Baseball-Grip (10-Finger-Griff). Die oben liegende Führungshand (bei Rechtshändern die Linke) hält den Schläger mit der Hand (Handgriff) an zwei Punkten am Handballen und mit dem gekrümmten Zeigefinger fest, während die anderen Finger lediglich leicht um den Schläger ohne Druck gelegt werden. Der Daumen der Führungshand wird kurz (short Thumb) und nicht lang auf den Schaft des Schlägers direkt von oben gedrückt. Die unten liegende Hand (bei Rechtshändern die Rechte) überlappt die Mulde zwischen Zeigefinger und Mittelfinger der Führungshand mit dem kleinen Finger und hält den Schlägerschaft lediglich leicht mit dem unteren Glied des Ring- und Mittelfingers (Fingergriff) in Position. Daumen und Zeigefinger der unteren Hand bilden ein V zwischen das der Schlägerschaft mit leicht ausladendem Zeigefinger eingehakt wird, wobei der Handballen unterhalb des Zeigefingers Druck auf den Schlägerschaft in Richtung Ziel ausübt.

#### Setup

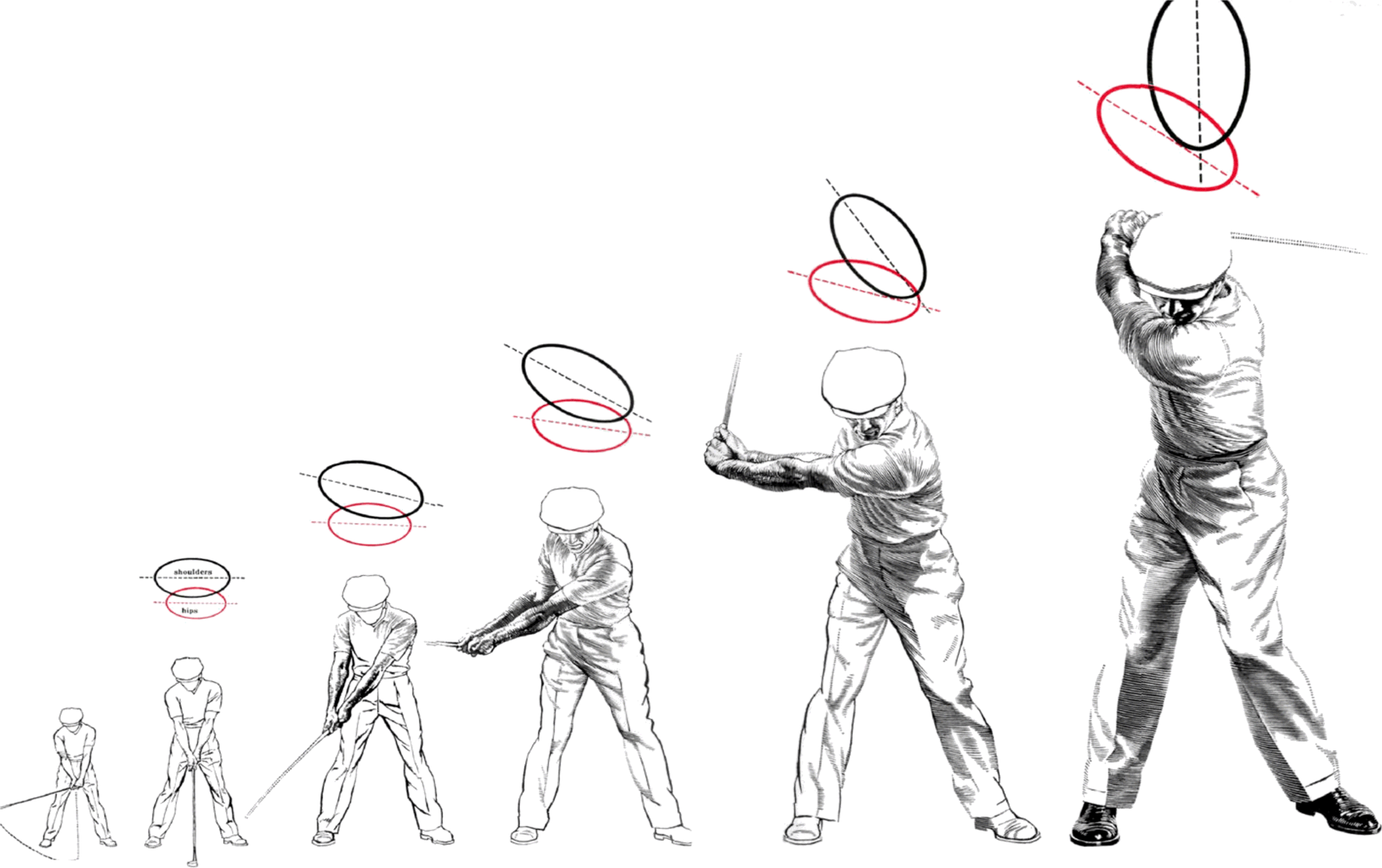
Die Aufschwung Phase bei der One-Plane-Schlagtechnik. One-Piece-Take-Away, danach allmählicher Wrist-Cock, während die Arme angehoben werden und Anspannung der Muskulatur zwischen Hüfte und Schulter durch Rotation (Schulter 90°, Hüfte 30°).

Abschnitt 1 – Ansprechen: Der Golfschlag beginnt mit dem Ansprechen des Golfballs (oft auch als „Setup“ bezeichnet). Dabei nimmt der Spieler – je nach Schläger – einen etwa schulterbreiten Stand ein und hat den Ball vor sich liegen. Der Oberkörper und die Knie des Spielers sind leicht gebeugt. Der Schlägerkopf befindet sich hinter dem Ball und zeigt im Normalfall zum Ziel. Die Ellenbogen sind leicht zum Körper gedreht. Das Setup wird zum Zielen und zur Vorbereitung auf den Golfschlag genutzt. Es folgen einige Waggles oder ein anderer Schwungauslöser (z. B. Forward-Press).

#### Aufschwung
Danach beginnt das Ausholen, bei dem der Golfschläger angehoben wird, bis er sich über den Schultern befindet.
Abschnitt 2 – Das Take-Away: Die Hände des Spielers sind anfänglich eine Einheit mit den Armen und Schultern und drehen sich gemeinsam, bis der Schaft des Schlägers parallel zum Boden ist und zum Ziel zeigt, was als One-Piece-Take-Away bezeichnet wird. Das Schlägerblatt ist in dieser Stellung parallel zur Wirbelsäule.
Abschnitt 3 – Der Wrist-Cock: Etwa ab Hüfthöhe werden die Arme angehoben und die Hände allmählich nach oben angewinkelt, bis der gestreckte Arm parallel zum Boden ist und der Winkel zwischen Händen und Armen etwa 90 Grad ist, was als Wrist-Cock bezeichnet wird. Der Schlägerschaft ist in dieser Stellung parallel zur Ebene, die durch den Ball, das Ziel und den Mittelpunkt beider Schultern aufgespannt wird. 
Abschnitt 4 – Oberster Punkt: Um mehr Rotationsenergie im Körper bereitstellen zu können, werden die Hüfte und die Schultern weiter in Richtung der Ausholbewegung kreisförmig gedreht, wobei es zu einer Spannung der Muskeln zwischen Hüfte und Schultern kommen soll. Am obersten Punkt der Ausholbewegung ist der Schlägerschaft zum Ziel gerichtet. Der hintere Arm ist im 90° Winkel geknickt, nicht weiter.

#### Abschwung

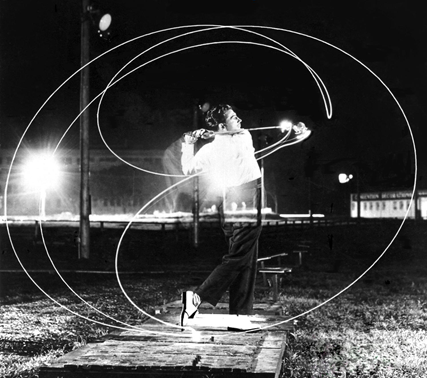
Der Aufschwung beschreibt eine kreisförmige Laufbahn. Der Durchschwung beschreibt eine elliptische Laufbahn.

Aus dieser Haltung wird der Abschwung eingeleitet. Dabei lässt der Spieler die Arme vertikal auf einer elliptischen Bahn nach unten und vorne Richtung Ball fallen, während die Schultern sowie die Hüfte in diese Richtung rotieren. 
Abschnitt 5 – Beginn des Abschwungs: Der Körper rotiert in Schlagrichtung, während die Arme gesenkt werden, bis der gestreckte Arm erneut parallel zum Boden ist. Der geknickte Arm berührt dabei die Hüfte mit dem Ellbogen.
Abschnitt 6 – Vor dem Treffmoment: Unmittelbar vor dem Treffmoment ist der Schlägerschaft erneut parallel zum Boden. Von der Seite betrachtet, befindet er sich hinter den Händen. Der Winkel zwischen Armen und Händen ist nun maximal. Es kommt dadurch zu einem Katapulteffekt, der den Schlägerkopf auf den Ball schleudert. 
Abschnitt 7 – Treffmoment: Im entscheidenden Moment, dem Treffmoment, trifft der Schlägerkopf leicht von innen nach außen auf den Golfball. Die kinetische Energie des Schlägers wird auf den Ball übertragen und lässt ihn in Richtung des Ziels fliegen. Das Handgelenk der Führungshand ist im Treffmoment in Richtung des Ziels gebeugt.

#### Durchschwung
Abschnitt 8 – Release: Die Führungshand wird von der unteren Hand überrollt (Release). Der Schlägerkopf erreicht dadurch seine maximale Geschwindigkeit beim Durchschlagen des Balls in dem Moment, wo der Schlägerschaft erneut parallel zum Boden ist.
Abschnitt 9 – Follow-Through: Der gesamte Körper und der Schläger folgen dem Schlag im sogenannten Follow-Through. Die Arme werden angehoben, bis der gestreckte Arm erneut parallel zum Boden ist. Der Schlägerkopf wird allmählich abgebremst.
Abschnitt 10 – Finish: Der Golfschlag endet mit dem Finish. In dieser Position befindet sich der Schläger hinter dem Kopf des Spielers, während sich dieser vollständig in Richtung des Ziels gedreht hat und der rechte Fuß (bei einem Linkshänder der linke Fuß) auf der Zehenspitze steht.

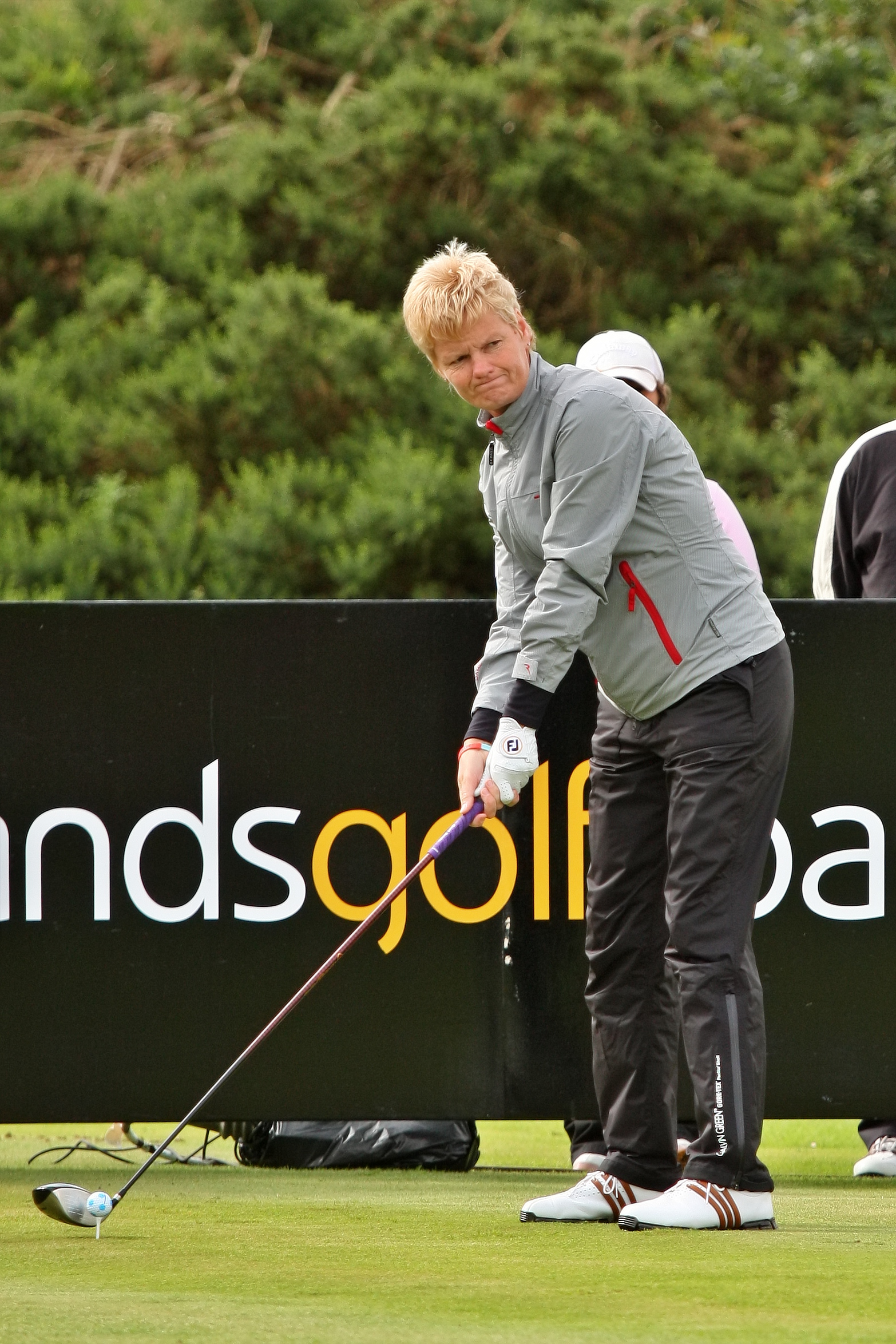
Das Setup
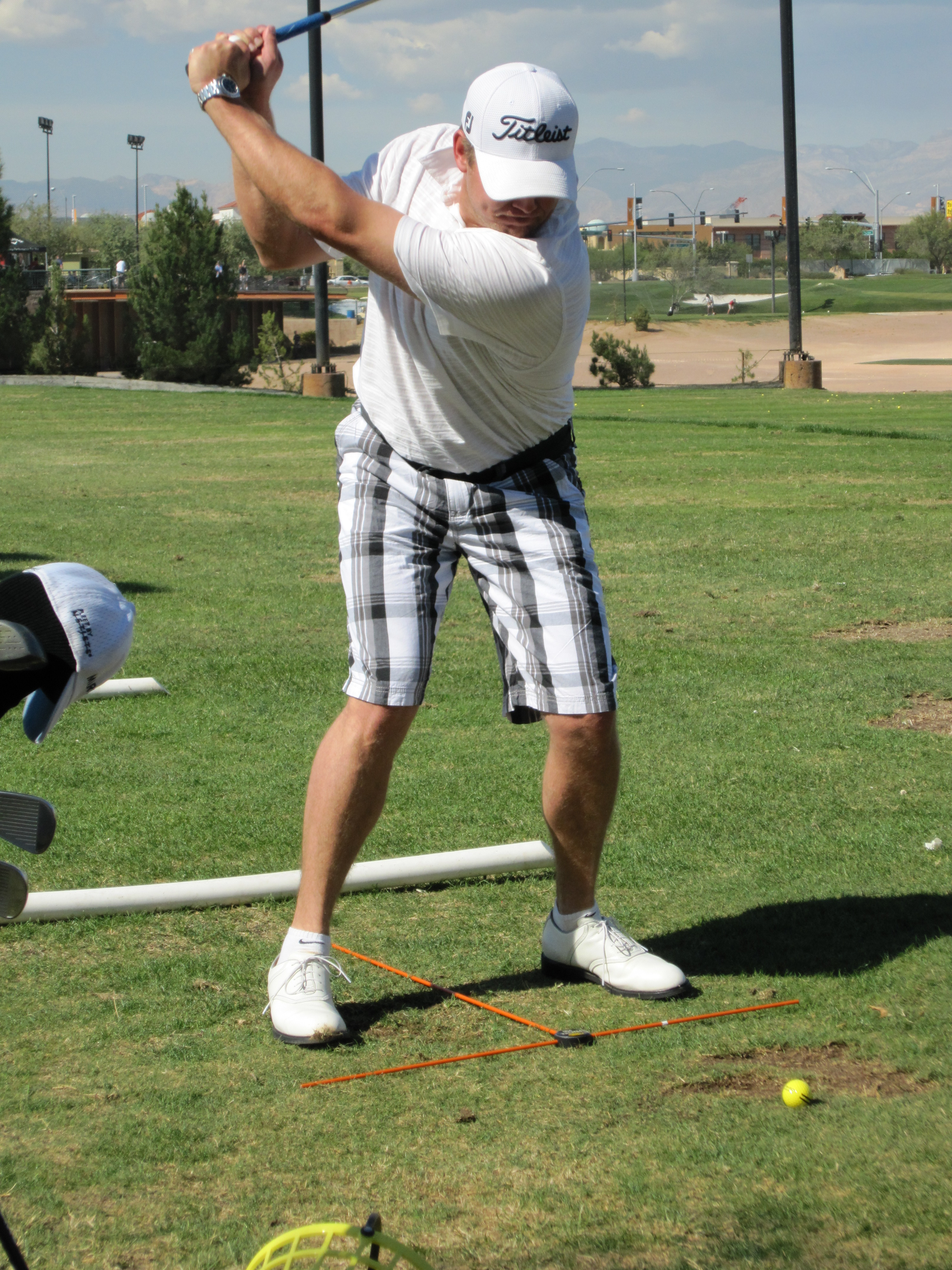
Der Aufschwung
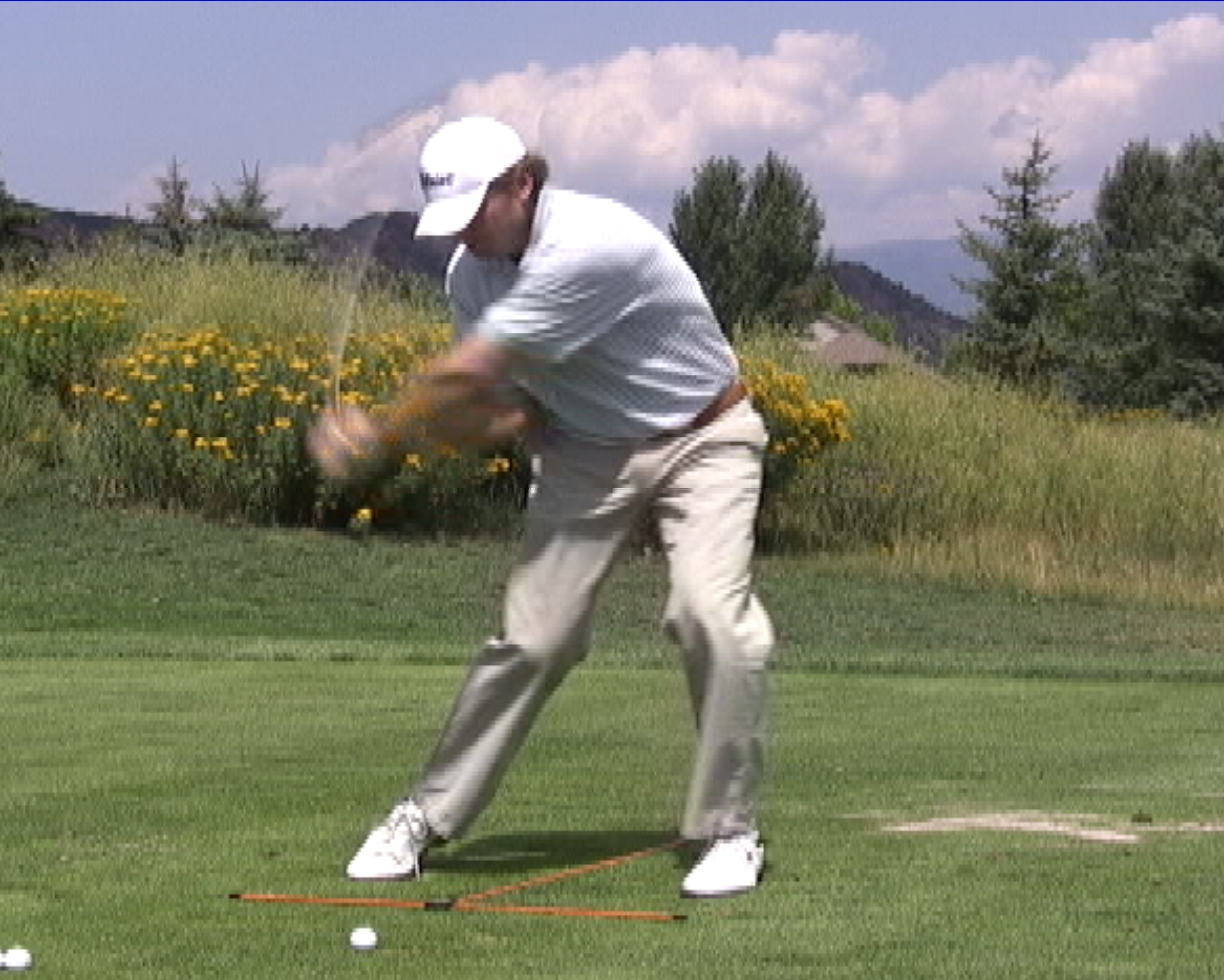
Der Abschwung
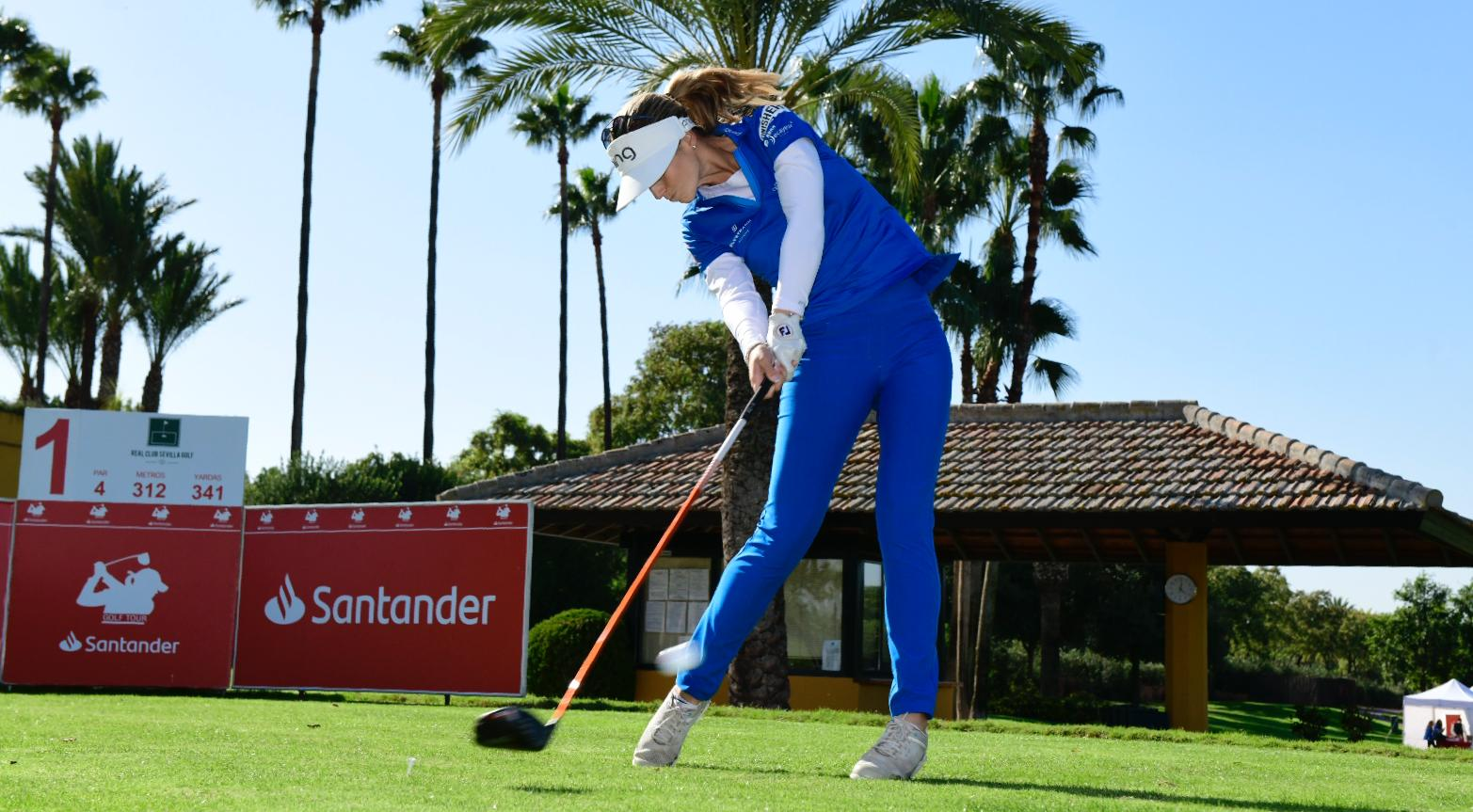
Das Treffmoment
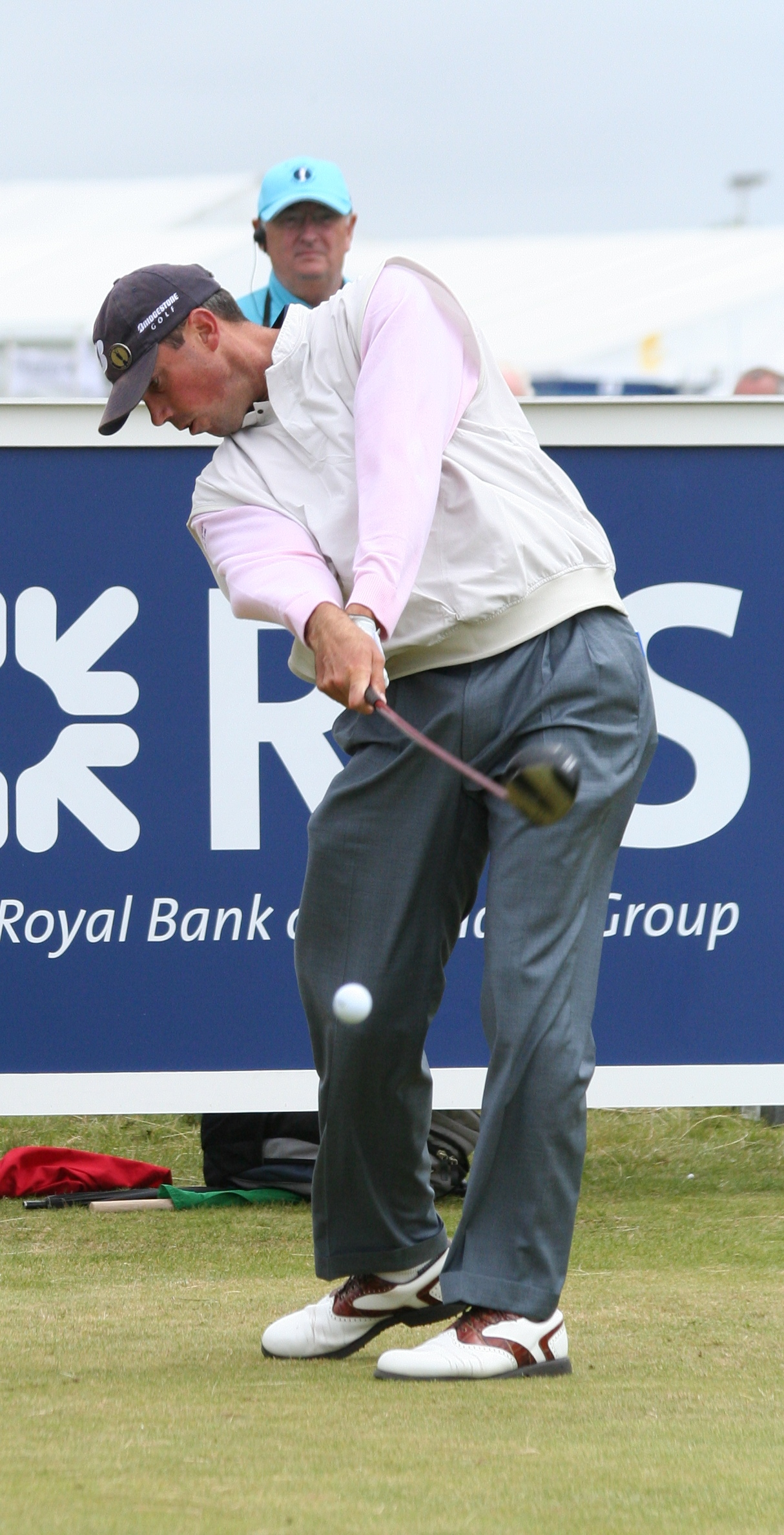
Das Release
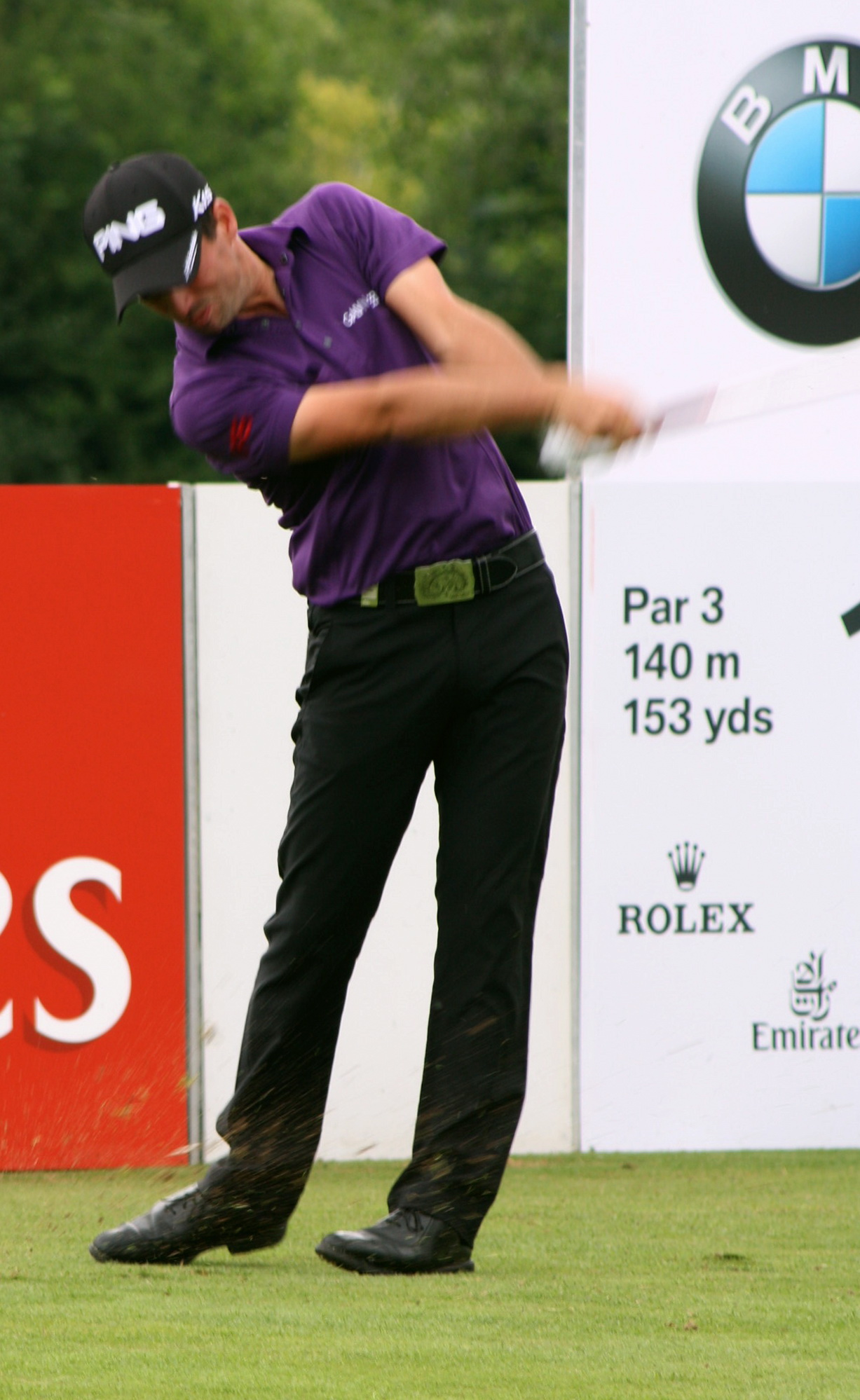
Das Follow-Through
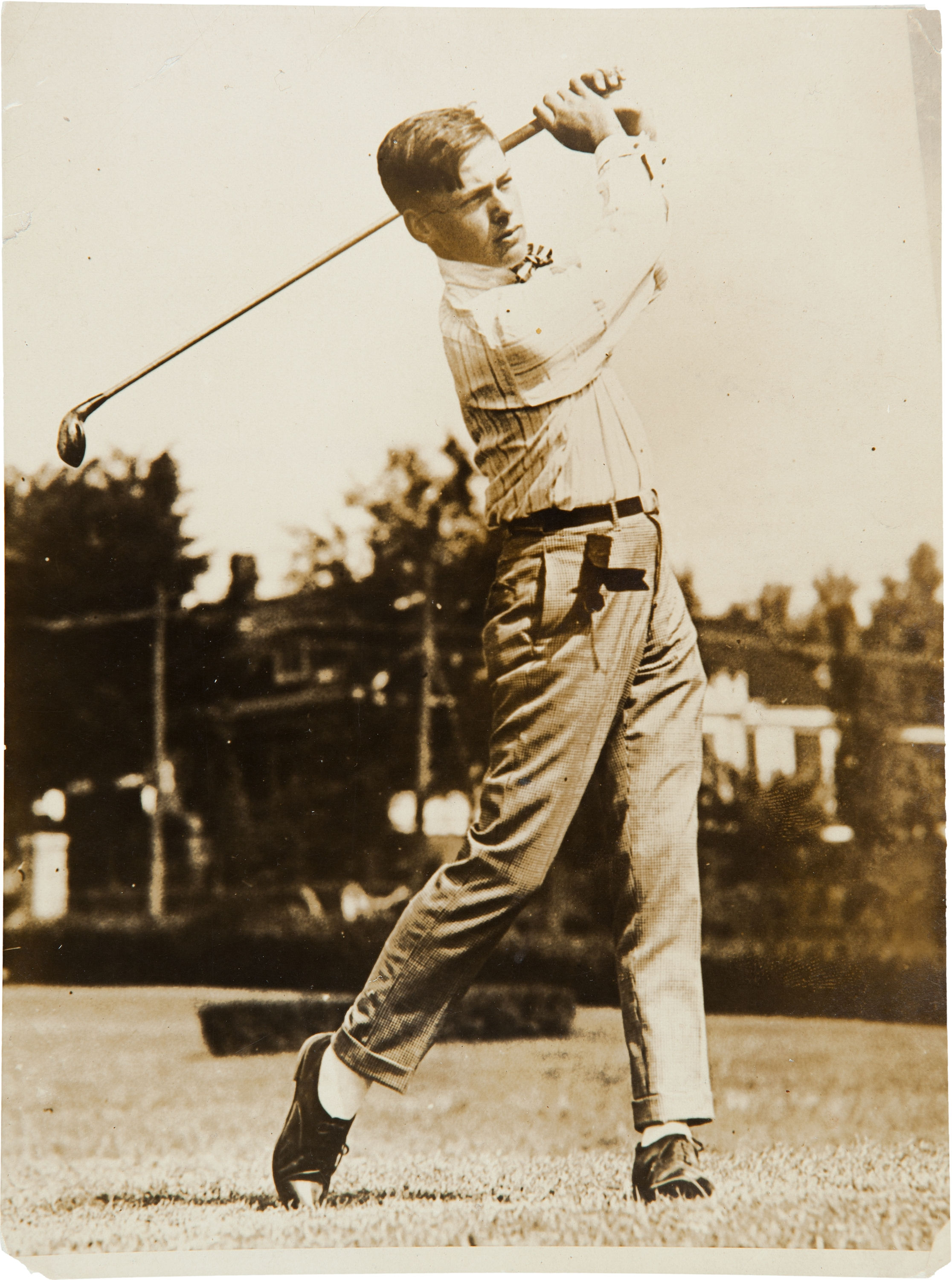
Das Finish

#### Tempo, Abfolge und Rhythmus
Obwohl es beim Golfschlag darum geht, eine konstante und möglichst hohe Schlägerkopfgeschwindigkeit im Treffmoment zu erzeugen, kann der Rhythmus, die Abfolge der einzelnen Konstanten im Bewegungsablauf und das gesamte Tempo vom Ausholen bis zum Treffmoment unterschiedlich getaktet sein. Dies ist vom Gemüt des Spielers und dessen Schlagtechnik abhängig. Einen schnellen Golfschlag machen Spieler wie Tom Watson und Lanny Wadkins. Einen langsamen Golfschlag machen Spieler wie Jay Haas und Scott Simpson. Spieler, die sich für einen Golfschlag auf einer Ebene entscheiden, können das Take-Away (Abschnitt 2) etwas nach innen und mit geschlossenem Schlägerblatt vollziehen. Spieler, die sich hingegen für eine Technik auf zwei Ebenen entscheiden, können hingegen etwas nach außen mit etwas geöffnetem Schlägerblatt ausholen. Auch kann der Wrist-Cock (Abschnitt 3) an unterschiedlichen Punkten erfolgen. Manche Amateure spielen gutes Golf, indem sie den Wrist-Cock bereits machen, bevor sie das Take-Away einleiten. Spieler, die auf zwei Ebenen spielen, machen den Wrist-Cock oft am obersten Punkt, indem sie das Eigengewicht des Schlägerkopfes nutzen, um die Handgelenke zu winkeln. Manche Spieler auf einer Ebene machen den Wrist-Cock hingegen erst in der Abwärtsbewegung kurz vor dem Treffmoment (z. B. Dan Pohl). Abhängig hiervon unterscheidet sich auch das Release (Abschnitt 8). Bei einem Hand-Release überrollen die Hände nach dem Treffmoment so, dass das Schlägerblatt parallel zur Schlagrichtung bleibt. Bei einem Arm-Release überrollen die Arme und schließen das Schlägerblatt. Bei einem Body-Release überrollt hingegen der ganze Körper. Dementsprechend sind manche Haltungen im Finish (Abschnitt 10) etwas aufrechter oder flacher. Eine komplett standardisierte Lösung gibt es nicht.

### Morphologie

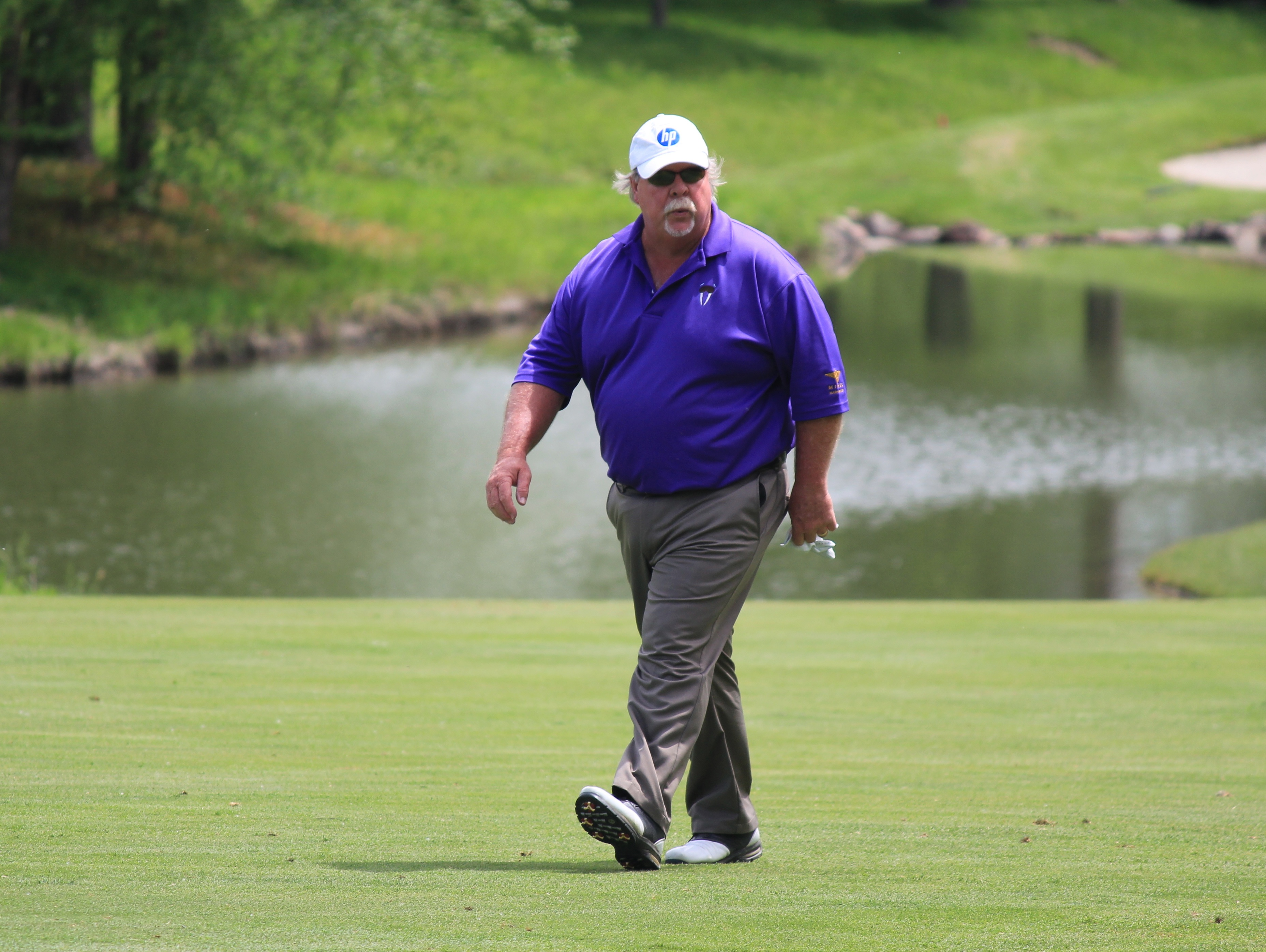
Craig Stadler ist ein gutes Beispiel für einen endomorphen Golfschlag auf einer Ebene.

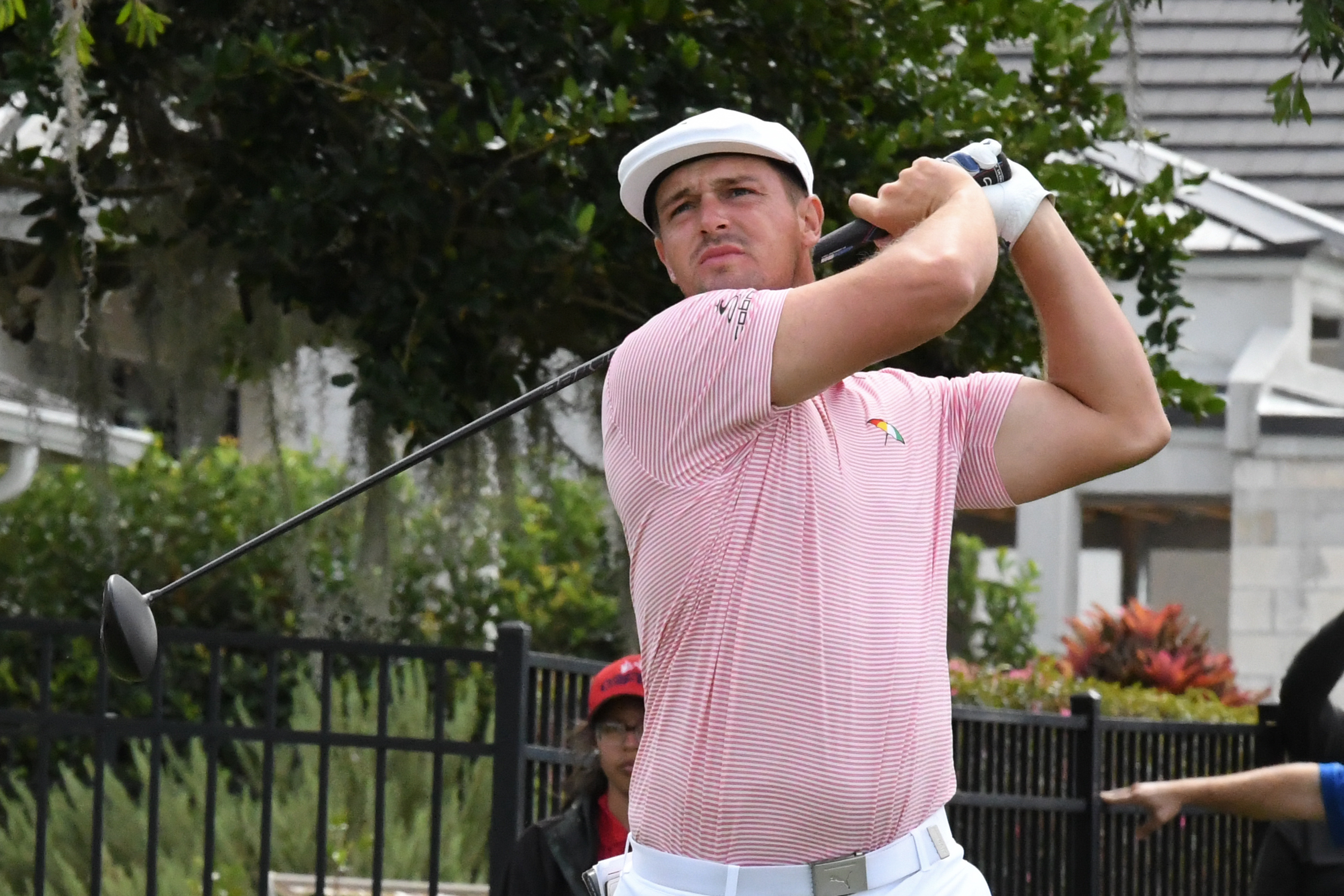
Bryson DeChambeau macht einen mesomorphen Golfschlag auf zwei Ebenen.

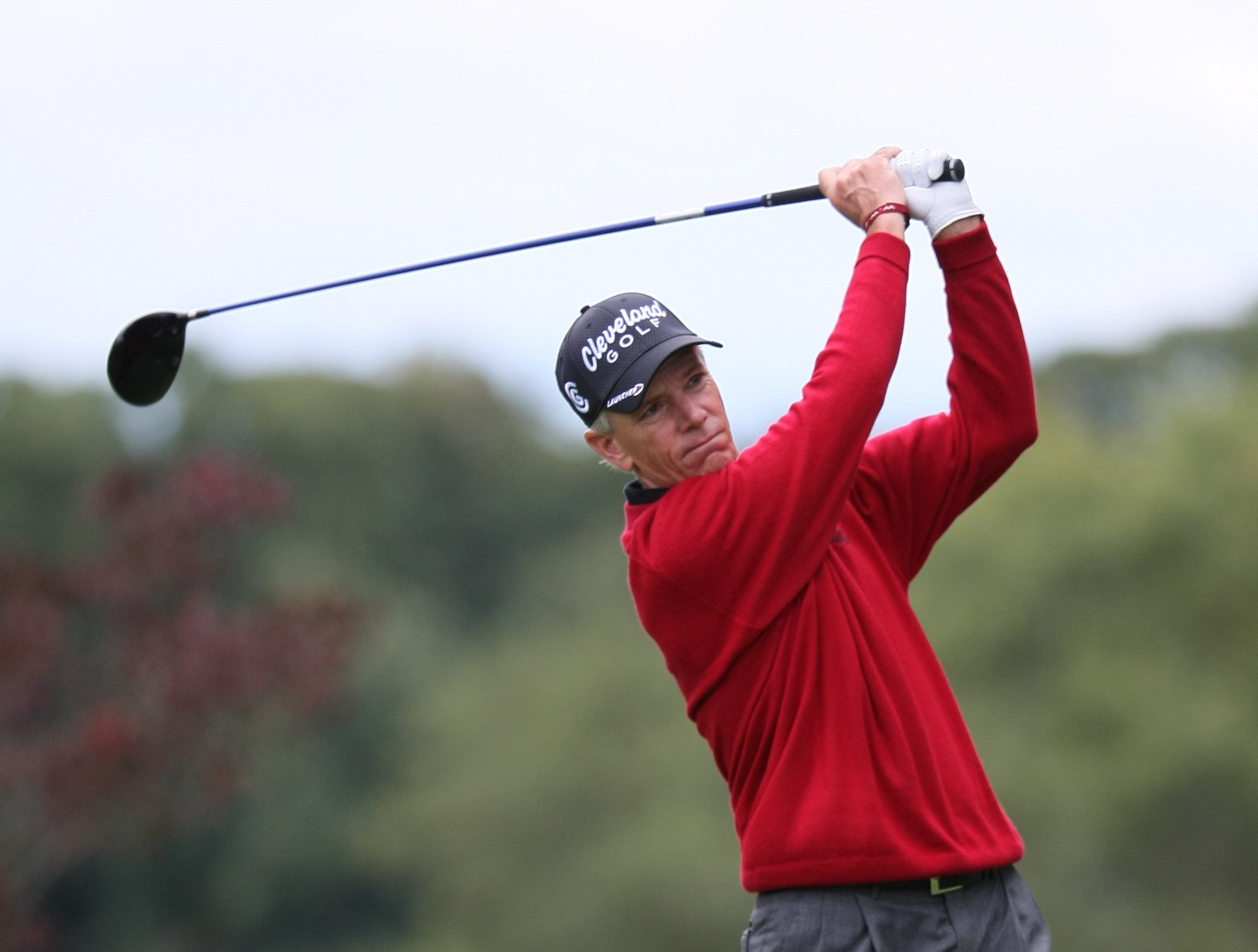
Larry Mize macht einen ektomorphen Golfschlag auf zwei Ebenen.

Die morphologische Angleichung der einzelnen Schlagtypologien an die Proportionen des jeweiligen menschlichen Körpers ist ein umfangreiches Thema, da es nahezu unendlich viele Abwandlungen hierfür gibt. Im Folgenden wird das Thema nur grob anhand einiger Grundlagen veranschaulicht, welche die typologische Entscheidung des Spielers zu festigen vermögen:

#### Endomorph
Dickleibigkeit führt dazu, dass die Golfer aufgrund der Masse eher nach vorne gebeugt stehen, da sie sonst auch aufgrund des Bauchumfanges den Ball nicht sehen. Deswegen wird ein dicker Spieler immer auf einer Ebene schlagen und die Hände etwas höher und weg vom Bauch halten. Das Körpergewicht kann vor dem Abschwung auch kraftvoll in den Schlag verlagert werden. Die Profigolfer Russell Claydon, Moe Norman und Craig Stadler sind ein Beispiel hierfür. Das „Wurstfingerproblem“ führt dazu, dass ein Overlap- oder Interlock-Griff nicht möglich sind und ein Baseballgriff verwendet werden muss. Bei kurzen Fingern kann auch der Claydon-Griff mit Zwei-Finger-Überlappung in Betracht gezogen werden. All dies spricht für eine One-Plane-Schlagtechnik.

#### Mesomorph
Athleten können es sich aussuchen, wie sie schlagen möchten. In der US-Golfkultur hat der auf einer Ebene spielende Athlet, mit palmarem Handgelenk im Rückschwung und kurzem Finish, Kultur (z. B. Arnold Palmer, Tom Lehman, Jon Rahm). Dieser beherrscht die rechts-links Kurve zur Vollendung, was bei den nordamerikanischen Plätzen gut funktioniert. Bei guter Beweglichkeit trotz Muskelmasse nutzen manche Athleten den Power-Swing auf zwei Ebenen, um durch überragende Schlaglänge hervorzutreten (z. B. Bryson DeChambeau). Solche Spieler bezeichnet man als Long-Hitter.

#### Ektomorph
Sehr große oder schlanke Spieler müssen sich bei einer Schlagtechnik auf einer Ebene stark über den Ball beugen (z. B. Matt Kuchar) und brauchen Kraft, was sich für einige Spieler gewöhnungsbedürftig anfühlt. Eine rhythmische und ruhige Schlagtechnik auf zwei Ebenen ist jedoch weit verbreitet (z. B. Larry Mize). Bei schlanken Fingern und filigranen Händen kann man einen Interlock-Griff in Betracht ziehen.

#### Dysplastiker
Wegen der kürzeren Armlänge müssen sehr kleine Spieler, die auf einer Ebene schlagen wollen, sehr athletisch sein, um die erforderliche Schlagweite zu erreichen. Die Spieler Ian Woosnam (1,64 m) und Gary Player (1,68 m) sind ein Beispiel für die erforderliche Muskelmasse. Zierliche, kleine Spieler werden deshalb eher zu einer Schlagtechnik auf zwei Ebenen tendieren (z. B. Tadd Fujikawa). Problematischer als Zwergwuchs ist Riesenwuchs, da die Verlängerung aller Glieder am Körper zu einer zunehmenden Ungenauigkeit führt. George Archer und Chris Wood sind mit einer Körpergröße von 1,98 m die bislang größten erfolgreichen Golfprofis. Versuche mit professionellen Basketballspielern bestätigen dies: Michael Jordan erreichte mit einer Körpergröße von 1,98 m ein Handicap von 2, während Charles Barkley mit einer Körpergröße von 1,98 m lange Zeit als schlechtestes Beispiel für einen Golfschlag herhalten musste.

#### Händigkeit

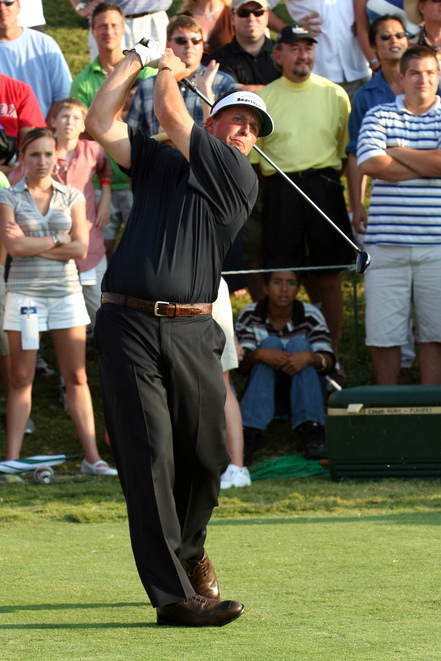
Phil Mickelson ist eigentlich Rechtshänder. Er spielt aber als Lefty.

Der größte Teil aller Golfspieler macht den Golfschlag von der rechten Körperhälfte in Richtung der linken Körperhälfte. Ein wesentlich geringerer Teil der Golfspieler hingegen spielt umgekehrt und benötigt spiegelverkehrte Golfschläger, was vollkommen legitim ist. Diese Spieler werden als „Lefty“ bezeichnet, was suggeriert, dass es sich hierbei um Linkshänder handelt. Tatsächlich ist die Händigkeit des Spielers keineswegs ausschlaggebend für die bevorzugte Schlagrichtung. Der Golfprofi Curtis Strange ist Linkshänder, schreibt auch mit links, spielt jedoch von rechts nach links. Phil Mickelson ist Rechtshänder, spielt jedoch als Lefty. Der Umstand, dass die meisten Anfänger zunächst ein übliches Golfset vom Lehrer erhalten, ist oft trugschlüssig, sodass es zu Situationen kommen kann, wo ein Amateur jahrelang gebraucht hat, um zu erkennen, dass er als Lefty viel besser spielt.

### Mechanik

Das physikalische Grundprinzip eines Golfschlages ist das Doppelpendel. Es gehört zu den chaotischen, nicht linearen dynamischen Systemen, innerhalb dessen der Golfspieler einen stets wiederholbaren Bewegungsablauf formulieren soll. Dies ist praktisch unmöglich.

Veranschaulichung von Chaos in einer Doppelpendelbewegung. Eine kürzere Ausholbewegung führt zu wiederholbareren Ergebnissen und einem höheren Impuls am untersten Punkt, sofern das mittlere Gelenk im Treffmoment etwas vor dem Ball (Lot) ist.

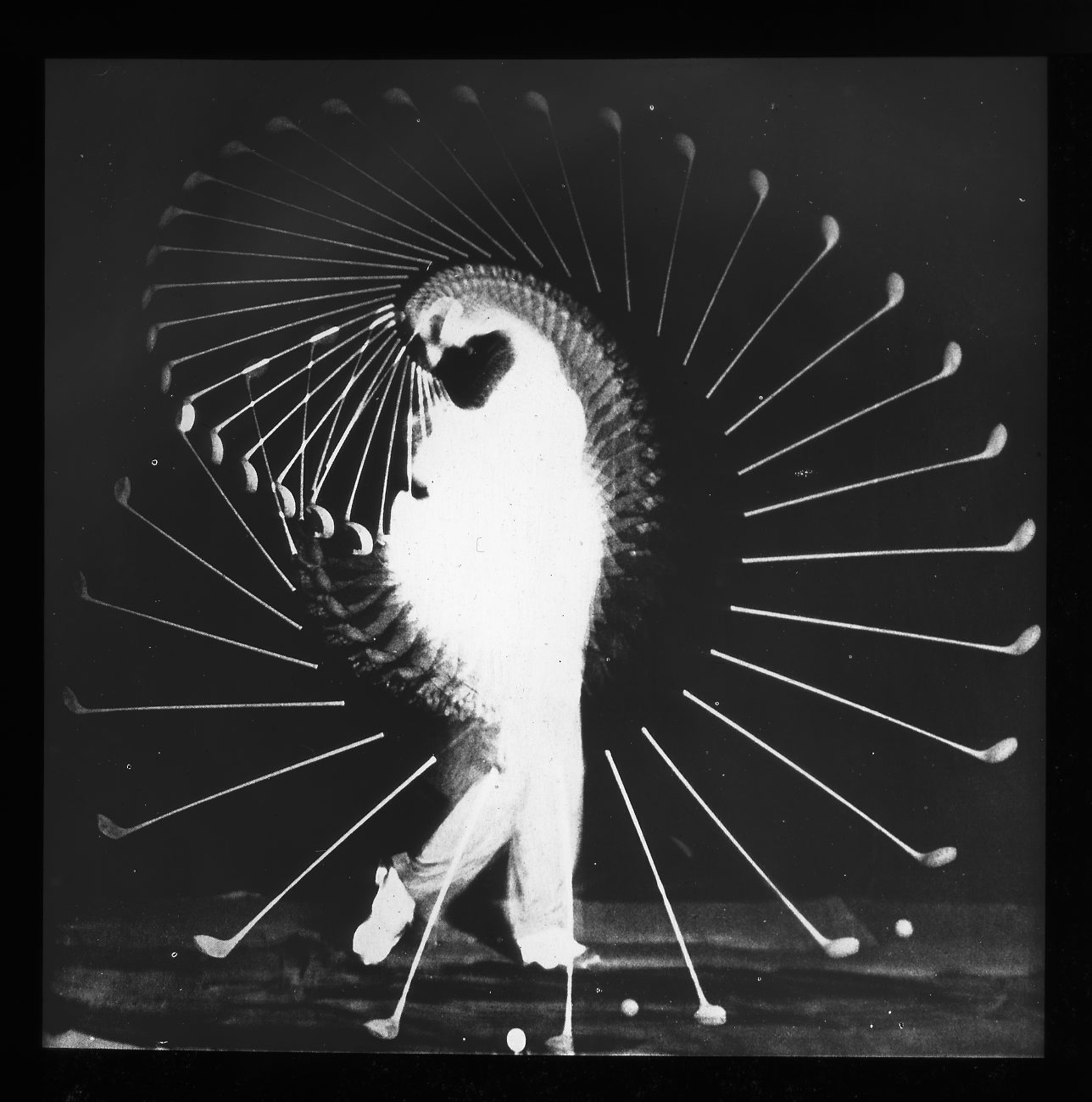
Analyse der Schwungmechanik eines Spielers durch bildgebendes Verfahren. Vortexförmiger Verlauf des unteren Pendelhebels (Schläger).

Die Mechanik des Golfers beim Schlagen kann als Modell eines Doppelpendels physikalisch begriffen werden. Hierbei sind der Mittelpunkt der Linie zwischen beiden Schultern das obere Gelenk und der Griff das mittlere Gelenk des Pendels. Ideal wäre es, wenn das obere Gelenk (0,0,0) in seinen Koordinaten fixiert wäre. Der Golfspieler vermag es jedoch nicht, seinen Kopf im Treffmoment vollständig zu fixieren, sodass dieser immer etwas in Bewegung ist. Beim langen Spiel ist das mittlere Gelenk im Doppelpendel flexibel und beugt sich kurz vor dem Treffmoment in Schlagrichtung. Beim kurzen Spiel ist das mittlere Gelenk im Doppelpendel hingegen weitestgehend ausgesteift. Die Geschwindigkeit des Schlägerkopfes bestimmt zusammen mit seiner Masse seine kinetische Energie und seinen Impuls. Mit fortschreitendem Schlagen übt der Golfer immer mehr Kraft mit der Rückenmuskulatur (die Arme bleiben passiv) auf den Schlägerkopf aus, wodurch dieser beschleunigt und so seine Geschwindigkeit erhöht. Daher nehmen sein Impuls und seine Energie zu. Beim Aufprall wird ein Teil dieser Energie und dieses Impulses auf den Ball übertragen. Der Golfroboter „Iron Byron“ ist eine idealisierte Veranschaulichung der Golfmechanik.

#### Schlägerkopfgeschwindigkeit
Ziel des langen Spiels im Golf ist es, vor allem beim Abschlag, die Schlägerkopfgeschwindigkeit zu maximieren. (Bei den kurzen Schlägen geht es hingegen um präzise Wiederholbarkeit von kleinen Längen.) Zur präzisen Ermittlung der Schlägerkopfgeschwindigkeit vor dem Treffmoment zieht man die Bewegungsgleichungen des Doppelpendels heran. Wobei die Länge l1 die projizierte Länge der Arme des Golfers vom Mittelpunkt beider Schultern zum Griff ist (Höhenlinie im Dreieck P1SchulterP2SchulterP3Hände), während die Länge l2 die Länge des Schlägers ist. Je länger die Arme und der Schlägerschaft, desto höher die potenzielle Schlägerkopfgeschwindigkeit, desto höher die Anfälligkeit für Chaos. Ein starkes Ausholen der Arme ist nicht zwingend für einen maximalen Impuls am Schlägerkopf notwendig. Die Golfprofis Jon Rahm und Tony Finau holen nur sehr kurz aus. Vielmehr ist erforderlich, dass die Auslenkung der Arme und Hände im Treffmoment etwas kleiner ist (leicht negativ) als die Auslenkung des Schlägerkopfes (leicht positiv). Die Masse am mittleren Gelenk M1 des Doppelpendels resultiert aus der Masse des Schwerpunktes des Armhebels, der Hände am Griff sowie des Schlägergriffes selbst. Die Masse am Schlägerkopf M2 resultiert aus der Masse des Schlägerkopfes, sowie des mittleren Schwerpunktes des Schlägerschaftes. Das Verhältnis aus Masse Golfgriff, dem Schwerpunkt des Schaftes und dem Schlägerkopf wird deshalb als Schwunggewicht (SW) bezeichnet und auf einer Skala von A0 bis F9 angegeben (für männliche Golfprofis meistens zwischen D3 und D7).

#### Ballgeschwindigkeit
Um die Geschwindigkeit des Balls beim Verlassen des Abschlags zu bestimmen, zieht man sowohl die Energie- als auch die Impulserhaltung wie folgt heran: Im Folgenden wird die Masse des Schlägers und Balls als mschläger und mball bezeichnet. Die Geschwindigkeit nach dem Aufprall als Vschläger und vball und die Geschwindigkeit vor dem Aufprall als vschläger. (Natürlich ist die Geschwindigkeit des Balls kurz vor dem Aufprall null.) Da E = mv²/2 gilt, besagt der Satz der Energieerhaltung, dass
{\displaystyle {\frac {1}{2}}} mschläger v²schläger = {\displaystyle {\frac {1}{2}}} mschläger V²schläger + {\displaystyle {\frac {1}{2}}} mball v²ball,
der Satz der Momenterhaltung ergibt hingegen
mschläger vschläger = mschläger Vschläger + mball vball.
Die Auflösung der Gleichungen wie folgt:
Vschläger=vschläger{\displaystyle {\frac {ms-mb}{ms+mb}}}; vball=vschläger{\displaystyle {\frac {2ms}{ms+mb}}} = vschläger{\displaystyle {\frac {2}{1+mb/ms}}}.
Somit ist das Verhältnis der Ballgeschwindigkeit zur Geschwindigkeit des Schlägerkopfes vor dem Aufprall 2/(1+r), wobei r das Verhältnis der Masse des Balls zur Masse des Schlägerkopfes ist. Zu beachten ist, dass die Ballgeschwindigkeit immer kleiner als die doppelte Schlägerkopfgeschwindigkeit ist, egal wie klein das Massenverhältnis ist. Tatsächlich wird nicht die gesamte kinetische Energie, die der Schlägerkopf beim Aufprall verliert, in kinetische Energie des Balls umgewandelt. Das heißt, der Aufprall ist nicht perfekt elastisch. Ein Teil der Energie geht durch Hitze und Beschädigung des Balls verloren.

#### Ausrüstung und Schlägerfitting
Die Erkenntnisse zur Mechanik führen zur Notwendigkeit einer Anpassung der Golfschläger an den Spieler ab einem bestimmten Spielniveau, um die Schlägerkopfgeschwindigkeit bei möglichst geringer Ballstreuung zu optimieren. Das heißt: Ein spezieller Schlägersatz wird für den Spieler angefertigt und in der Länge, Gewichtung von Schlägerkopf, Schaft und Griff sowie den Neigungswinkeln des Schlägerkopfes angepasst. Hierbei sind nicht nur die Körpergröße, die Proportionen des Körpers, die Kraft und Schlaggeschwindigkeit entscheidend, sondern auch, ob der Spieler sich für eine Schlagtechnik auf einer Ebene oder auf zwei Ebenen entscheidet. Aus den physikalischen Beobachtungen ergeben sich einige Grundlagen hierfür:
Länge: Die Größe des Spielers ist für die Länge der Golfschläger nicht unbedingt entscheidend. Ein großer Spieler mit langen Armen kann den Ball durch seinen Armhebel bereits weit schlagen. Ein kleiner Spieler kann auch mit längeren Schäften spielen. Gary Player spielte mit um 1,5 Zoll verlängerten Eisen bei 1,68 m Körpergröße.
Lie-Winkel: Bei einer One-Plane-Schlagtechnik kommt für kleinere Spieler eine Abflachung des Lie-Winkels in Betracht. Bei einer Two-Plane-Schlagtechnik kommt für größere Spieler eine Zuspitzung des Lie-Winkels in Betracht.
Schwunggewicht: Das Schwunggewicht eines Schlägers kann auf mehrere Arten verändert werden: Bei einer Massenverschiebung am Schlägerkopf (2 Gramm), Schaft (9 Gramm) und Griff (5 Gramm) wird das Schwunggewicht um jeweils einen Punkt verändert. Bei Verlängerung des Schlägers um ½ Zoll wird das Schwunggewicht um 3 Punkte verändert.
Gesamtgewicht: Das Gesamtgewicht ist die Summe aller Teile eines Golfschlägers (Griff + Schaft + Schlägerkopf). Da der Golfschaft das größte Spektrum an Auswahlmöglichkeiten im Hinblick auf das Gewicht hat, trägt er am meisten zur Bestimmung des Gesamtgewichtes bei. Schlägerköpfe für Driver gibt es zwischen 195 und 220 Gramm, Golfgriffe haben ein Gewicht zwischen 25 und 70 Gramm, Schäfte hingegen gibt es zwischen 40 und 130 Gramm Gewicht. Somit ist die Kalibrierung des Gesamtgewichtes eines Schlägers über den Schaft am ehesten möglich.
Schaft: Ein sehr flexibler Schaft kann den Impuls im Treffmoment erhöhen, führt jedoch mitunter zu einer zunehmenden Streuung bei der Impulsübertragung auf den Ball. Ein zu steifer Schaft reduziert den Impuls im Treffmoment.

#### Bildgebende Verfahren
Durch die Trackman-Technologie, die seit 2010 rasante Fortschritte macht, werden zunehmend Indoor-Golfanlagen eingerichtet. Hierbei steht der Golfer auf einer Matte und schlägt seinen Ball auf einen Monitor. Die Ballgeschwindigkeit wird von Sensoren erfasst und auf dem Monitor in einem virtuellen Platz simuliert dargestellt. Durch weitere Sensoren auf dem Körper und Schläger des Golfers kann der Bewegungsablauf aller Gelenke abgebildet werden. Hierdurch kann man den Golfschlag genau analysieren oder eine vereinfachte Runde Golf spielen.

## Schlagarten

### Langes Spiel

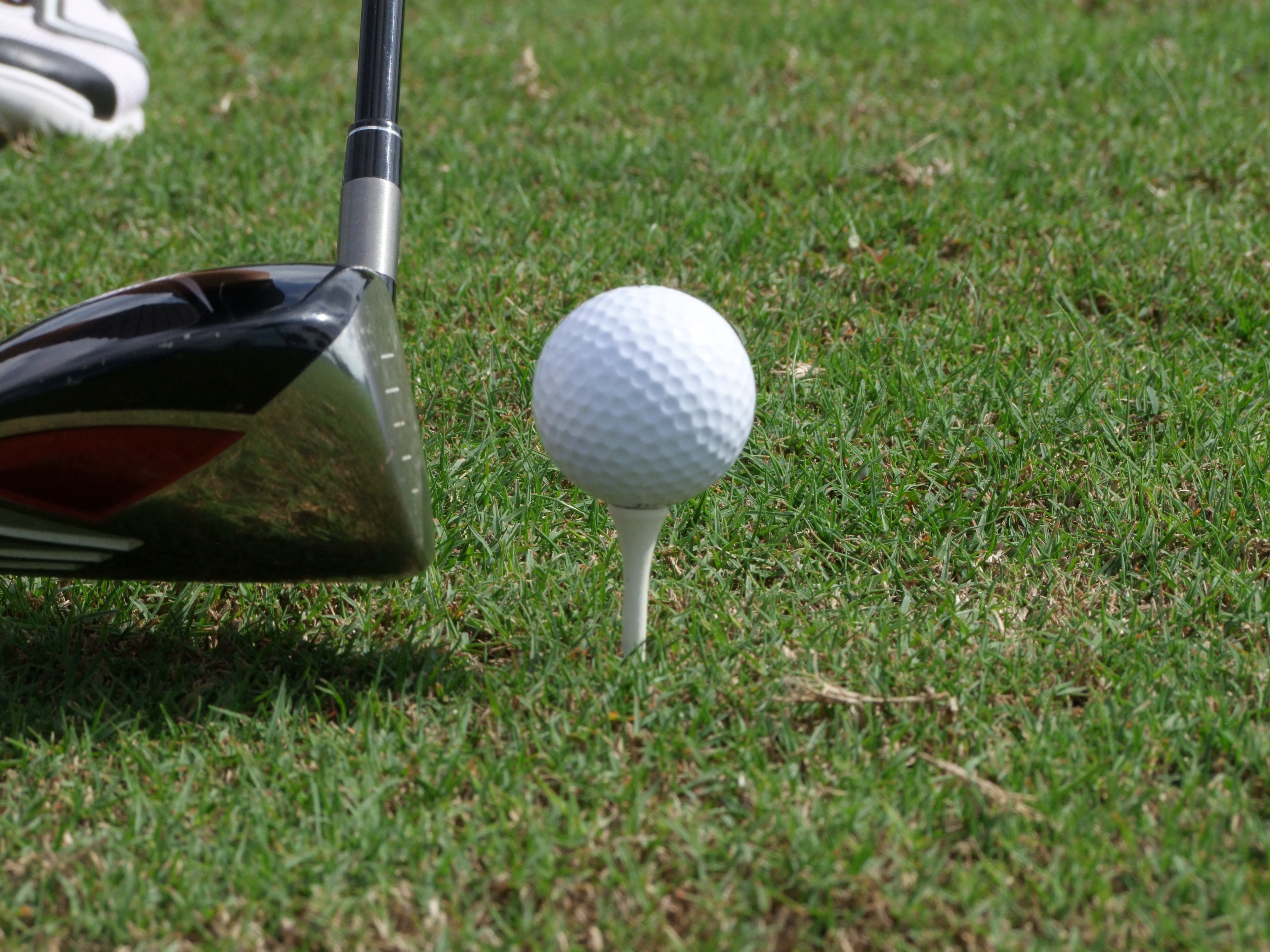
Beim Abschlag darf der Ball auf ein Tee gesetzt werden.

Das lange Spiel betrifft Golfschläge zwischen 70 und 300 Metern Entfernung und untergliedert sich in folgende Schlagarten:
- Abschlag: Als Abschlag oder „Drive“ wird der erste Schlag vom Tee bezeichnet. Dieser wird je nach Länge der Bahn oder der gewünschten Teilstrecke bis zum nächsten Schlag mit dem dazu passenden Schläger (einem Driver, Fairwayholz oder Eisen) gespielt. Profis können dabei mit dem Driver Weiten von mehr als 300 Metern erzielen. Beim Abschlag ist es erlaubt, den Ball auf ein Tee zu platzieren, eine Art Nagel aus Holz oder Plastik (früher ein Erdhäufchen), auf dem der Ball wie auf einer Plattform erhoben sitzt. Diese Erleichterung ist nur bei Abschlägen zulässig. Beim Abschlag mit dem Driver wird der Ball hoch aufgeteet und vom linken Fuß aus leicht in der Aufwärtsbewegung des Schlägers gespielt. Wird mit einem anderen Schläger abgeschlagen, wird der Ball niedriger aufgeteet und weiter Richtung Mitte des Standes platziert. Wird mit einem kurzen Eisen abgeschlagen, ist es nicht notwendig, ein Tee zu verwenden.

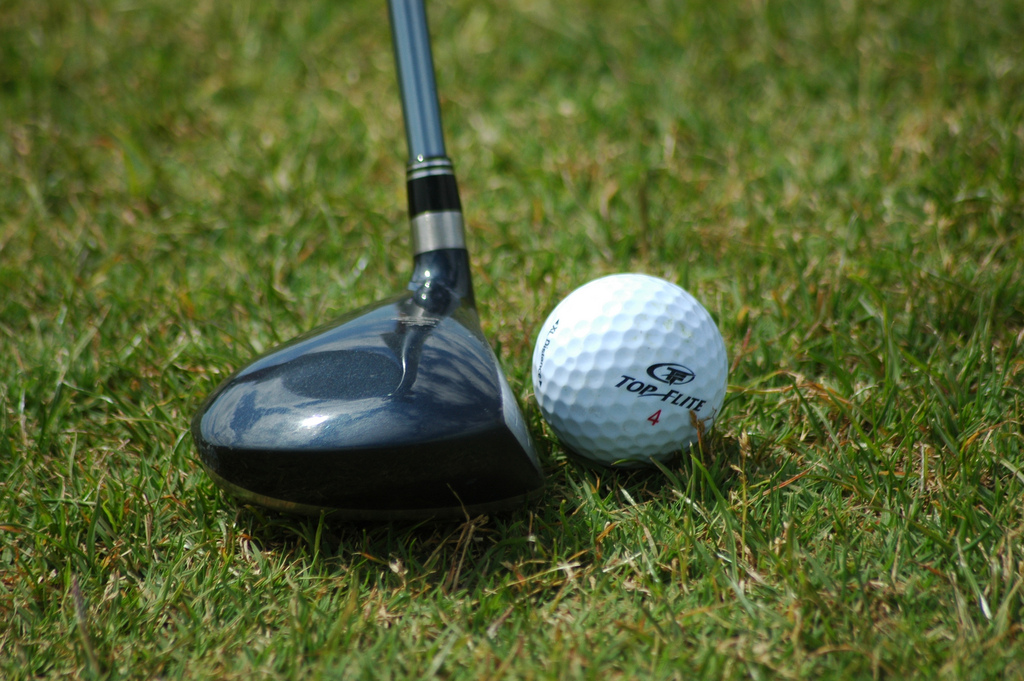
Der Golfschlag vom Fairway aus hingegen wird vom Boden gespielt.

- Fairway-Schlag: Dies ist der typische volle Golfschlag vom gemähten Rasen über eine Länge von etwa 85 bis 250 Metern. Um diesen Schlag auszuführen, benutzt man ein Fairwayholz, ein Eisen oder ein Hybrid. Mit Fairwayhölzern lassen sich Schläge über 200 Meter überbrücken, mit den Eisen Schlaglängen bis 200 Meter. Hybride sind eine relativ neue Entwicklung im Golfschlägerbereich und gelten als Bindeglied zwischen langen Eisen und Fairwayhölzern für Schlaglängen zwischen etwa 175 Metern bis 225 Metern.

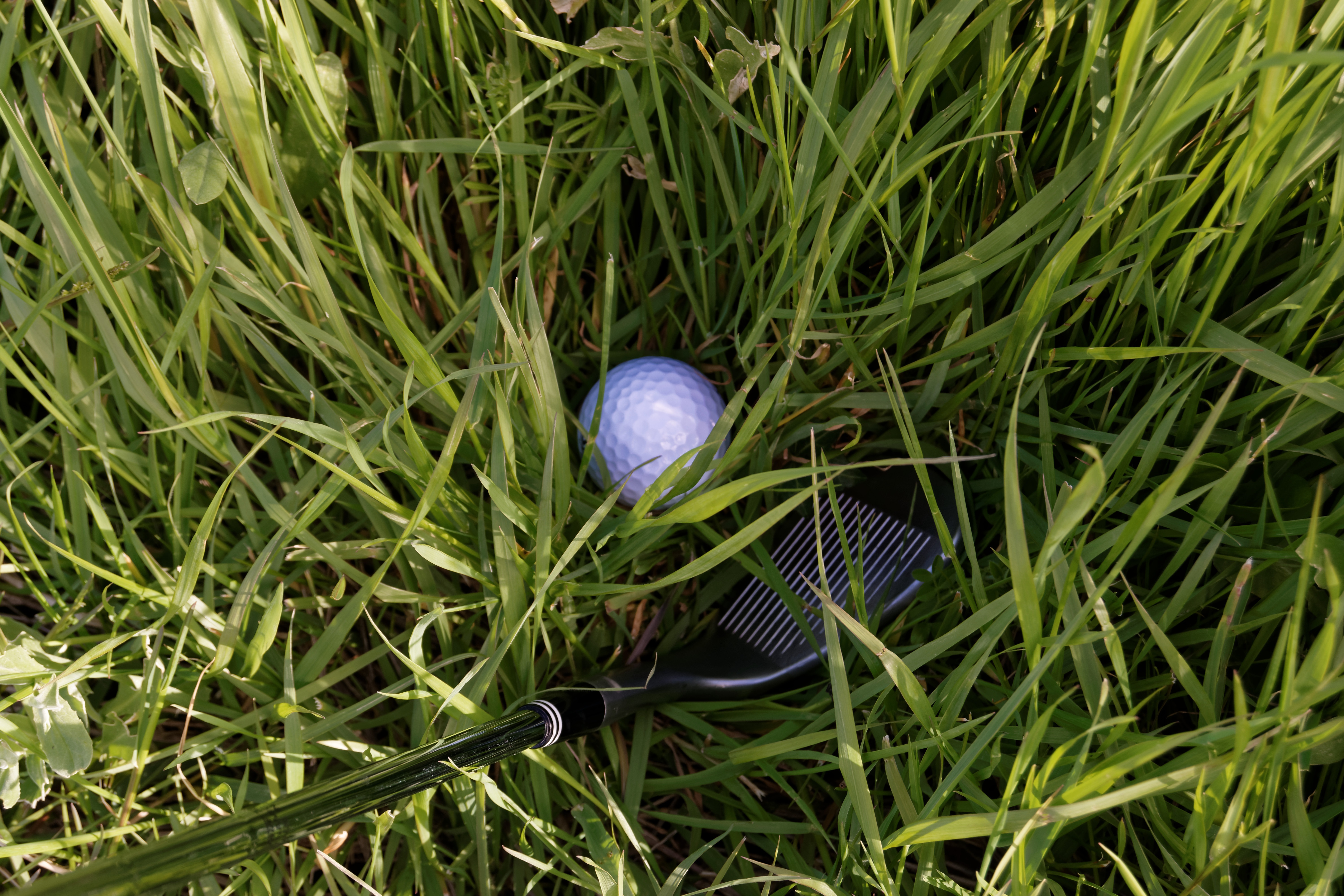
Liegt der Ball tief im hohen Rough können technisch nur Eisen verwendet werden.

- Rough-Schlag: Dies ist der typische volle Golfschlag aus hohem Gras. Um diesen Schlag auszuführen, benutzt man ein Hybrid oder ein Eisen. Das Schlägerblatt wird im Gegensatz zum Fairwayschlag etwas geöffnet. Dadurch erhält der Schläger etwas Bounce und gleitet leichter durch das hohe Gras. Da kein Direktkontakt zwischen Schläger und Ball durch das hohe Gras entstehen kann, ist das Resultat oft ein sogenannter Flyer: Der Ball bekommt aus dem Rough keinen Backspin, fliegt etwas niedriger und rollt dadurch stark nach. Die genaue Länge eines Schlages vom Rough aus lässt sich dadurch nicht so einschätzen wie vom Fairway aus.

### Kurzes Spiel
Das kurze Spiel betrifft Golfschläge zwischen 10 und 70 Meter Entfernung und untergliedert sich in folgende Schlagarten:

Beim Pitchen gilt die physikalische Grundregel: Eintreffwinkel = Aufprallwinkel. Die Mittelachse CO steht hierbei rechtwinklig zum Untergrund am Auftreffpunkt O.

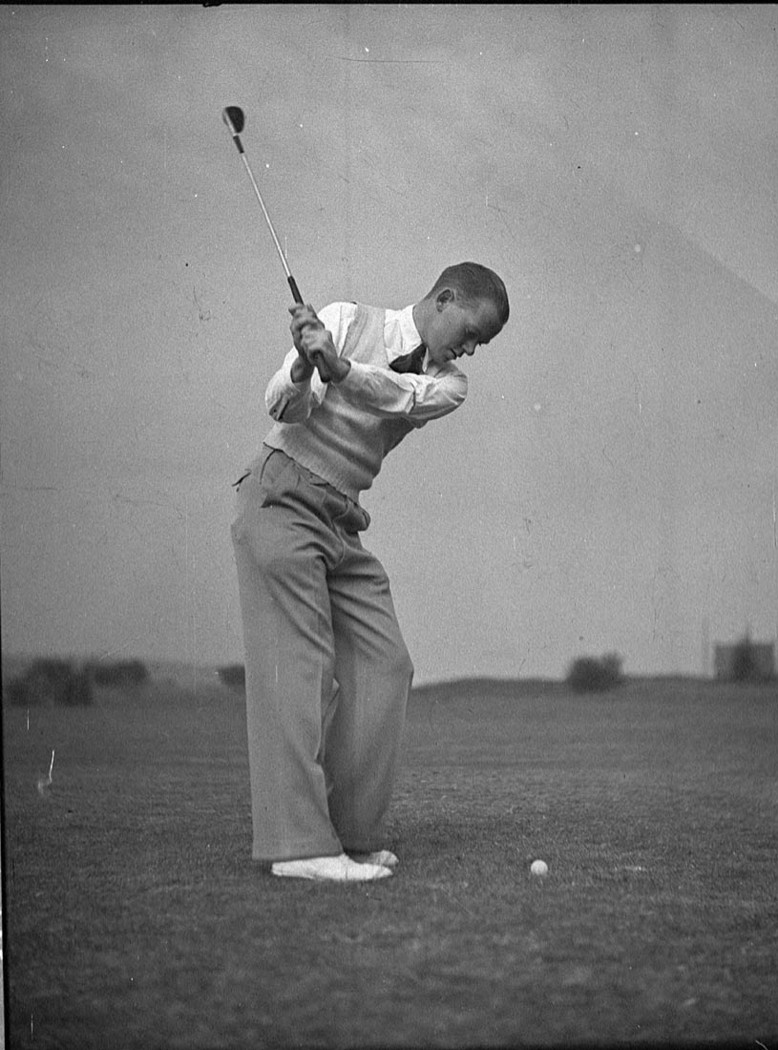
Grip-Down-Pitch in 9-Uhr-Stellung. Der Spieler greift den Schläger kürzer, um die Schlaglänge feinsinnig zu reduzieren. Zu beachten ist, dass bei halber Ausholhöhe der Schlägerschaft auf eine Position zwischen Ball und Fußspitzen zeigt. Dies ist auch bei volleren Schlägen erstrebenswert.

- Pitch: Als Pitch (engl.: to pitch = werfen) bezeichnet man beim Golfsport einen Annäherungsschlag aus ca. 15 bis 100 Meter Entfernung zur Fahne, der den Golfball in hohem Bogen auf das Grün befördern soll. Neben dem Putt ist der Pitch der wichtigste Schlag im Golf, da er strategisch betrachtet im kurzen Spiel die häufigste Möglichkeit bietet, ein Par zu retten, wenn man das Grün verfehlt hat. Profigolfer sind in der Lage, nur durch gekonntes Pitchen eine Par Runde zu spielen, in der sie kein einziges Grün regulär getroffen haben. Dieses Spiel wird im Profigolf oft in den Trainingsrunden gespielt und wird als Misemall („Miss them all“) bezeichnet. Ziel des Spiels ist es, alle Grüns bewusst zu verfehlen und die Pars durch Pitchen und Putten zu erzielen. Der Pitch wird üblicherweise mit einem Wedge gespielt. Dies kann durch einen Schlag mit dem Pitching Wedge, einem Sand Wedge, einem Gap Wedge oder einem Lob Wedge geschehen. Diese Spezialschläger haben einen besonders hohen Schlägerloft (zwischen 48° und 64°) und ermöglichen somit eine hohe Flugkurve des Balles, die durch den steilen Aufprallwinkel auf das Grün ein Weiterrollen des Golfballes verhindern bzw. verringern soll.

Aufprall: Hierbei gilt die physikalische Grundregel Eintreffwinkel = Aufprallwinkel. Ein Pitch, der mit 22,5° Eintreffwinkel auf eine 22,5° aufwärts geneigte Grünfläche gespielt wird, hat somit einen Aufprallwinkel von 90° (2x (22,5°+22,5°)). Ein Ball, der im 90° Winkel nach oben abprallt kann beispielsweise so gut wie nicht mehr rollen. Pitcht man auf ein Grün, das sich oberhalb des Spielers befindet, wird der Eintreffwinkel flacher. Pitcht man auf ein Grün, das sich unterhalb des Spielers befindet, wird der Eintreffwinkel steiler. Pitcht man über einen Hügel auf dem Grün vor dem Loch, werden die Fehlerquellen maximiert. Pitcht man durch eine Mulde auf dem Grün vor dem Loch, werden die Fehlerquellen minimiert. Der Pitch ermöglicht ein Überspielen von vor dem Grün befindlichen Hindernissen, wie zum Beispiel Sandbunker oder Wasserhindernisse.
Schlagtechnik: Das Pitchen unterscheidet sich von einem ähnlichen Annäherungsschlag, dem Chip, dadurch, dass beim Pitchen in der Regel der Schlägerkopf offener gehalten wird (parallel-left-alignment) und der Ball genau von der Mitte der Verbindungslinie beider Fußhacken angesprochen wird. Der linke Fuß ist bei Rechtshändern leicht zum Ziel gedreht, der Rechte steht parallel zum Schlägerblatt, die Füße sind etwa schulterweit auseinander. Beim Pitchen wird außerdem mit dem Schläger weiter ausgeholt und der Schwung kommt hauptsächlich durch ein allmähliches Abwinkeln der Handgelenke zustande. Das Abwinkeln der Handgelenke beim Pitch (Wrist-Cock) entsteht durch ein vertikales nach oben Ziehen beider Hände. Die Rückschwungebene ist etwas steiler als bei einem vollen Golfschwung. Je nach Länge des Rückschwunges winkeln sich die Handgelenke mehr an, bleiben jedoch im Wesentlichen steif (dead hands). Man unterscheidet zwischen drei Schlüsselpositionen im Aufschwung: Dem 7-Uhr, dem 9-Uhr und dem 11-Uhr-Rückschwung, wobei der gerade Führungsarm – von vorne betrachtet – die symbolische Rolle eines Zeigers auf einem Uhrblatt einnimmt. Die Länge des Rückschwunges entscheidet über die Länge des Schlages. Die Abschwungbewegung beim Pitch ist synchron. Das heißt, dass Hüfte, Oberkörper und Arme nicht zeitlich versetzt schwingen, wie es bei einem vollen Golfschwung der Fall ist. Der Durchschwung beim Pitch ist in den meisten Fällen länger als der Rückschwung. Beim 7-Uhr-Pitch endet der Durchschwung in 3-Uhr-Position. Beim 9-Uhr- und 11-Uhr-Pitch wird ein vollständiges Finish wie bei einem vollen Golfschwung durchgeführt.
Wedge-System: Jeder Spieler hat also mit jedem Wedge drei verschiedene Basislängen beim Pitch, welche abhängig von der Länge des Rückschwunges sind. Dadurch entstehen bei einem Vier-Wedge-System (PW, GW, SW, LW) insgesamt zwölf wiederholbare Carry-Längen, die jeder Spieler auswendig kennen sollte. Durch den Grip-Down-Pitch, bei dem der Spieler den Schläger kürzer greift, verringert sich die Schlaglänge um etwa 15-20 % gegenüber der bei voller Grifflänge. Dadurch entstehen bei einem Vier-Wedge-System zwölf weitere wiederholbare Längen. Ein gut gestaltetes Wedge-System ermöglicht es dadurch einem Spieler durch 24 wiederholbare Carrylängen zwischen 15 und 90 Metern, einen Ball nahezu immer auf 2-Meter ans Loch zu spielen, sofern er seine Längen kennt und einschätzen kann, wie der Ball sich nach dem Aufprall verhält. Genau dieser Umstand macht den Pitch im Golf zu einem der wichtigsten Schläge.
Bounce: Weiterhin ist der Bounce ein nennenswerter Aspekt des Pitchschlages. Der Bounce ist der Winkel der Schlägersohle unterhalb des Schlägerblattes. Schläger mit hohem Bounce (circa 12°) eignen sich für Schläge aus dem Rough oder in Aufwärtshanglage. Schläger mit niedrigem Bounce (circa 4°) eignen sich für Schläge in Abwärtshanglage oder auf hartem, vertrocknetem Boden (Hard Pan lie) bzw. aus Divots. Schläger mit mittlerem Bounce (circa 8°) werden hauptsächlich bei geringem Rough und vom Fairway ohne Hanglage aus verwendet.
Backspin: Im Profisport wird durch einen nahezu optimalen Ballkontakt beim Pitchen oft sogar ein Backspin erzielt, der den Ball auf dem Grün zurückrollen lässt. So kann außerdem verhindert werden, dass der Golfball in hinter dem Grün befindliche Hindernisse rollt. Der Backspin ist im Wesentlichen von Schlägerloft, der Länge des Grases, auf dem der Ball liegt, und der Grassorte des Grüns (Bermuda Grass oder Bent Grass) abhängig. Bermuda Grass nimmt den Spin besser an. Je weicher das Grün, desto mehr nimmt es den Backspin des Balles an. Je höher das Loft und je niedriger der Bounce, desto höher der Backspin. Je kürzer das Gras, auf dem der Ball liegt, desto höher der Backspin. Beispiel: Es ist nahezu unmöglich, aus hohem, weichem Gras mit einem Sandwedge, das 12° Bounce hat, einen Pitch mit hohem Backspin auf ein hartes Grün aus Bent Grass zu spielen. Gegenbeispiel: Ein Pitch mit einem Lobwedge mit 4° Bounce, von hartem, kurz gemähtem Gras auf ein weiches Grün aus Bermuda Grass gespielt, hat immer viel Backspin. Die zahlreichen Faktoren, die den Backspin beeinflussen, machen den Aspekt des Backspins zu einem unzuverlässigen Erfahrungswert beim Pitchen, der im Amateurgolf nahezu keine Rolle spielt und selbst im Profigolf von konservativen Spielern weitestgehend ignoriert wird.
Pitchmarke: Beim Pitchen entstehen durch den steilen Auftreffwinkel oft sogenannte Pitchmarken. Das sind Dellen im Grün, die vom Spieler mit einer Pitchgabel ausgebessert werden sollen. Die Tiefe der Pitchmarke ist von der Weichheit des Grüns abhängig. Trifft man eine weiche Stelle, ist die Pitchmarke tief; trifft man eine harte Stelle, entsteht unter Umständen gar keine Pitchmarke. Je nach Tiefe der Pitchmarke verhält sich der Ball nach dem Bodenkontakt unterschiedlich. Je tiefer die Pitchmarke, desto geringer das Nachrollen des Balls.
Sonderformen: Sonderformen des Pitches sind der Drop-Pitch, der Chop-Pitch, der Rip-Pitch und der Blast-Pitch, die nur aus sehr hohem Gras seitlich des Grüns angewendet werden. Beim Knock-Down-Pitch gegen den Wind oder wenn die Höhe des Grases bzw. andere Umstände kein Durchschwingen ermöglichen, ist der Rückschwung länger als der Durchschwung. Des Weiteren der Backward-Pitch, der mit einem Arm von hinten gespielt wird, wenn ein normaler Stand von vorne nicht möglich ist, sowie der Cock-It-First-Pitch, bei dem die Hände zunächst nach oben angewinkelt werden und danach die Arme angehoben werden, um einem Hindernis im Rückschwung (z. B. Baumstamm) auszuweichen.
- Lob: Der Lob ist ein kurzer Schlag mit sehr steiler Flugkurve. Der Ball soll nach der Landung sofort liegen bleiben, anstatt wie beim Pitch noch ein wenig zu rollen. Für die Ausführung verwendet man meistens ein Lob Wedge oder auch ein Sand Wedge mit einem geöffneten Schlägerblatt. Der Ball wird hierbei – entgegen weitläufiger Meinungen – von der Mitte des Standes und nicht von vorne gespielt. Da man für den Lob viel weiter ausholen muss als beim Pitch, um die gleiche Schlaglänge zu erzielen, ist dieser Golfschlag anfällig für Fehler.

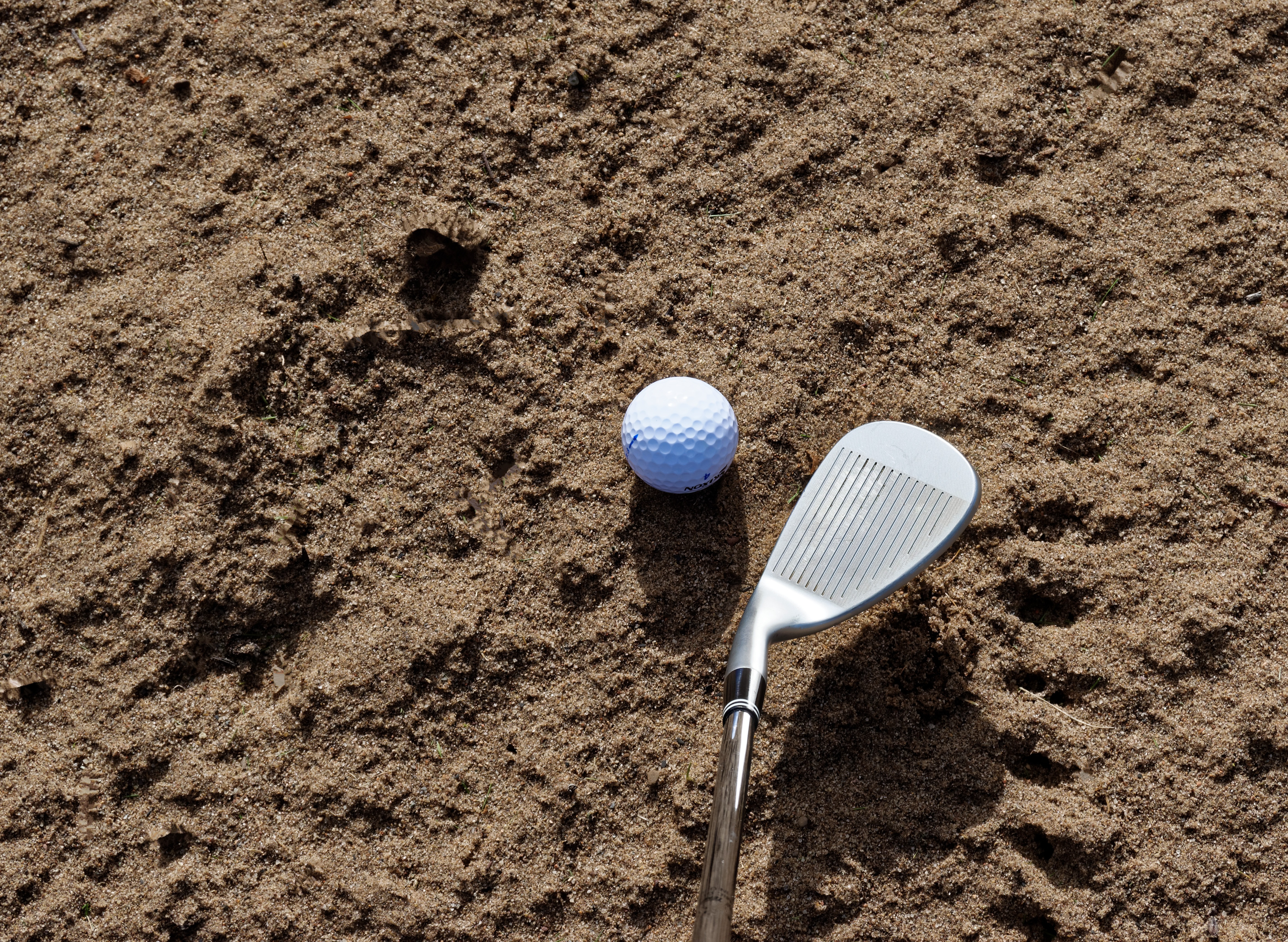
Im Bunker darf der Schläger vor dem Golfschlag nicht den Boden berühren.

- Bunker-Schlag: Als Bunkerschlag wird der Schlag des Balles aus dem Sand bezeichnet, der meist mit einem (Sand Wedge) gespielt wird. Im Bunker ist es vor dem Schlag nicht gestattet, den sandigen Boden zu berühren, da man dadurch mit dem Schläger den Untergrund verformen könnte. Der Bunkerschlag muss demnach mit leicht angehobenem Schläger erfolgen. Bei nassem, festen Sand kommen Wedges mit niedrigem Bounce (ca. 6°) zum Einsatz. Bei trockenem und flockigem Sand kommen Wedges mit hohem Bounce (ca. 12°) zum Einsatz. Je nach Balllage im Sand unterscheidet sich die Schlagtechnik: Liegt der Ball frei auf dem Sand, wird das Schlägerblatt geöffnet und der Ball weiter vorne im Stand gespielt. Ist er halb eingegraben, wird das Schlagerblatt leicht geöffnet und von der Mitte des Standes aus gespielt. Ist der Ball hingegen komplett eingegraben, wird das Schlägerblatt geschlossen und der Ball von hinten im Stand gespielt. Hierbei ist anzumerken, dass der Ball bei einem Greenside-Bunkerschlag nicht direkt getroffen wird, sondern der Sand vor dem Ball getroffen werden muss. Bei einem Fairwaybunkerschlag über mehr als 85 Meter Länge wird der Ball technisch exakt wie vom Fairway aus gespielt, jedoch wird einkalkuliert, dass etwa 20 % der Schlaglänge verloren gehen. Bei einem Bunkerschlag mittlerer Länge von etwa 30 bis 60 Metern Entfernung kommt die 9-Uhr-Pitch-Technik zur Anwendung.

- Chip: Der Chip ist ein kurzer, flacher Annäherungsschlag auf das Grün, der statistisch betrachtet pro Golfrunde mindestens 2 bis 5 mal gespielt wird. Dieser Schlag wird in der Regel dann ausgeführt, wenn der Golfball nahe dem Grün liegt, aber noch ein kleines Hindernis (Fairway, Vorgrün) überspielt werden muss. Die Länge des Chip-Schlages variiert zwischen 9 und 30 Metern. Hauptsächlich werden dabei Wedges oder kurze bis mittlere Eisen eingesetzt, seltener ein Hybrid oder Fairwayholz. Das Ziel dieses Schlages ist, dass der Ball knapp über das Hindernis hüpft, um dann möglichst nahe zur Fahne zu rollen. Die Füße sind dicht beieinander und beide um etwa 30° zum Ziel gedreht. Der Rückschwung ist kurz und erfolgt mit steifen Händen. Der Durchschwung beim Chip ist etwa 20 % länger als der Rückschwung. Das Schlägerblatt bleibt während des Bewegungsablaufes Square zum Ziel. Die Handgelenke bleiben vor dem Schlägerblatt. Je tiefer der Chip fliegt, desto gerader der Schlag. Deshalb werden beim Chip gerne mittlere Eisen benutzt. Backspin ist beim Chip ein Hindernis, da der Schlag konsistent nachrollen soll. Es ist auch möglich, mit einem Putter zu chippen. Dies ist bei sogenannten Down-Lies am Grünrand, wo der Ball leicht eingegraben ist, von Vorteil. Das Chippen mit dem Fairwayholz (Wood-Chip) ist gelegentlich wegen der abgerundeten Hinterseite des Schlägerkopfes aus dem Rough von Vorteil. Bei einer eingenisteten Lage im Rough zum Grünrand ist der Cock-And-Pop Chip erwähnenswert, bei dem nur die Handgelenke verwendet werden, um den Ball aus dem tiefen Rough knapp ins Grün zu befördern.

- Bump-And-Run: Einen längeren Chip über relativ lange Distanzen (bis 120 Meter) bezeichnet man als Bump-And-Run. Ziel des Bump-And-Run-Schlages ist es, den Ball flach durch Springen und Rollen zum Ziel zu schlagen. Der Ball kommt noch vor dem Grün auf und springt auf das Grün, wo er zum Loch hin rollt. Der Bump-And-Run spielt bei flachen und trockenen Spielbahnen, bei viel Wind oder zur Unterspielung von Hindernissen wie Bäumen etc. eine große Rolle. Hierbei ist die Aushol- und Durchschwungbewegung etwa mit der des 7-Uhr-Pitches zu vergleichen, wobei ein mittleres Eisen verwendet wird. Der Bump-And-Run wird im Golf in windfreien Gegenden selten bis gar nicht praktiziert, ist jedoch in Schottland ein weit verbreiteter und vor allem im Match-Play traditionsreicher Schlag. Eine Sonderform des Bump-And-Run ist der sogenannte Texas Turn-Down aus sehr hohem Gras. Der Ball wird hierbei von der Schlägerspitze aus mit stark angewinkelten Handgelenken im Rückschwung quer nach vorne gespielt. Ziel ist es, den Ball aus der Problemlage wieder ins Spiel zu bringen.[8]

- Wasser-Schlag: Im Amateurgolf ist das Schlagen aus dem Wasser eher selten. Im Profigolf wird dies bei halb eingetauchten Lagen durchaus praktiziert. Die Schlagtechnik unterscheidet sich von der des Bunkerschlages lediglich darin, dass der Golfer entschlossener zuschlägt und sich üblicherweise seiner Schuhe vor dem Schlagen im Wasser entledigt.

### Putten

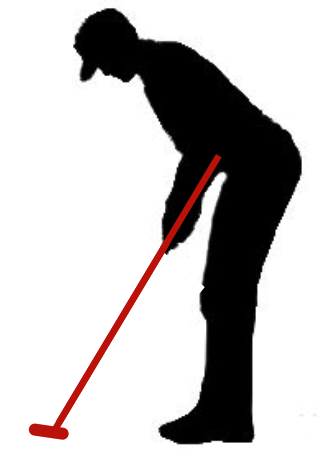
Haltung beim Putt

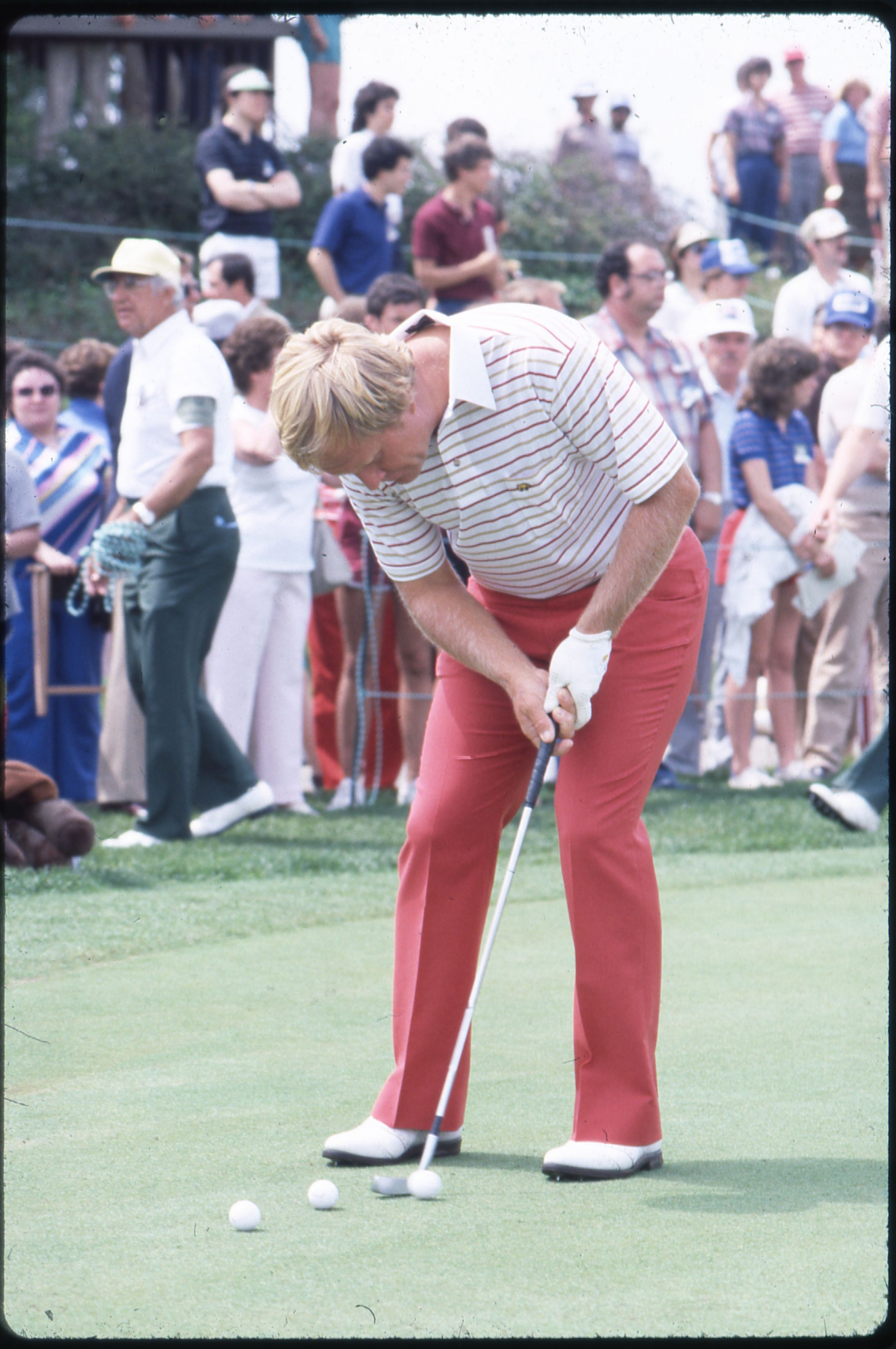
Jack Nicklaus bei seiner sehr effektiven Push-Putt-Technik: Der linke Unterarm ist die Verlängerung des Schlägerschaftes. Der rechte Unterarm drückt den Ball zum Loch. Das linke Auge ist direkt über dem Ball.

Der Putt ist ein Golfschlag mit dem Putter auf dem Grün, bei welchem der Ball nicht fliegt, sondern nur rollt (idealerweise direkt ins Loch). Er ist mit durchschnittlich zwei Putts pro Loch der häufigste Golfschlag. Die Einlochquote von Putts bei durchschnittlichen Amateuren erreicht bei 2 Metern Entfernung circa 50 % und sinkt danach rapide bis unter 10 % ab 3 Metern Entfernung. Es ist deshalb wichtig, den Ball innerhalb eines Radius unter zwei Meter ans Loch zu spielen, um eine realistische Chance auf Konversion zu haben. Die Wahrscheinlichkeit, drei Putts auf einem Loch zu machen, steigt mit zunehmender Länge des zweiten Putts. Beim Putt spielen im Wesentlichen die Faktoren Richtung und Geschwindigkeit eine Rolle. Geschwindigkeit ist hierbei wichtiger als die präzise Richtung. Um nicht kurz zu bleiben, wird der Ball üblicherweise leicht über das Loch hinaus geschlagen.
Techniken: Man unterscheidet zwischen Push-Putt-Techniken, bei denen der Ball mit der unteren Hand zum Loch hin gedrückt wird (Bekannte Vertreter Jack Nicklaus, Arnold Palmer) und Pull-Putt-Techniken, bei denen der Ball mit der oberen Hand zum Loch hin gezogen wird. Des Weiteren gibt es Body-Putt-Techniken, bei denen der Ball ausschließlich über die Rotation der Schultern geschlagen wird (z. B. Greg Norman). Weniger verbreitet ist der Wrist-Putt, der nur mit den Handgelenken gespielt wird (z. B. Billy Casper) und der „Sidesaddle“-Putt, bei dem der Spieler schräg hinter und seitlich des Loches steht (z. B. Sam Snead). Manche Spieler schneiden den Ball auch an mit geöffnetem Stand (z. B. Chi-Chi Rodriguez) oder mit geschlossenem Stand (z. B. Bobby Locke).
Griff: Der gängige Griff beim Putten ist der Reverse-Overlap-Grip, bei dem der Zeigefinger der Führungshand gestreckt bleibt. Es gibt jedoch auch eine Reihe von Spielern, die crosshanded (auch left hand low genannt) putten und dabei die Rolle beider Hände durch Umgreifen vertauschen (z. B. Jordan Spieth oder Bernhard Langer in den 1980ern). Andere lehnen einen Putter mit Überlänge am Unterarm an (z. B. Matt Kuchar). Der Griff vom Putter variiert zwischen verschiedenen Größen wie zum Beispiel in Undersize, Standard, Midsize oder auch in Jumbo.
Schlägerblatt: Der Putter ist der einzige Schläger im Golf, der zwei Schlagflächen haben darf, solange diese identisch sind und sich gegenüberstehen. Etwa die Hälfte der Theorien um das Putten geht davon aus, dass das Schlägerblatt sich beim Ausholen allmählich leicht öffnet, sich dann allmählich bis zum Treffmoment neutralisiert und zum Ziel zeigt, um sich nach dem Treffmoment bei Durchziehen allmählich zu schließen. Die Alternative ist das Schlägerblatt während der gesamten Bewegung neutral zu halten, so dass es immer zum Ziel zeigt. Hierdurch soll ein Verziehen des Putts in die falsche Richtung vermieden werden. Spielt man den Ball von der Spitze des Schlägerblattes startet dieser leicht oberhalb vom Ziel. Spielt man ihn von der Ferse startet dieser leicht unterhalb vom Ziel.
äußere Einflüsse: Puttet man in Richtung des Graswuchses, wird der Ball beschleunigt. Puttet man gegen den Graswuchs, wird der Ball abgebremst. Die negative Rolle der Dimples auf dem Ball ist beim Putt erwähnenswert. Ein kurzer Putt, der direkt seitlich vom Dimple getroffen wird, hat eine geringere Einlochwahrscheinlichkeit. Ein direkter Kontakt mit der Balloberfläche ist nur bei längeren Putts möglich, da diese stärker geschlagen werden. Starker Wind kann einen Putt, je nach Schnelligkeit des Grüns beeinflussen. Das Anbringen einer Ziellinie auf dem Ball ist erlaubt.
Sonderformen: Sonderformen des Putts sind der Chip-Putt mit der geraden Unterkante eines Wedges. Dies wird gemacht, wenn der Ball direkt an einer Fairway-Kante zum Grün liegt und das Ausholen mit dem Putter nicht ohne Widerstand möglich ist. Beim Block-Putt wird nach dem Treffmoment jede weitere Bewegung vermieden.
unerlaubte Methoden: Das Anlehnen des Putters an den Oberkörper ist seit 2017 nicht mehr gestattet. Seit 1967 ist die Krocket-Putt-Technik im Golf nicht mehr erlaubt, bei der der Spieler sich hinter den Ball auf die Linie zum Loch stellt (Vertreter Sam Snead). Die Billard-Technik, bei der ein Spieler den Ball mit dem Schlägerschaft wie beim Billard einlocht, ist nicht erlaubt.

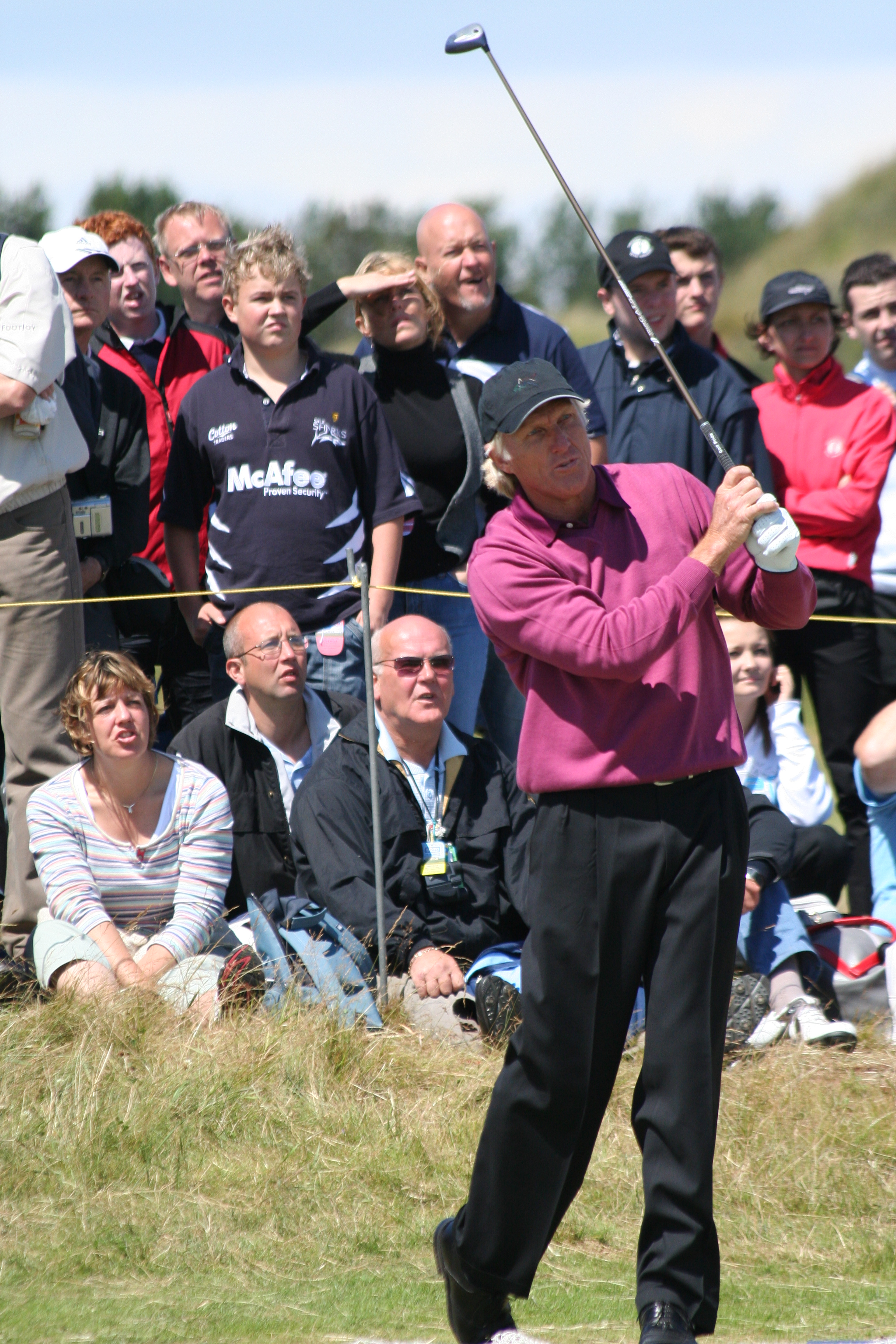
Abschlag
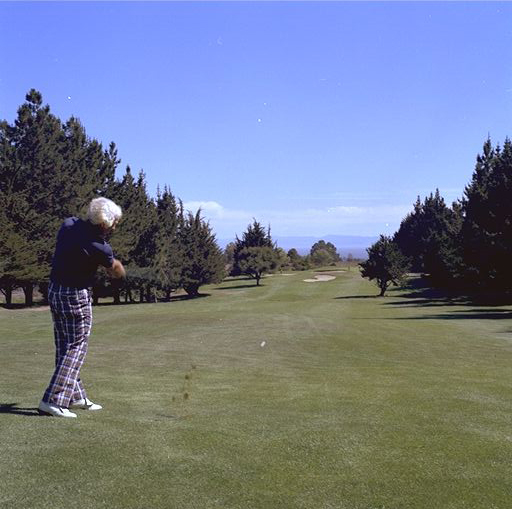
Fairway-Schlag
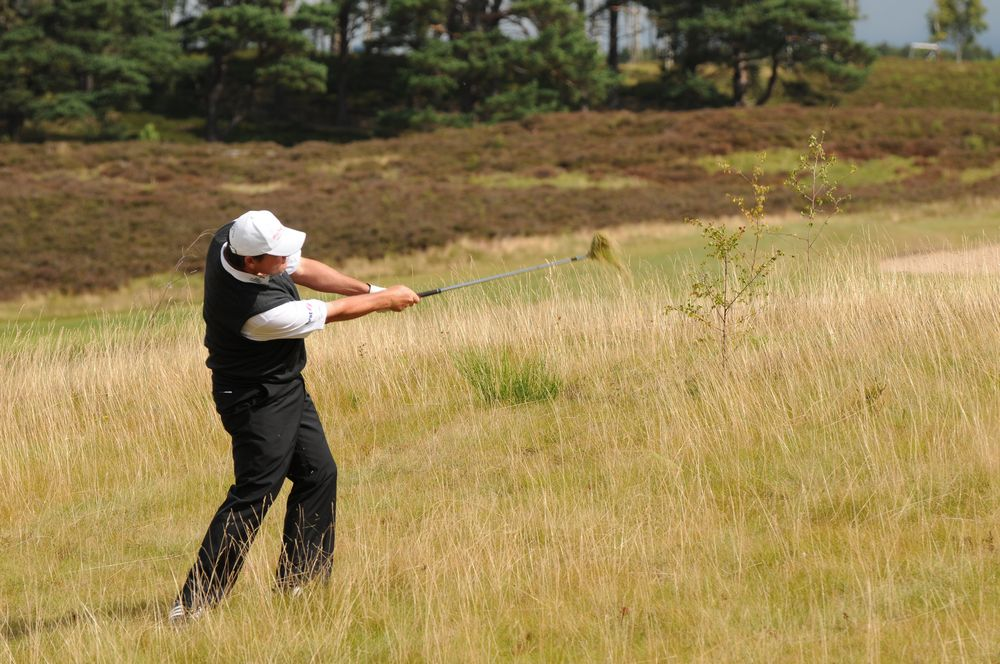
Rough-Schlag
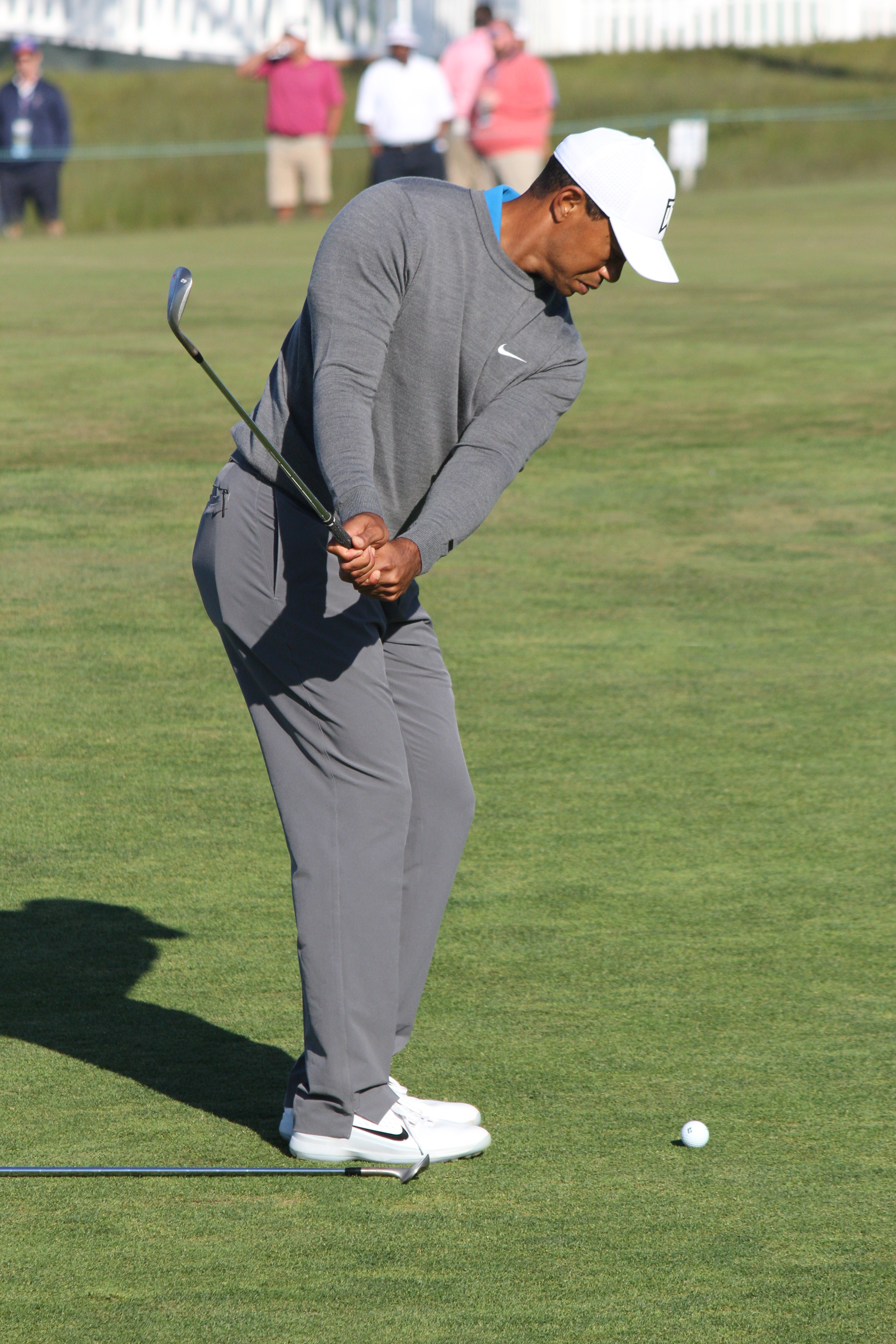
7-Uhr-Pitch
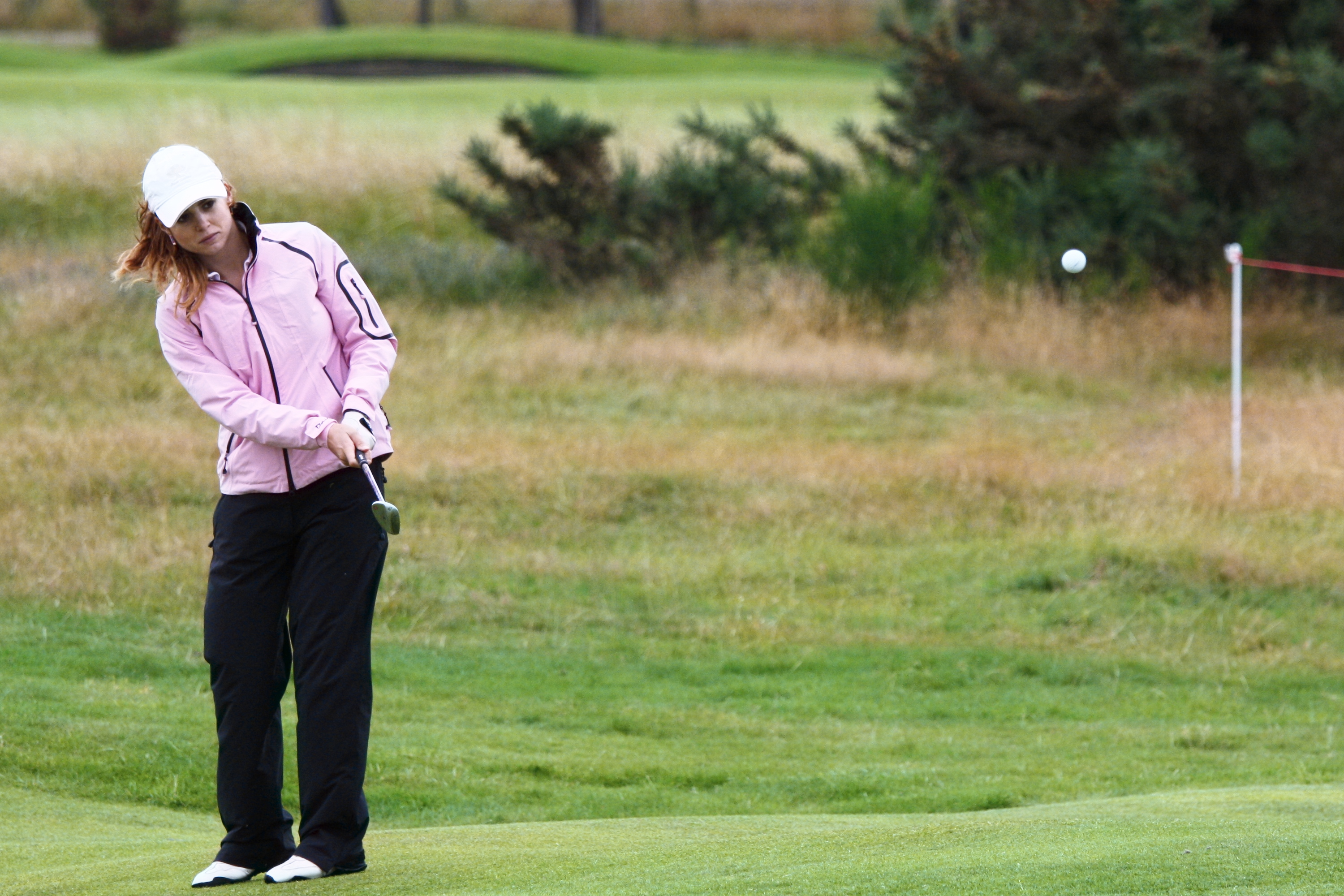
Pitch-Durchschwung
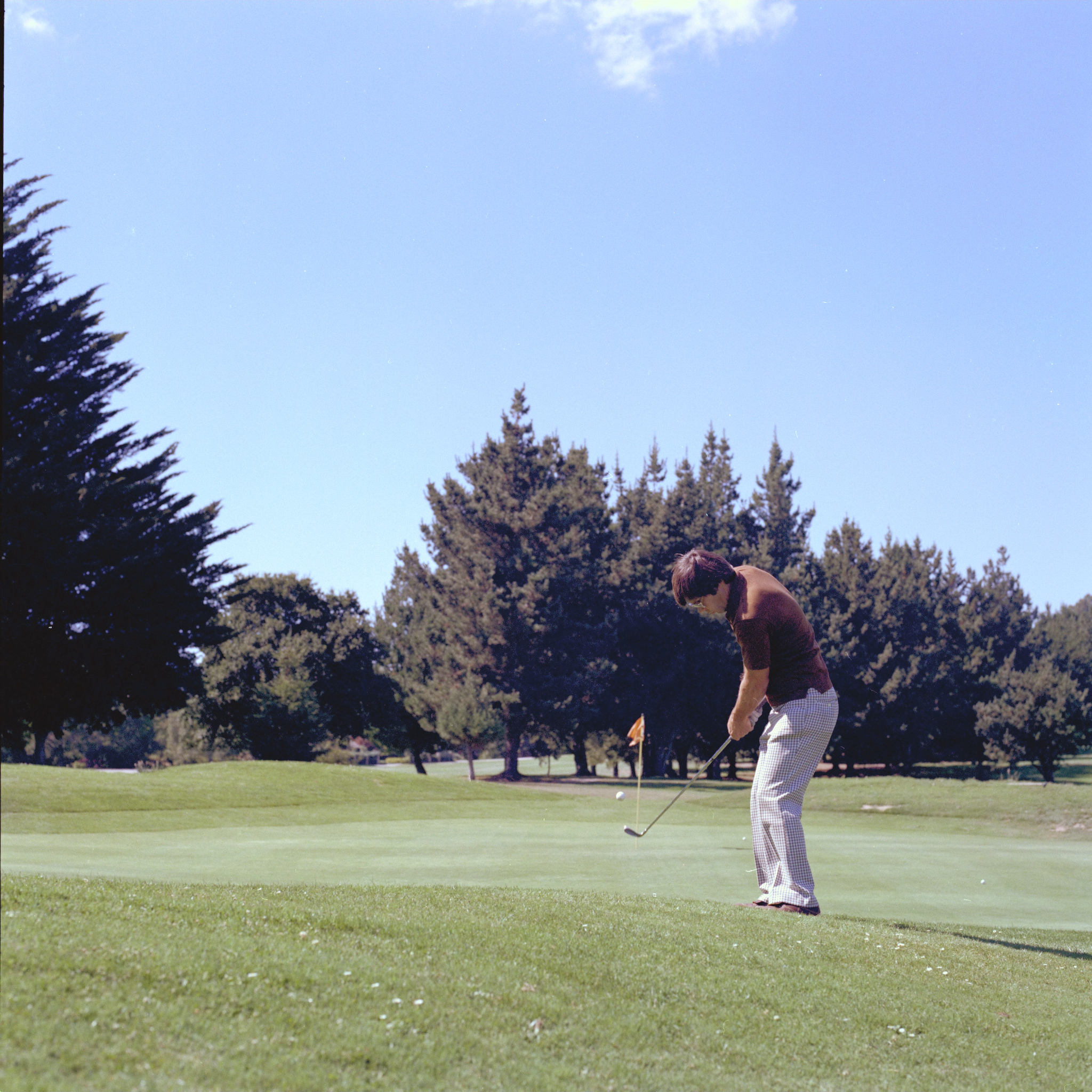
Chip
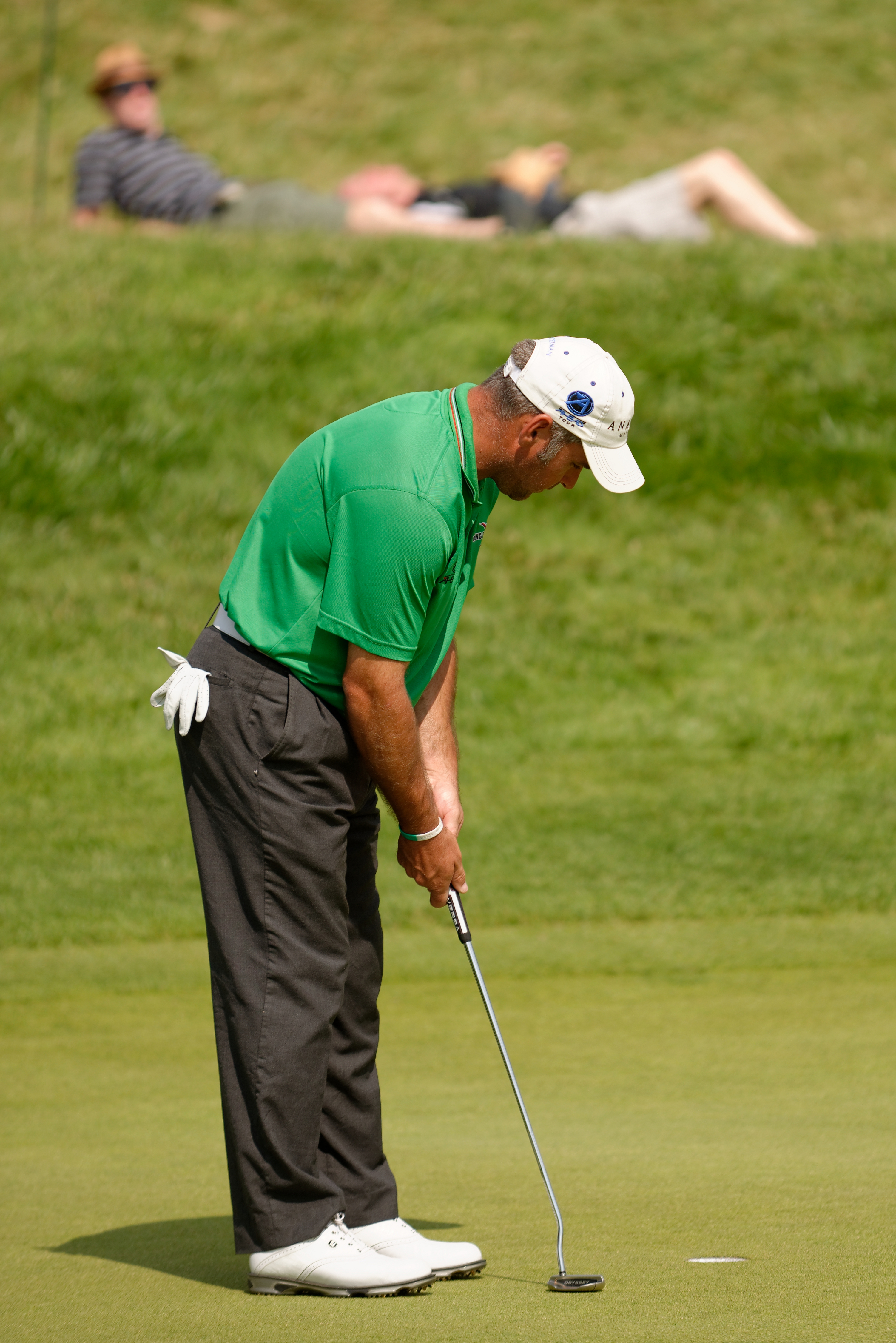
Putt
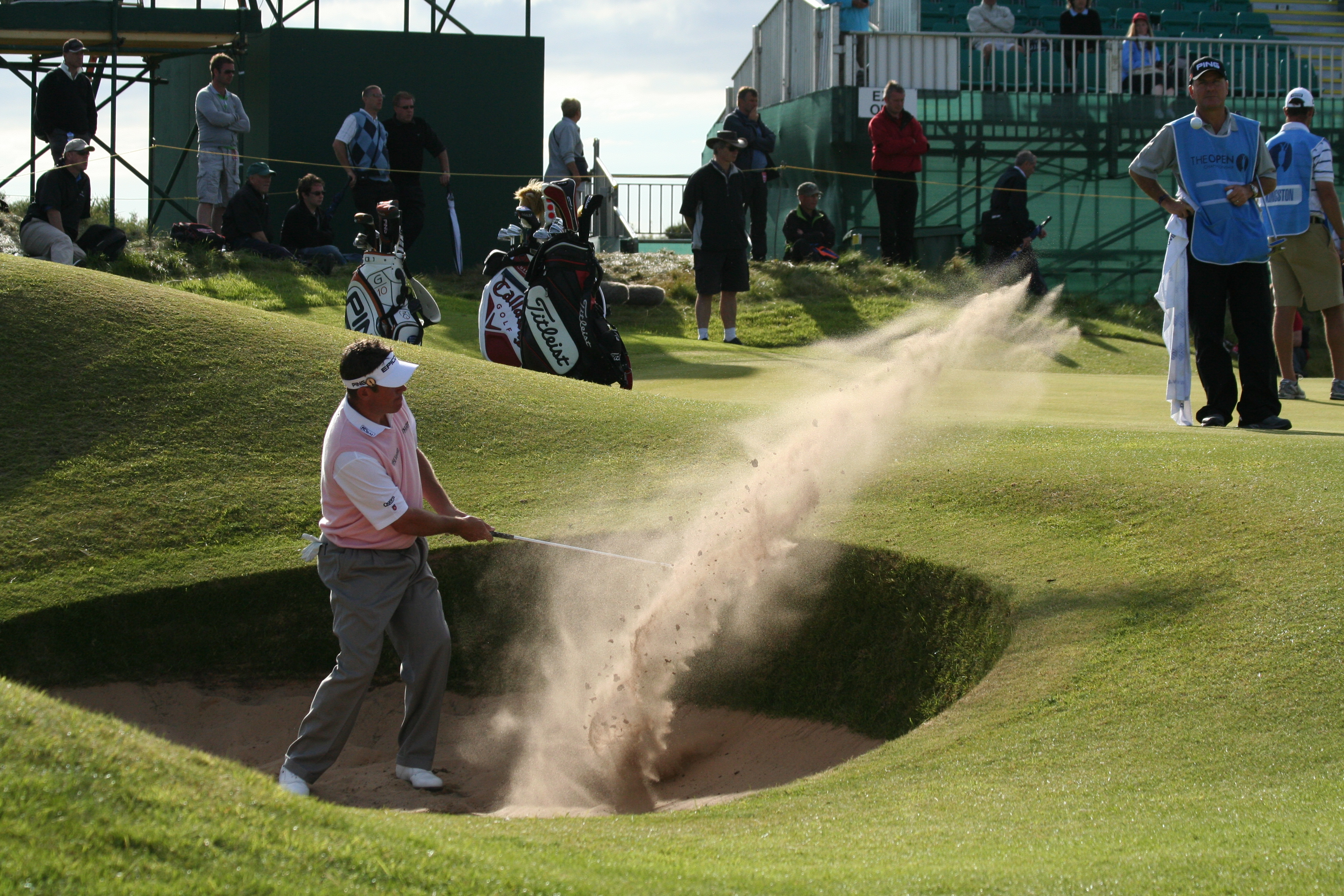
Bunker-Schlag

### Flugbahnen

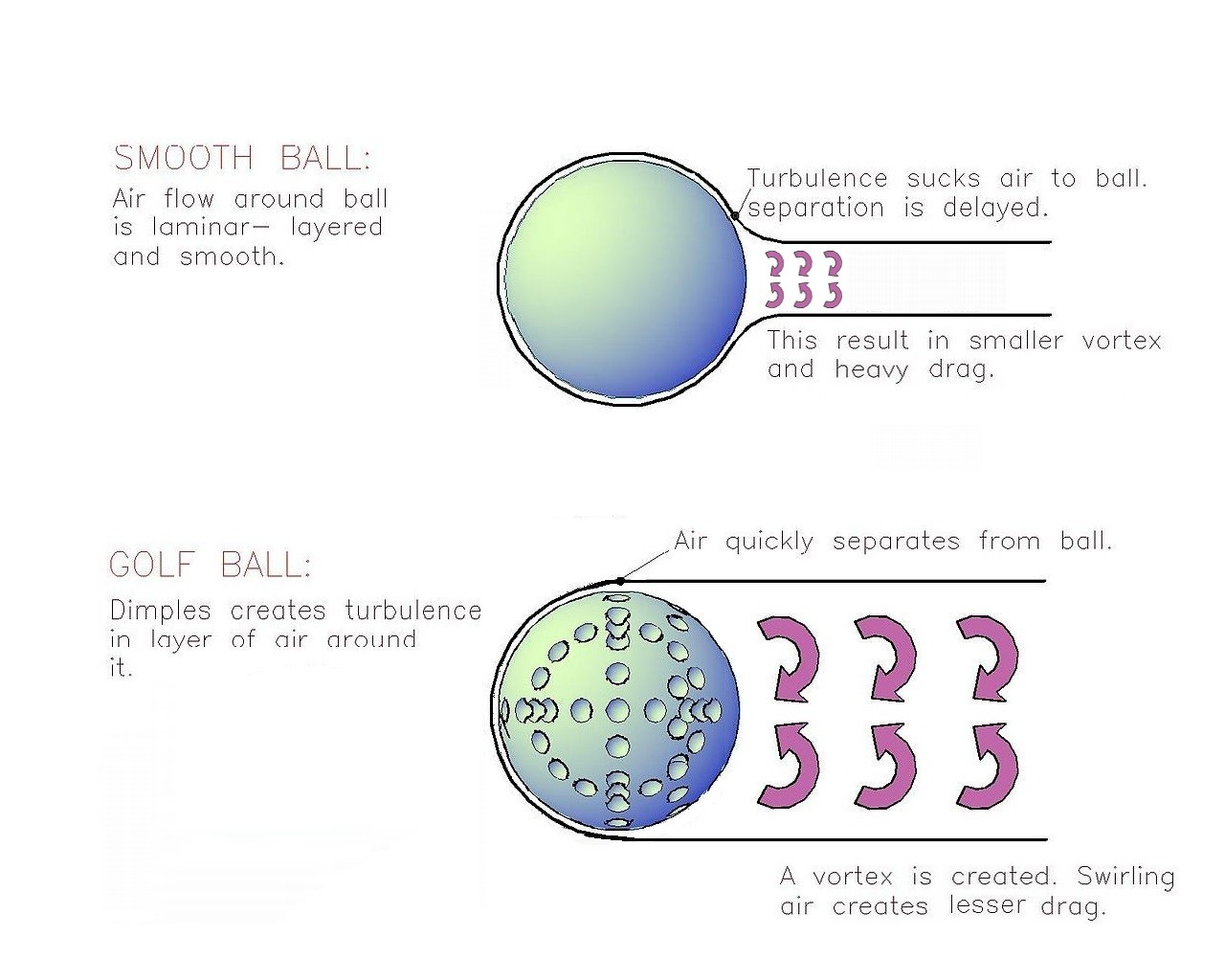
Durch die Dimples und die Rotation erzeugt der Ball eine dicht anliegende Turbulenz.

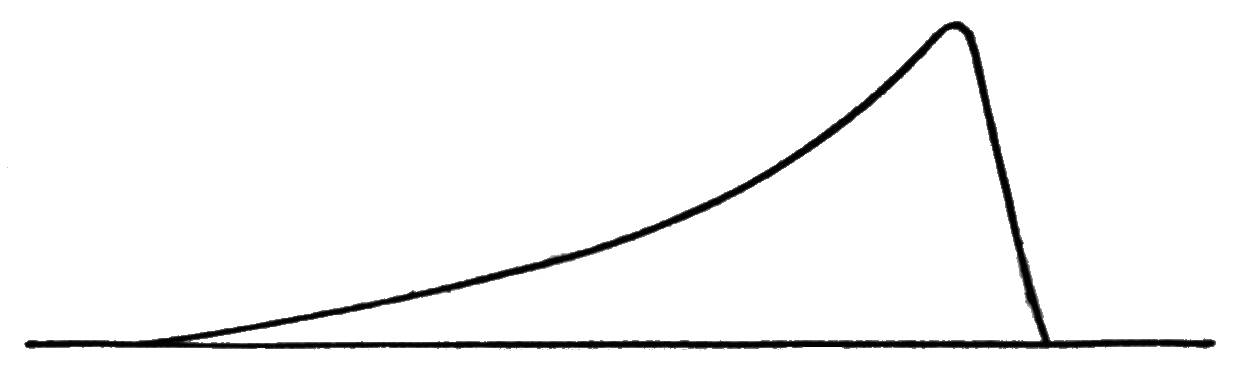
Parabolische Flugbahn des Golfballs durch Auftrieb.

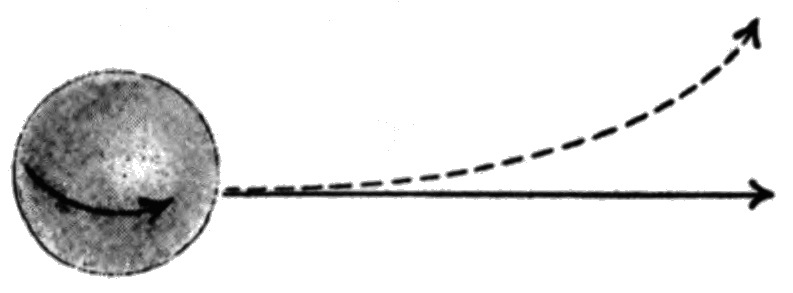
Beim Hook und beim Draw macht der Ball eine Kurve nach links und rollt weiter als bei einem normalen Schlag.

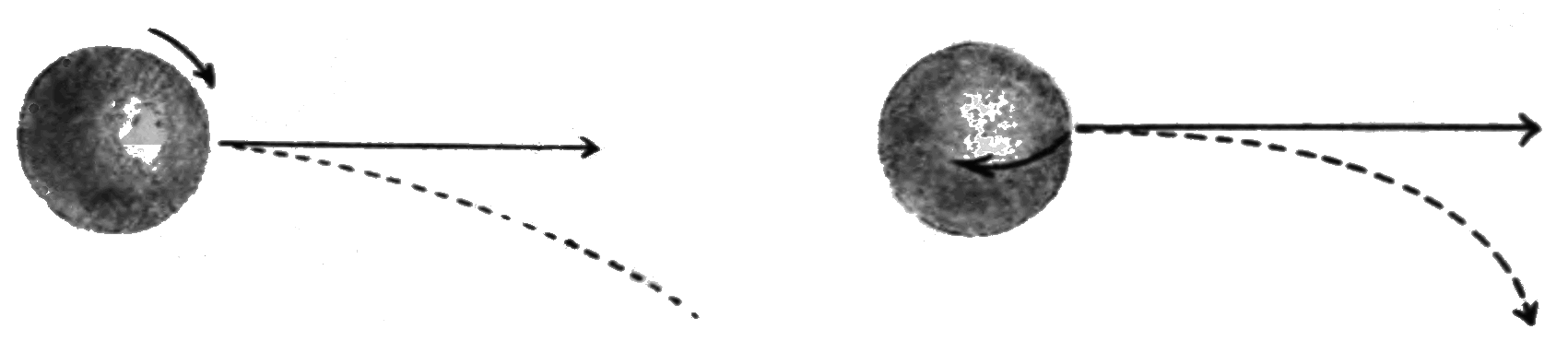
Beim Slice und beim Fade macht der Ball eine Kurve nach rechts und rollt weniger als bei einem normalen Schlag.

Die Flugbahn eines Golfballes beschreibt im Regelfall eine parabolische Kurve nach oben, die an einem Wendepunkt steil nach unten fällt. Dieser Umstand ist durch den Auftrieb bedingt, den der Ball durch die Dimples (kleine Vertiefungen auf der Ball-Oberfläche) und den Backspin im Luftkanal erhält. Unabhängig davon verfügt der Golfspieler über die Möglichkeit, die Flugbahn durch technische Variation des Bewegungsablaufes beim Golfschlag zu verändern. Auch Fehler im Bewegungsablauf können zu unerwünschten Flugbahnen des Balls führen. Je nach Flugbahn des Balls wird nach verschiedenen Varianten unterschieden (für Rechtshänder – bei linkshändig spielenden Golfern ist jeweils rechts und links zu vertauschen):
- Straight: Ein Schlag mit gerader Flugbahn. Dies ist im Golf eher selten der Fall.
- Draw: Ein Golfschlag, bei dem der Ball nicht auf einer geraden Linie zum Ziel fliegt, sondern rechts von dieser Linie startet und nach einer sanften Linkskurve im Ziel landet. Der Draw kann genutzt werden, um die Flugbahn den örtlichen Gegebenheiten anzupassen – z. B. nach links abknickendes Fairway – und hat außerdem den Vorteil, dass seine Schlaglänge bei gleicher Startgeschwindigkeit ca. 10 % weiter ist als die eines gerade geschlagenen Balls.
- Fade: Wie der Draw, aber von links nach rechts, der Fade fliegt außerdem höher und dadurch auch kürzer als der gerade Schlag.
- Punch: Schlag mit gerader, aber bewusst flacher Flugbahn. Dieser Schlag wird gegen den Wind oder unter ein Hindernis hindurch gespielt.
- Slice: Schlag, der gerade startet und dann eine (zumeist) ungewollte Rechtskurve macht.
- Hook: Wie Slice, nur mit Linkskurve.
- Push: Gerader Schlag, startet aber rechts von der Ziellinie und landet dementsprechend auch rechts vom Ziel.
- Pull: Wie Push, nur nach links.
- Push-Slice: Schlag, der rechts von der Ziellinie startet und während des Fluges noch weiter nach rechts abdreht.
- Pull-Hook: Schlag, der links von der Ziellinie startet und während des Fluges noch weiter nach links abdreht. Eine extreme Version des Pull-Hook ist der Snap Hook, bei dem der Ball noch stärker nach links abdreht und zusätzlich noch sehr flach fliegt. Dies liegt an einer Schlagfläche, die aufgrund starken Überrollens der Handgelenke (snap) so stark geschlossen ist, dass sie praktisch keinen Loft mehr aufweist.
- Push-Hook und Push-Draw: Schlag, der rechts von der Ziellinie startet und während des Fluges nach links abdreht.
- Pull-Slice und Pull-Fade: Schlag, der links von der Ziellinie startet und während des Fluges nach rechts abdreht.

### Schlaglängen
Die nachstehende Tabelle gibt durchschnittliche Schlaglängen von Golfprofis und Amateuren in Abhängigkeit von Schlägerlänge und Schlägerloft bei idealen Wetterbedingungen an. Das zunehmende Delofting der Schläger aus marktwirtschaftlichen Gründen wurde ignoriert:
| Schläger         | Loftwinkel | Golfprofi | Amateur Herren | Amateur Damen |
| ---------------- | ---------- | --------- | -------------- | ------------- |
| Driver           | 11°        | 240 Meter | 210 Meter      | 180 Meter     |
| Holz 3           | 15°        | 220 Meter | 190 Meter      | 165 Meter     |
| Holz 5 / Eisen 2 | 18°        | 205 Meter | 173 Meter      | 155 Meter     |
| Eisen 3          | 21°        | 195 Meter | 165 Meter      | 146 Meter     |
| Eisen 4          | 24°        | 182 Meter | 155 Meter      | 137 Meter     |
| Eisen 5          | 28°        | 170 Meter | 146 Meter      | 128 Meter     |
| Eisen 6          | 32°        | 158 Meter | 137 Meter      | 118 Meter     |
| Eisen 7          | 36°        | 146 Meter | 128 Meter      | 109 Meter     |
| Eisen 8          | 40°        | 134 Meter | 118 Meter      | 100 Meter     |
| Eisen 9          | 44°        | 122 Meter | 109 Meter      | 91 Meter      |
| Pitching Wedge   | 48°        | 110 Meter | 100 Meter      | 82 Meter      |
| Gap Wedge        | 52°        | 98 Meter  | 90 Meter       | 73 Meter      |
| Sand Wedge       | 56°        | 86 Meter  | 82 Meter       | 64 Meter      |
| Lob Wedge        | 60°        | 74 Meter  | 59 Meter       | 54 Meter      |

### Hanglagen
Nach dem Abschlag – welcher auf einem Feinplanum stattfindet – sind die meisten folgenden Schläge in einer Hanglage zu spielen. Prinzipiell gilt, dass der Golfer den Oberkörper an den Hang anpasst, ohne sich gegen diesen zu stellen, damit er seine gewohnte Schlagtechnik so einfach wie möglich im Hang anwenden kann.
- abfallende Hanglage: Der Golfschlag erfolgt mit einem Schläger der wenig Bounce hat und fliegt flach weg. Der Spieler öffnet den Stand und spielt den Ball von der Mitte mit einem kurzen, kompakten Rück- und Durchschwung.
- aufsteigende Hanglage: Der Ball fliegt höher und kürzer. Es ist je nach Hang mindestens ein Eisen mehr notwendig. Ein leichter Fade kann öfters mit einkalkuliert werden.
- vorgebeugte Hanglage: Der Golfschlag erfolgt etwa nach vorne gebeugt. Der Ball wird voraussichtlich slicen.
- abgerückte Hanglage: Der Golfschlag erfolgt etwas nach hinten gebeugt in Rückenlage. Der Ball wird voraussichtlich hooken.
- Kombinationslagen: Die oben erwähnten Lagen können auch in Kombination (z. B. abfallend-vorgebeugt usw.)auftreten. Hier werden die Verhältnisse durchmischt und verstärken bzw. kompensieren sich gegenseitig.

### Spuren
Der Golfschlag hinterlässt Spuren auf dem Golfplatz. Die gängigste Spur ist das Divot. Hierbei handelt es sich um Grasnarben im Fairway oder auf dem Tee. Durch den Golfschlag wird ein Fetzen Gras mit Erde herausgeschlagen. Bei einem korrekten Golfschlag wird das Divot erst geschlagen, nachdem der Ball getroffen wurde. Die Richtung des Divots zeigt entweder zum Ziel oder leicht links vom Ziel. Je länger der Schläger ist, mit dem der Golfer schlägt, desto weniger Erde und Gras nimmt er mit. Divots sind oft auch Spielhindernisse, da der Ball eines zweiten Golfers oft in der Spur eines anderen Golfers liegen kann. Weitere Spuren sind Fußabdrücke auf Grüns, im Sand oder auf weichem Untergrund, sowie Beschädigungen von Pflanzen oder anderen Platzanlagen. Ein Golfer soll nach dem Schlag seine Spuren wieder rückgängig machen, sofern dies möglich ist. Der Golfschlag hinterlässt auch Spuren am Körper des Schlagenden. Die obere Hand bildet Schwielen aus, weshalb die meisten Golfspieler einen Handschuh beim Schlagen verwenden.

## Fehlschläge

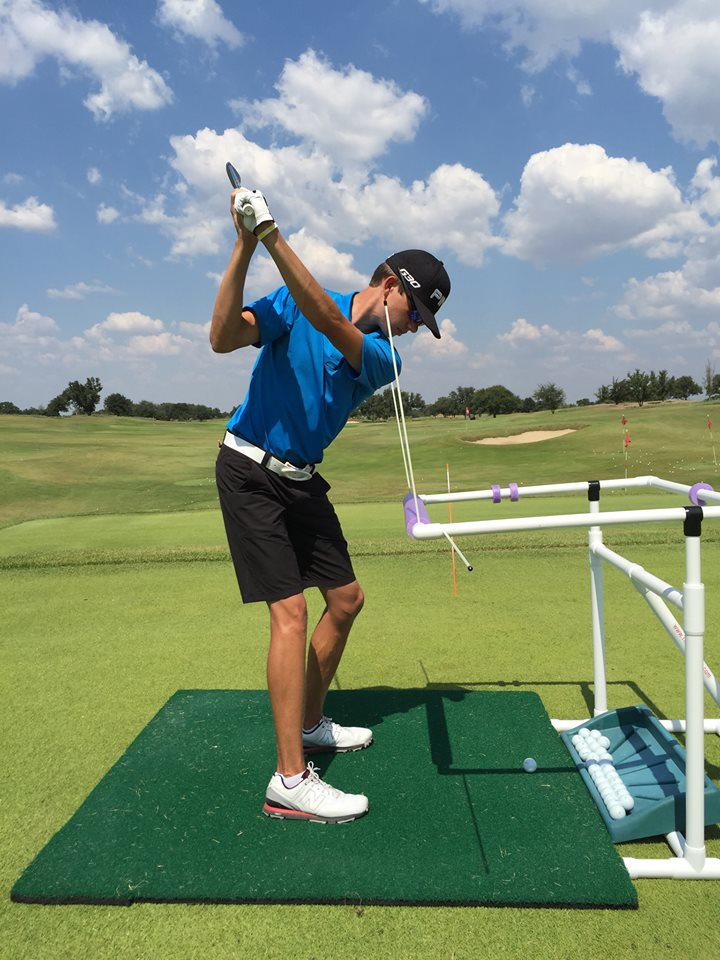
Ein Golfer versucht seinen antrainierten Fehlschlag durch einen sogenannten Swing Trainer zu korrigieren.

Fehlschläge im Golf entstehen hauptsächlich durch Fehler im Bewegungsablauf des Golfers oder auch durch eine fehlerhafte Ausrüstung (z. B. Schläger zu lang; Driver zu wenig Loft). Werden die Fehler beim Trainieren unbemerkt wiederholt, trainiert sich der Golfer den Fehler an, bis er diesen so vertieft hat, dass eine Korrektur nur noch mühevoll möglich ist. Das Resultat der Korrektur mündet dann oft in den Gegenfehler hinein, weshalb es im Golf ratsam ist, lieber gar nicht ohne Anleitung auf der Driving-Range zu trainieren, als sich einen Fehler anzutrainieren. Die Golfindustrie hat eine Reihe von Utensilien propagiert, die es Spielern ermöglichen sollen, ihre Fehler im Golfschlag zu korrigieren (z. B. Haltevorrichtungen, Korsagen, Helme). Oft trainieren die Spieler sich jedoch durch die Hilfsmittel zusätzliche Fehler an. Da es im Golf zunächst möglich ist, einen Fehler im Golfschlag durch einen anderen Fehler zu kompensieren, gibt es eine hohe Anzahl an Amateuren, die – bis zu einem bestimmten Niveau – den Golfschlag aus einer labyrinthisch wirkenden Ansammlung von sich kompensierenden Fehlern im Bewegungsablauf machen. Eine große Gefahr für Fehlschläge im Golf besteht demzufolge darin, sich selbst über Jahre hinweg in fehlgeleiteten mechanischen Überlegungen zu verwirren, oder von Mitspielern, durch gut gemeinte Ratschläge, verwirren zu lassen.

### Fehler im Bewegungsablauf

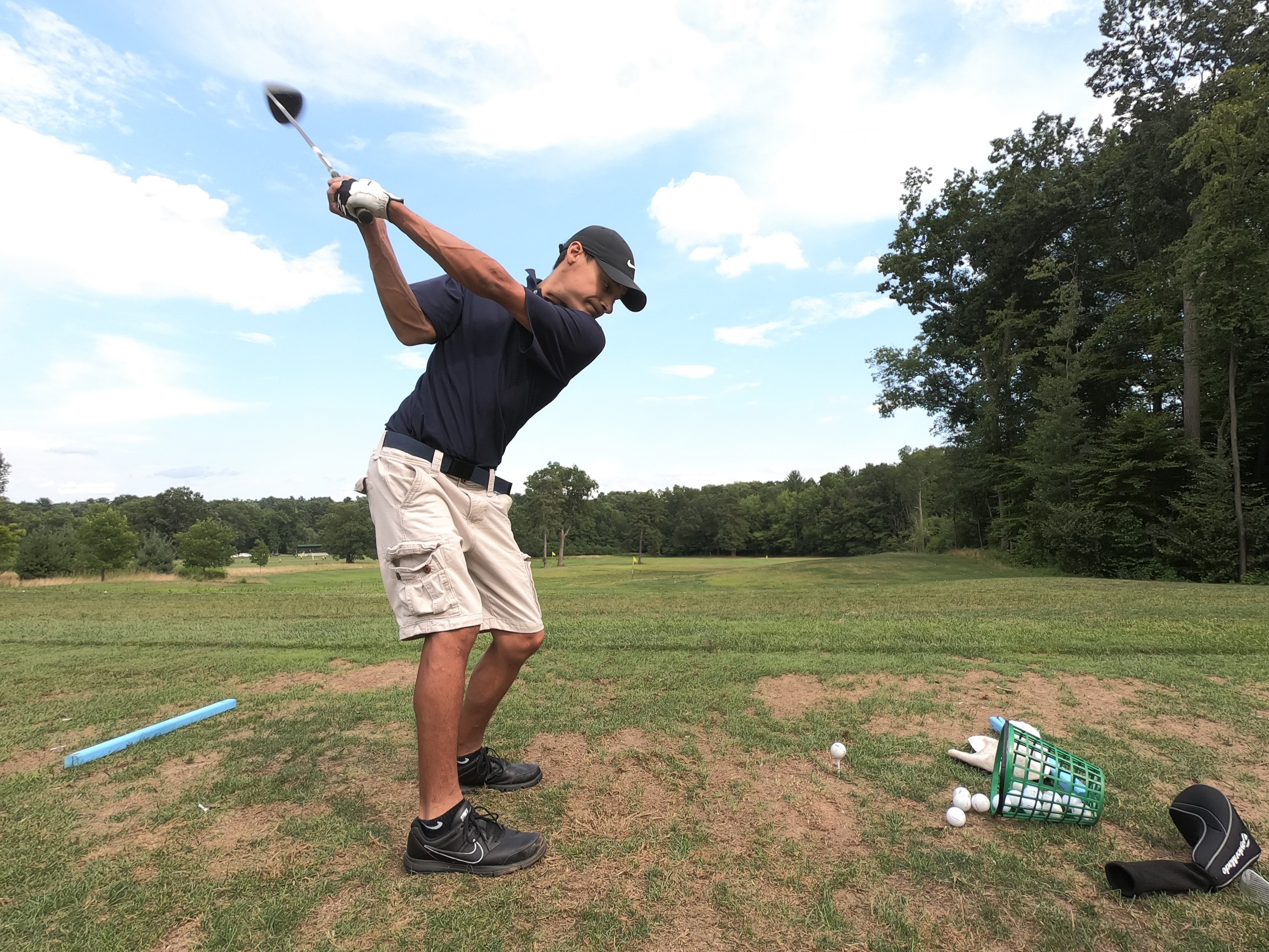
Beispiel für eine Analyse mehrerer Fehler im Rückschwung: Der Schaft zeigt nach links vom Ziel und ist somit laid off. Das Handgelenk ist nach unten palmar gebeugt. Das Schlägerblatt ist geschlossen und zeigt nach oben. Aus dieser Haltung wird der Golfer mit hoher Wahrscheinlichkeit seinen Ball nach links verziehen.

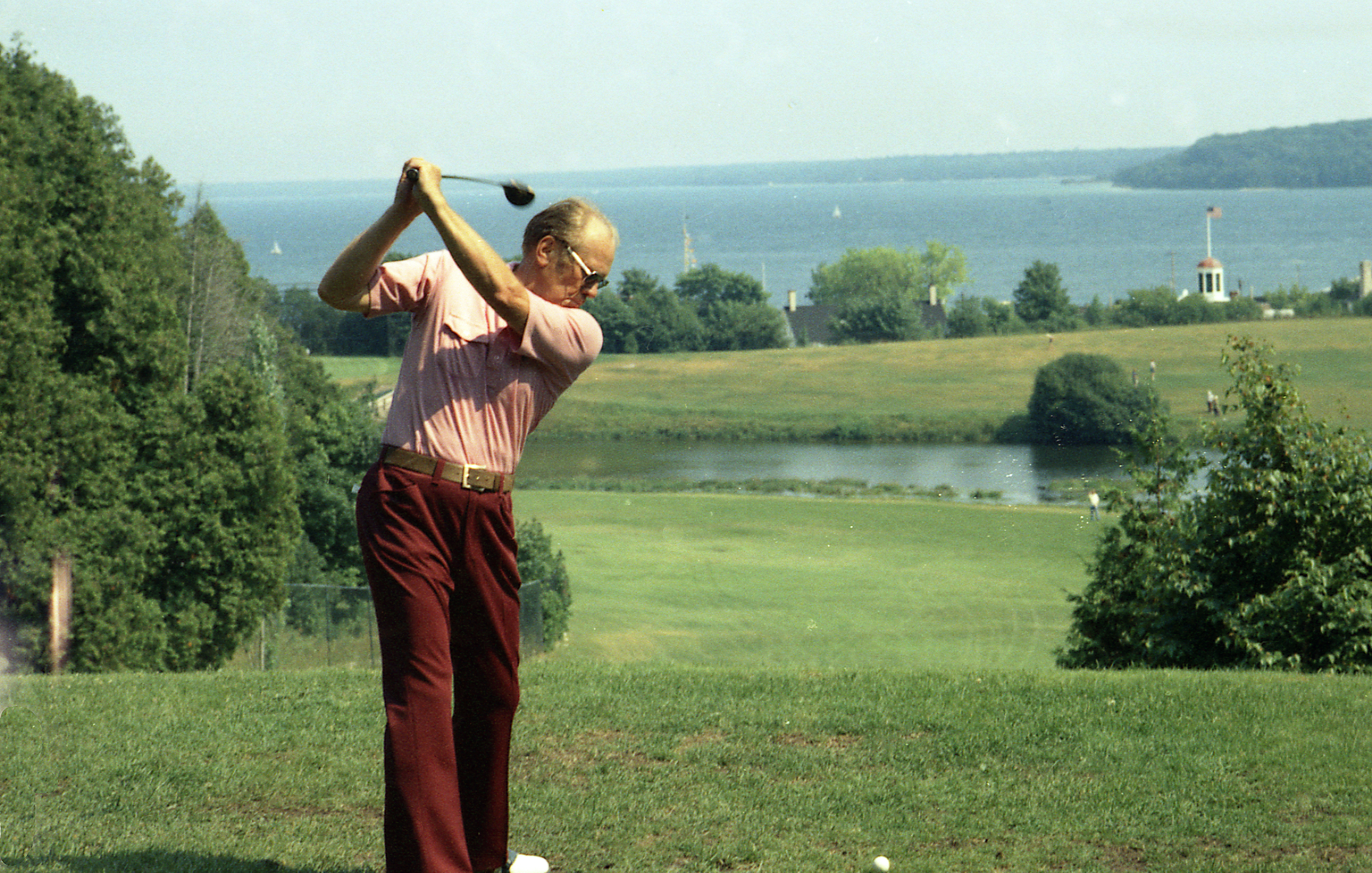
Weiteres Beispiel für eine Analyse mehrerer Fehler im Rückschwung von Präsident Ford: Der Schaft zeigt nach rechts vom Ziel über den Kopf des Spielers und ist somit cross the line. Der Ellenbogen des Präsidenten steht weit vom Körper ab (flying elbow). Aus dieser Haltung riskiert der Golfer seinen Ball nach rechts zu verdrücken.

Es gibt eine Reihe klassischer Fehler im Bewegungsablauf, die im Verlauf der Zeit akademische Begriffsbezeichnungen erhalten haben:
- Weak Grip: Bei einem schwachen Griff ist die Führungshand zu weit unter den Schaft gedreht.
- Strong Grip: Bei einem starken Griff ist die Führungshand zu weit über den Schaft gedreht.
- Cross: Der Schlägerschaft zeigt von der Seite betrachtet am höchsten Punkt des Rückschwunges weit über den Kopf des Spielers.
- Laid off: Der Schlägerschaft zeigt von der Seite betrachtet am höchsten Punkt des Rückschwunges weit weg vom Körper des Spielers.
- Dorsales Handgelenk: Das Handgelenk wird konkav beim Rückschwung zu weit nach oben gebeugt (Schlägerblatt geöffnet).
- Palmares Handgelenk: Das Handgelenk wird konvex beim Rückschwung zu weit nach unten gebeugt (Schlägerblatt geschlossen).
- Over The Top: Der Spieler schwingt im Abschwung von weit oben von außen nach innen auf den Ball anstatt leicht von innen nach außen durch den Ball.
- Sway: Der Spieler schwankt mit der Hüfte beim Auf- und Abschwung weit nach rechts und links. Dadurch werden die Hüften und Schultern im Rückschwung nicht gedreht.
- Reverse Pivot: Falsche Gewichtsverlagerung während des Schwunges. Belastung des linken Beins im Rückschwung und Belastung des rechten Beins im Durchschwung.
- Flying elbow (Auch Chicken wing): Der Ellenbogen des geknickten Armes zeigt am obersten Punkt des Rückschwunges zu weit weg vom Spieler. Er scheint wegzufliegen, weshalb man von einem fliegenden Ellenbogen spricht.
- Overswing: Der Rückschwung ist viel zu lang. Der Golfer kann dabei oft den Schlägerkopf beim Ausholen am obersten Punkt des Rückschwunges direkt vor ihm sehen.
- Timing: Die zeitlichen Abläufe im Schwung sind nicht korrekt aufeinander abgestimmt.
- Spooning (auch Löffeln): Der Golfer löffelt im Treffmoment den Ball mit den Handgelenken in die Höhe, anstatt die Handgelenke Richtung Ziel zu beugen. Im schlimmsten Fall trifft er dabei den Golfball zweimal während dem Schlag, was die Flugbahn des Balls um ein Vielfaches verkürzt. Durch das Löffeln verliert der Golfschlag gleichermaßen an Schlagweite und Kontrolle. Oft findet das Löffeln vermehrt mit zunehmender Schlägerlänge und geringer werdendem Loft des Schlägers statt. Die meisten Löffler können deshalb ein Eisen 3 nicht weiter schlagen als ein Eisen 5. Wenn Anfänger einen Driver mit zu viel Länge und zu wenig Loft erhalten, trainieren sie sich das Löffeln an.[13]
- Yips: Yips sind ein unkontrolliertes Muskelzucken, das unmittelbar vor dem Schlag beim Chippen und Putten geschieht. Der Golfer verliert hierbei die Kontrolle, was zu Fehlschlägen jeglicher Art führen kann.

Obwohl es der theoretische Ansatz ist, alle diese Fehler zu vermeiden, so kann man durch geschickte Auswahl mehrerer solcher Fehler sehr effektives Golf spielen. Ausschlaggebend ist hierbei die typologische Entscheidung, die der Bewegung des Golfschlags zugrunde liegt. Es ist beispielsweise möglich bei einer Schlagtechnik auf einer Ebene mit starkem Griff und Laid off zu spielen und dennoch ein Major Turnier zu gewinnen (Beispiel Sergio García). Genauso ist es möglich bei einer Schlagtechnik auf zwei Ebenen mit schwachem Griff und Cross zu spielen (Beispiel Greg Norman). Es ist somit die freie Entscheidung eines Spielers, sein Spiel durch das bewusste Einbauen seiner technischen Schwächen zu optimieren. Die Wiederholbarkeit des Ergebnisses ist hierbei entscheidend.

### Fehlschläge aufgrund falschen Ballkontakts

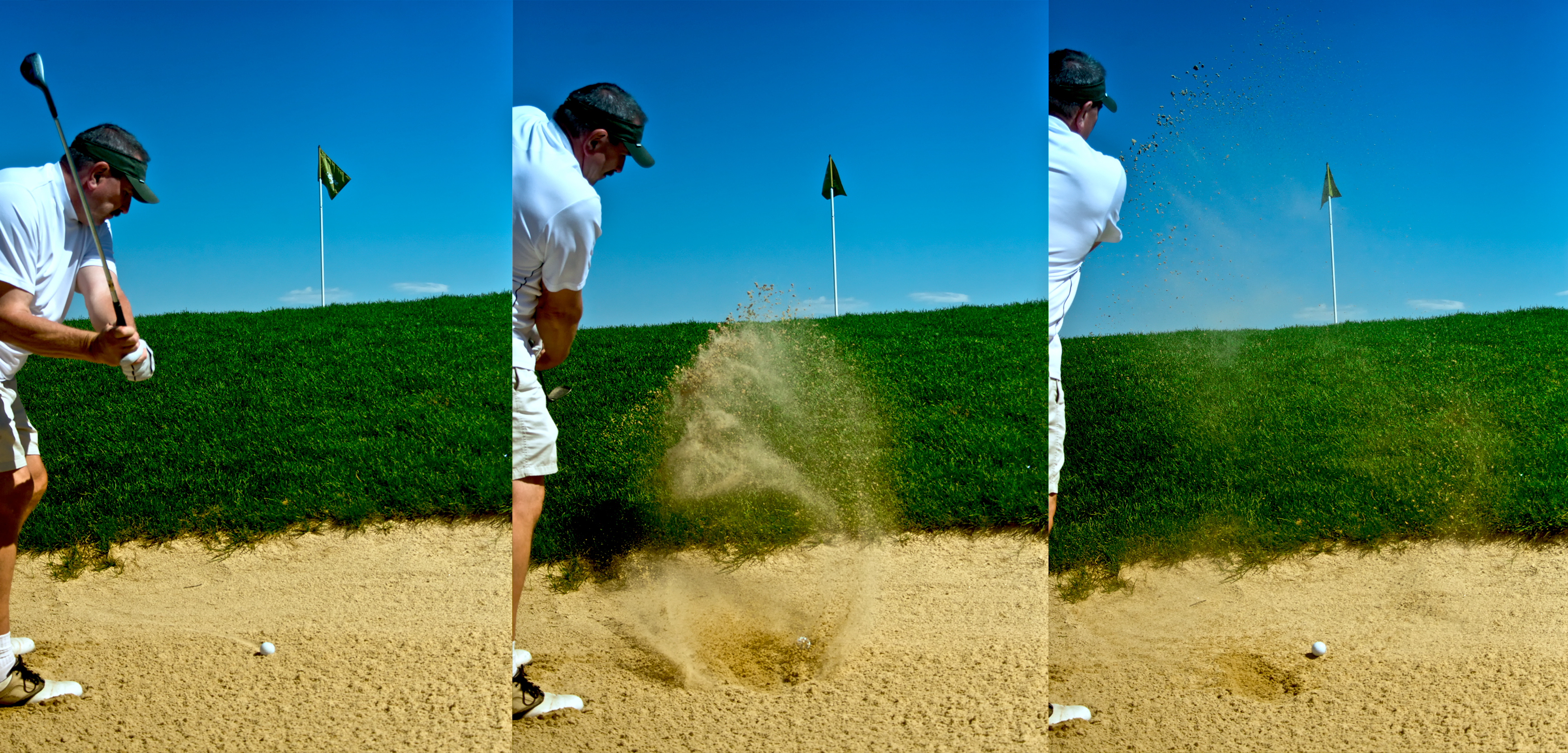
Ein Golfer trifft seinen Ball gar nicht beim Versuch ihn zu schlagen. Das zählt trotzdem als Schlag.

- Socket: misslungener Schlag, bei welchem der Ball mit der Ferse (genannt Hosel) des Schlägers getroffen wird. Der Ball fliegt bei einem Socket mit dem Eisen fast rechtwinklig und flach nach rechts und bei einem Socket mit dem Holz entsprechend nach links.
- Luftschlag (auch Airshot genannt): der Ball wird gänzlich verfehlt, er bleibt an derselben Stelle liegen, aber laut Golfregeln zählt bereits eine Bewegung in der Absicht, den Ball zu treffen als Schlag.
- dünn getroffener Ball: ein „zu hoch“ (in der Nähe des Äquators) getroffener Ball, die Flugbahn ist flacher als gewöhnlich. Die Steigerung ist getoppt, da man den Ball nur mit der Vorderkante der Schlagfläche trifft. Die Flugbahn ist dann extrem flach nach vorne oder bei einem Treffer in der Nähe des Pols sogar nach unten und dann vom Boden abprallend. Bei kurzen Schlägen, wie etwa dem Pitch, ist die Auswirkung meist besonders drastisch, da ein solcher Ball dann wesentlich weiter fliegt und rollt als beabsichtigt. Bei einem solchen Schlag besteht außerdem ein erhöhtes Risiko, dass der Ball anschließend unbrauchbar ist, da er eben mit der Schlägerkante und nicht mit der Schlagfläche getroffen wird. Ursache ist oft ein Anheben des Oberkörpers im Rückschwung.
- fett getroffener Ball (auch Benzinger oder Hacken genannt): Der Schläger hackt vor dem Ball in den Boden und wird dadurch abgebremst, so dass der Schlag deutlich zu kurz bleibt. Oft fliegt bei diesem Schlag ein großes Divot (Lappen aus Erde und Gras) durch die Luft, wodurch der Golfplatz in Mitleidenschaft gezogen wird. Deshalb werden diese Spieler oft abwertend „Hacker“ genannt.
- unterschlagener Ball: Der Schläger trifft das Tee unterhalb vom Ball beim Abschlag. Der Ball wird mit der Oberkante des Schlägers geschlagen und fliegt steil in die Luft. Ursache ist oft ein zu steiler Abschwung.
- Sweet-Spot verfehlt: Der Sweet-Spot ist der ideale Treffpunkt auf dem Schlägerblatt eines Golfschlägers. Er befindet sich mittig auf der vertikalen Mittelachse der Schlagfläche leicht unterhalb der horizontalen Mittelachse. Wird dieser Punkt im Treffmoment verfehlt, entsteht daraus eine Fehlerquelle.

### Gefahren durch Fehlschläge

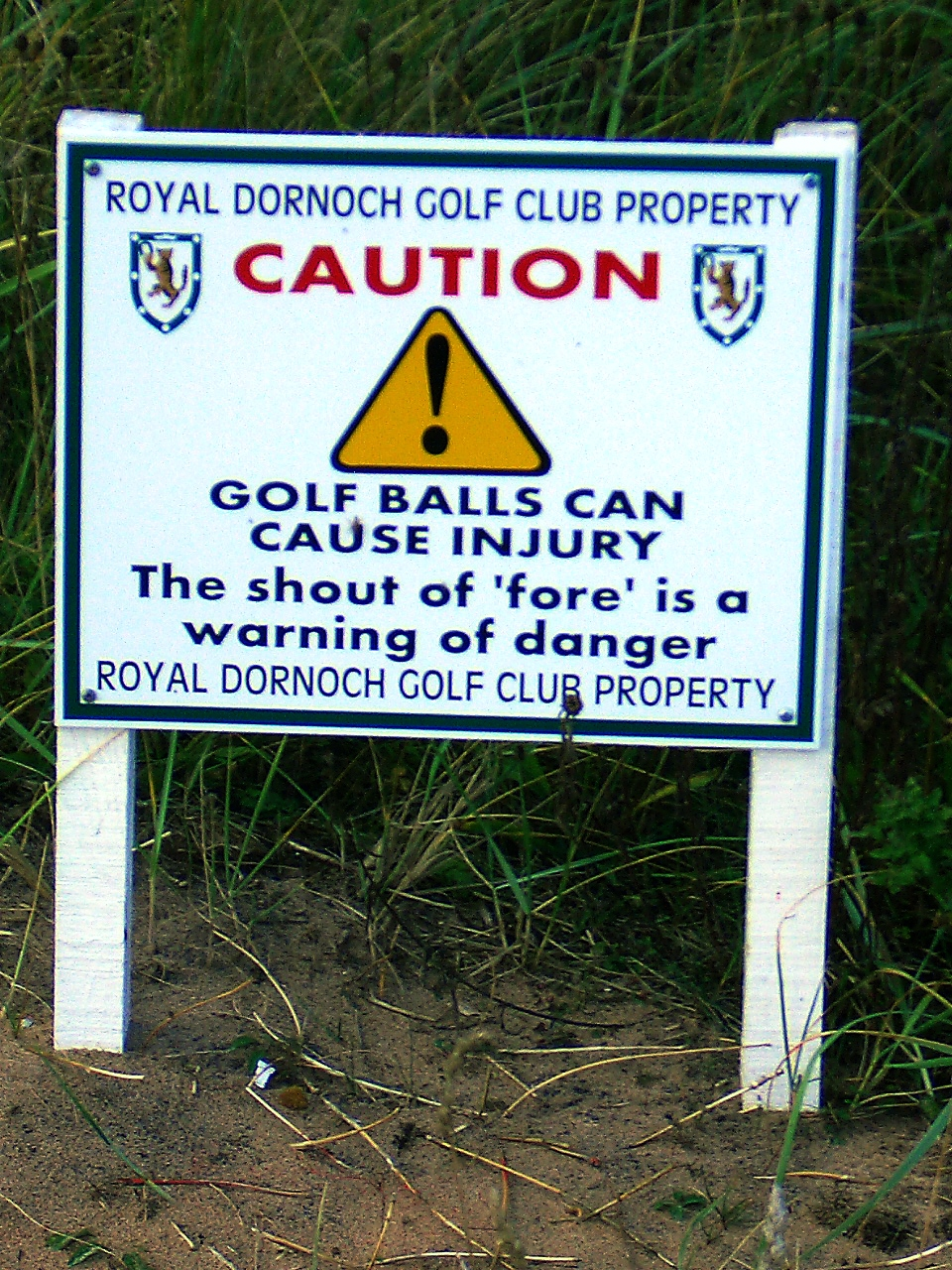
Größere Golfclubs warnen das Umfeld durch Beschilderung vor den Gefahren des Fehlschlages. Allgemeines Warnsignal ist der Ruf: „Fore!“

Auf dem Golfplatz gilt die Richtlinie, dass ein Golfschlag nur dann erfolgen darf, wenn durch ihn keine unmittelbare Fremdgefährdung durch Fehlschläge erfolgen kann. Sollte dies nicht möglich sein, da zu viele Zuschauer anwesend sind oder beengte Platzverhältnisse vorherrschen, so hat der Golfer oder die Spielleitung bevor der Schlag gemacht wird laut das Wort „Fore!“ oder „Fore please!“ auszurufen. Dieser Ruf wird auch oft laut durch den Golfer und dessen Flightpartner geschrien, nachdem ein Golfball in eine falsche Richtung durch einen fehlerhaften Golfschlag geflogen ist und jemanden verletzen könnte. Oft hören die über hundert Meter entfernten anderen Spieler dies jedoch nicht und ärgern sich über nahegelegene Einschläge. Dieser Umstand hat dazu geführt, dass die meisten Golfverbände eine Versicherung für Schadensfälle anbieten, die durch einen Fehler beim Golfschlag erfolgen.

### Strafschläge
Fehlschläge führen im Spiel oft zu Strafschlägen. Strafschläge sind Schläge, die zu den Golfschlägen beim Spielen eines Loches hinzugezählt werden. Sie zählen wie ein voller Golfschlag. Die Regeln hierzu wurden zuletzt 2019 überarbeitet. Die gängigsten Strafschläge sind wie folgt reglementiert:
Regel 4:
- Grundstrafe: Der Spieler zieht sich die Grundstrafe im Zählspiel (zwei Strafschläge) für jedes Loch zu, an dem ein Verstoß vorlag, höchstens jedoch vier Strafschläge für die Runde (durch Addition von zwei Strafschlägen an jedem der beiden ersten Löcher, an denen ein Verstoß vorkam).
- Aufnahme: Nimmt der Spieler den Ball ohne nachvollziehbaren Grund auf (außer auf dem Grün, auf dem der Spieler den Ball nach Regel 13.1b aufnehmen darf) oder versäumt er es, die Lage des Balls vor dem Aufnehmen zu markieren, oder reinigt ihn, wenn dies nicht zulässig ist, zieht er sich einen Strafschlag zu.

Regel 5:
- Verzögerter Golfschlag: Verzögert ein Spieler seinen Golfschlag grundlos, erhält er einen Strafschlag. Beim zweiten Verstoß erhält er die Grundstrafe.

Regel 6:
- Golfschlag außerhalb der Abschlagszone: Findet der Abschlag außerhalb der Abschlagszone statt, erhält man die Grundstrafe.
- Falscher Ball geschlagen: Schlägt der Golfer auf den falschen Ball, erhält er die Grundstrafe.
- Falsche Reihenfolge beim Golfschlag: Vereinbaren mehrere Spieler, einen Dritten zu verwirren, indem sie die Reihenfolge beim Golfschlag durcheinanderbringen, erhalten sie die Grundstrafe.

Regel 7:
- Identifizierter Ball: Wird ein Ball zum Identifizieren ohne Markierung aufgenommen, erhält derjenige einen Strafschlag.

Regel 9:
- Bewegter Ball: Wird ein Ball absichtlich bewegt, aufgenommen oder berührt, erhält derjenige einen Strafschlag, sofern eine andere Regel es nicht zulässt.
- Marker bewegt: Wird ein Marker von einem Gegner absichtlich aufgenommen oder bewegt, erhält derjenige einen Strafschlag.

Regel 10:
- Doppelschlag: Trifft man einen Ball während einem Golfschlag versehentlich mehrfach, erhält man seit 2019 keinen Strafschlag mehr.
- Luftschlag: Trifft man einen angesprochenen Ball während einem Golfschlag gar nicht, zählt das trotzdem als Schlag.
- Schlag in Bewegung: Schlägt man auf einen Ball, der sich bewegt, erhält man die Grundstrafe.

Regel 11:
- Ball auf Grün getroffen: Liegt ein Ball auf dem Grün und trifft einen anderen Ball auf dem Grün, erhält derjenige, der den Golfschlag ausgeführt hat, die Grundstrafe.

Regel 13:
- Warteschlag: Liegt ein Ball an der Lochkante und fällt erst nach über zehn Sekunden ins Loch, so zählt dieser mit einem Strafschlag als eingelocht.
- Schlag aus Versehen: Schlägt man einen Ball aus Versehen, darf man ihn seit 2019 straflos zurücklegen. Das gilt auch auf dem Grün beim Putten.
- Fahnenschlag: Trifft man die Fahne auf dem Grün, erhält man seit 2019 keinen Strafschlag mehr.

Regel 17:
- Wasserhindernis: Schlägt man ins Wasserhindernis (neuerdings „Strafzone“) erhält man einen Strafschlag und darf wählen, ob man vom Ausgangspunkt aus den Golfschlag wiederholt oder einen Ball an der Stelle fallen lässt, wo das Wasserhindernis überquert wurde.

Regel 18:
- Ausschlag: Schlägt man ins Aus, erhält man einen Strafschlag und muss den Golfschlag vom Ausgangspunkt aus wiederholen, was genau genommen zwei Strafschläge bedeutet.
- Verlorener Schlag: Verliert man bei einem Golfschlag den Ball, erhält man einen Strafschlag und muss den Golfschlag vom Ausgangspunkt aus wiederholen.

Regel 19:
- Unspielbarer Ball: Erklärt ein Spieler einen Schlag für nicht ausführbar, da der Ball unspielbar ist, so erhält er einen Strafschlag und darf den Ball innerhalb einer Schlägerlänge vom Ausgangsort ab Spielbarkeit fallen lassen ohne sich dem Loch zu nähern.

## Management des Golfschlages

### Unterrichtsmethoden
Es gibt eine Reihe von Überlegungen, die den Golfschlag im Detail beschreiben und ein oder mehrere durchdachte Unterrichtsmethoden benennen. Teilweise unterscheiden sich diese Konzepte erheblich, manche werden sogar nur von einem einzigen Golflehrer vertreten, andere haben sich im Lauf der Zeit eine größere Anhängerschaft erworben und verbreiten sich über professionelle Weiterbildungsstrukturen. Letztendlich ist die Proportionierung des Körpers des Spielers und dessen Schlägerfitting entscheidend, welche Technik für ihn langfristig die erfolgreichste ist. Anerkannte Golflehrer, welche den Bewegungsablauf unterrichten, sind hierbei immer geprüfte Mitglieder in der PGA und idealerweise in der Lage mehrere Konzepte zu unterrichten, die auf die unterschiedlichen Schüler zugeschnitten sind. Prominente Golflehrer, die bekannte Tourspieler unterrichten, haben oft eigene Konzepte entwickelt, die sie in plakativer Form von Büchern, Videos und Kursen vertreiben (z. B. John Jacobs, Oliver Heuler, Moe Norman, Count Yogi, Nick Faldo, David Leadbetter, Dave Pelz). Diese Trainer haben in einigen Ländern Einrichtungen ihrer Golfschule aufgebaut, in denen ausschließlich nach deren Methode unterrichtet wird.

#### Pädagogik
Ein Großteil der bekannten Golfspieler erlernte den Golfschlag im Kleinkindalter von vier bis sechs Jahren (z. B. Tiger Woods, Craig Stadler usw.). Ein geringerer Teil begann zwischen sieben und zwölf Jahren (z. B. Severiano Ballesteros, Bernhard Langer usw.). Ausnahmen im Spitzensport waren Nick Faldo und Greg Norman, die erst im Alter von 15 Jahren den Golfschlag erlernten. Larry Nelson begann sogar erst mit 21 Jahren Golf zu spielen. Diese Ausnahmen waren jedoch allesamt zuvor in einer anderen Sportart erfolgreich.

#### Interdisziplinäre Parallelen

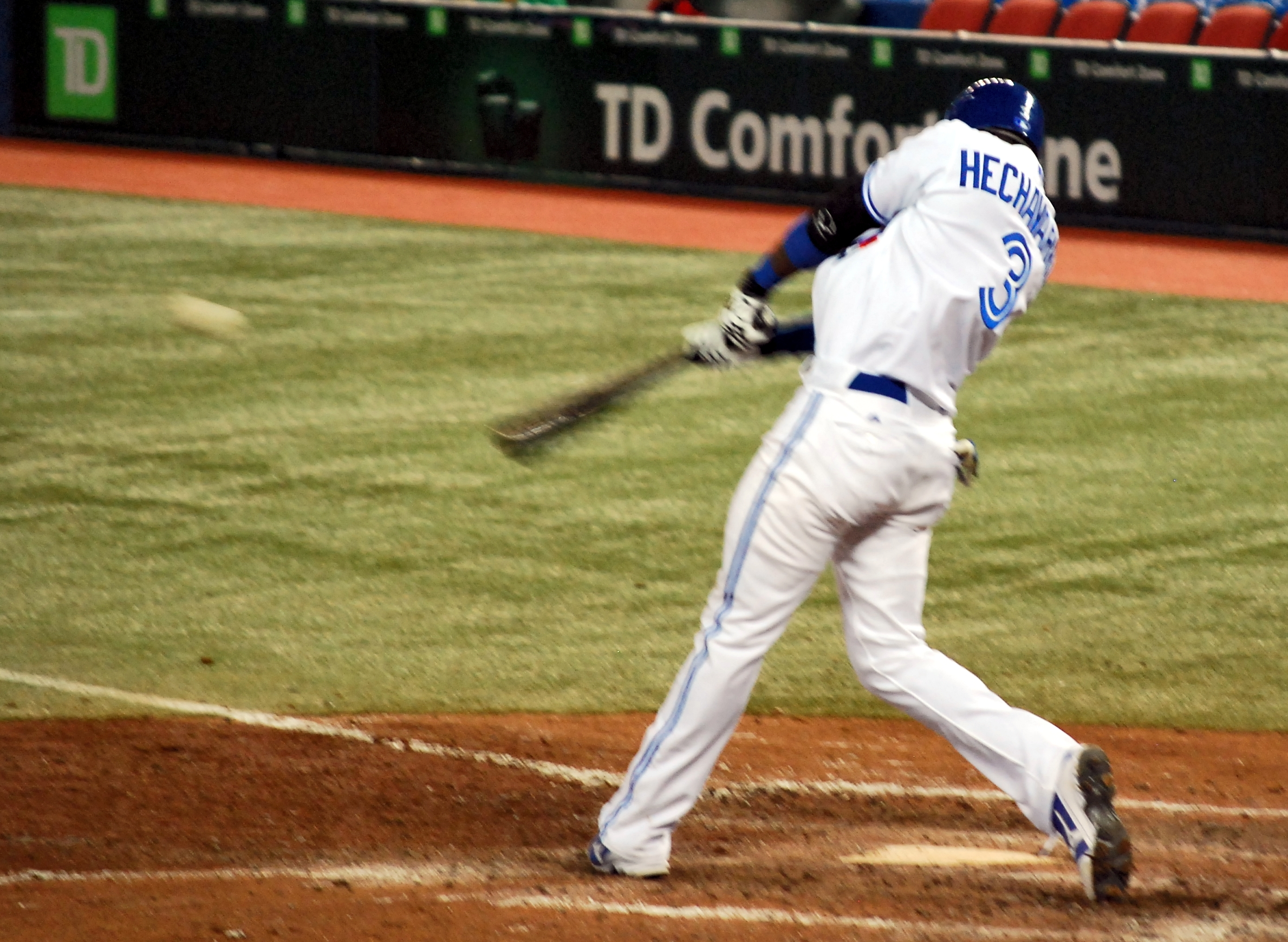
Die auffälligste Parallele zum Golfschlag ist der Pull-Hit beim Baseball.

Laut Jim Hardy – einem international anerkannten Golflehrer – ist die Mechanik und Geschwindigkeit des Bewegungsablaufes technisch vergleichbar mit dem Baseballschlag, der beidhändigen Rückhand im Tennis oder dem Batting beim Cricket. Ein etwas erhöhter Schwierigkeitsgrad resultiert hierbei aus der Länge des Schlägerschaftes, welcher deutlich länger ist als der eines Tennis-, Baseball- oder Cricketschlägers, sowie einem verhältnismäßig kleinen Schlägerblatt und Ball. Beim Golfschlag wird jedoch wiederum nicht auf einen Sphäroid in Bewegung geschlagen. Der Sphäroid liegt immer regungslos auf dem Boden, weshalb sich der Golfspieler beim Golfschlag mehr nach vorne beugen muss, um diesen zu schlagen. Zudem reagiert er nicht instinktiv, sondern agiert durch Überlegung auf den Sphäroid, da er Zeit hat, diesen zu schlagen.

### Mentale Aspekte

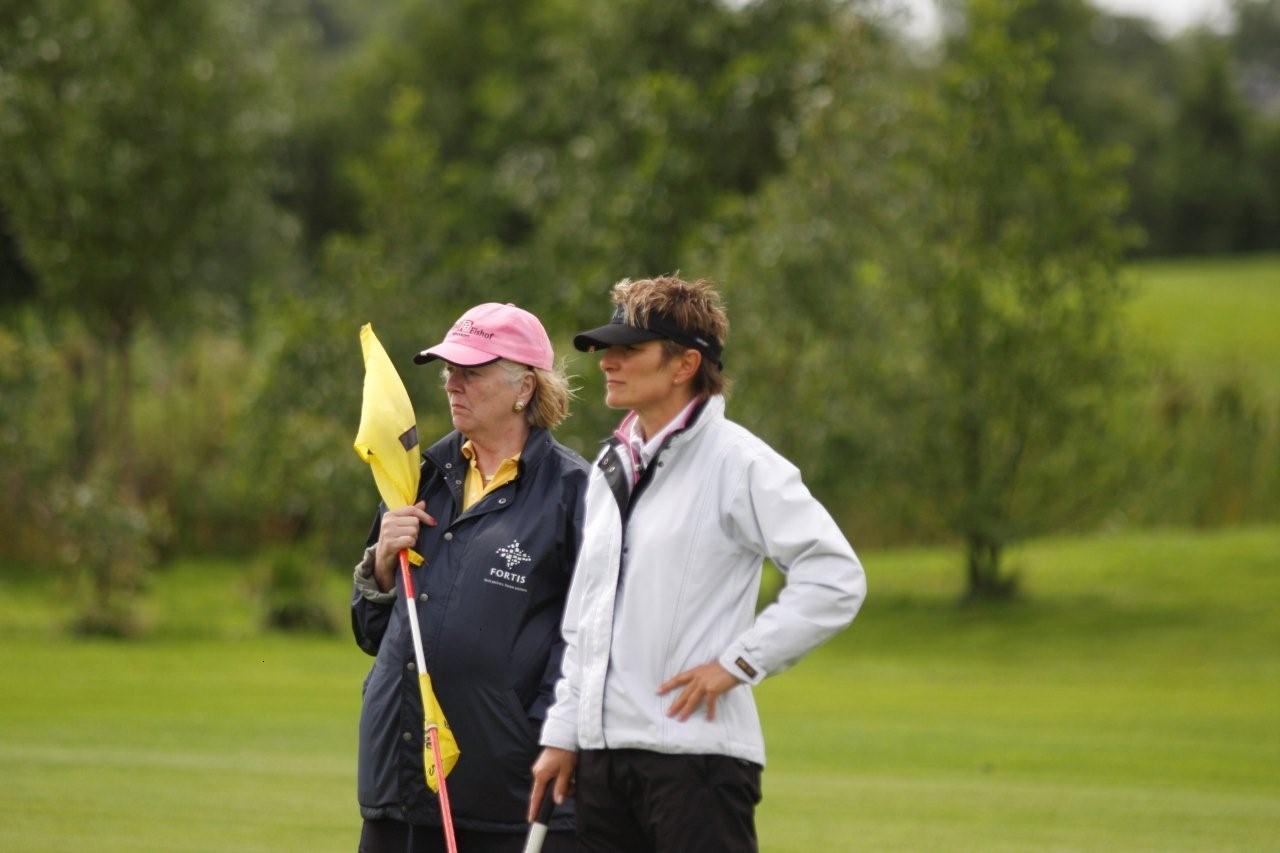
Der Caddie trägt oft nicht nur die Tasche, sondern dient dem Spieler auch als mentale Stütze.

Aufgrund der Tatsache, dass der Golfer für einen Golfschlag wesentlich mehr Zeit hat, als ein Sportler für einen Schlag in vielen anderen technisch vergleichbaren Sportarten, finden die mentalen Aspekte des Golfschlages in der Sportpsychologie besondere Beachtung. Da der Golfball sich nicht bewegt, während der Spieler ihn schlägt, ist der Reflex nicht der primäre Stimulus einen Golfball zu schlagen. Golf Coaches wie beispielsweise Bob Rotella oder Bernd Litti haben sich nahezu vollständig auf das mentale Training des Golfschlages spezialisiert. Es gilt hierbei Methoden zu entwickeln, die Ärger, Furcht oder Zweifel bezogen auf das eigene Spiel ausräumen. Die mentale Vorbereitung und Einleitung des Golfschlages wird durch folgendes Vokabular eingegrenzt:
- Schlagroutine: Die Routine ist ein Ritual, das jeder Golfer hat, bevor er einen Golfschlag macht, um sich auf den Schlag mental vorzubereiten. Die Routine wird stets in der gleichen Sequenz ausgeführt. Wird die Routine (z. B. durch Zuschauer) unterbrochen, fängt der Golfer mit der Routine wieder von vorne an.
- Probeschwung: Der Probeschwung ist ein vollständiger Golfschwung, der vor dem eigentlichen Golfschlag vollzogen wird und Teil der Schlagroutine ist. Der Golfer steht dabei sichtbar weit vom Ball entfernt und macht einen Probeschlag. Manche Golfer machen den Probeschwung etwas langsamer und wiederholen ihn zweimal. Andere verwenden das gleiche Tempo wie im eigentlichen Schwung. Beim Probeschwung gilt, dass der Schlag das Umfeld des Golfballs nicht beeinflussen darf. Es darf also beispielsweise kein hohes Gras durch den Probeschwung entfernt oder der Abschlagsbereich des Golfplatzes beschädigt werden, so dass der Golfer sich den eigentlichen Schlag dadurch erleichtert.
- Waggle: Unter einem Waggle versteht man einen kleinen Vorbereitungsschlag, den der Golfer unmittelbar vor dem eigentlichen Schlag ausführt und der Teil der Schlagroutine ist. Dabei wird mit dem Schlägerkopf leicht nach hinten gewackelt. Ziel des Waggles ist es, die Muskulatur für den eigentlichen Schwung aufzulockern und Schlüsselpositionen des eigentlichen Schwunges vorwegzunehmen. Beispielsweise befürwortet Ben Hogan einen Waggle, indem das Handgelenk leicht nach oben gewinkelt wird, der linke Ellbogen sich zum Ziel dreht, und der rechte Ellbogen gegen die rechte Hüfte schlägt, während die Handgelenke sich nach vorne zum Ziel bewegen. Dadurch werden drei wichtige Elemente des vollen Schwungs in Miniaturform mehrfach kurz vor dem eigentlichen Schlag ins Kurzzeitgedächtnis der Muskulatur geladen. Der Waggle ist nicht mit dem Probeschwung zu verwechseln, der ein vollständiger Schwung ist, der vor dem Ansprechen des Balls vollzogen wird.
- Tee-Off: Der allererste Abschlag wird im Golf als Tee-Off bezeichnet und ist der Schlag im Golfturnier, den der Golfer unter größtem Druck ausführt. Oft wird der Golfer beim ersten Abschlag durch Zuschauer vom Clubhaus aus beobachtet und ist noch nicht richtig warmgespielt, weshalb dem mentalen Aspekt beim ersten Abschlag eine besondere Bedeutung zukommt. Es empfiehlt sich allgemein, sich hier besonders viel Zeit für den Golfschlag zu lassen und sich selbstbewusst auf den Schlag zu fokussieren.
- Das kleinstmögliche Ziel: Die Fähigkeit eines Golfers, sich beim Golfschlag zu fokussieren, hängt davon ab, worauf er zielt. Während fast alle Golfer als Ziel eine Fläche wählen (z. B. Grünfläche oder Baumreihe) zielen Golfprofis auf das kleinstmögliche objektive Ziel (z. B. Halm oder Ast), an das sie während des Golfschlages denken.
- Hot-Streak: Ein Hot-Streak (in etwa „Glückssträhne“) ist eine Serie von perfekten Golfschlägen auf einer Runde. Die meisten Golfer erleben dieses Phänomen mindestens einmal, das im mentalen Training eine besondere Rolle spielt. Oft beschreiben die Spieler, dass sie während dieser Zeit „sich selbst nicht im Weg standen“ und nicht über die Mechanik des Spiels nachdachten. Ziel des mentalen Trainings ist es, die Mentalität, die der Golfer bei einem Hot-Streak hat, zu verinnerlichen.
- freie Entscheidung: Entschlossenheit ist wichtiger als Korrektheit bei der Vorbereitung eines erfolgreichen Golfschlages.
- Schwungvertrauen: Man muss seinem Golfschlag vertrauen. Je mehr man verfehlt, desto bewusster muss man zuschlagen: „If you miss it, rip it!“
- irrationales Denken: Man muss sich frei entscheiden, erfolgreich zu schlagen. Um diese Entscheidung beim Golfschlag zu untermauern, ist irrationales Denken erlaubt (z. B. Wahrscheinlichkeitsrechnung, Glaubenskonstrukte, Talisman usw.): „Ich habe drei mal in Folge links verfehlt. Passiert mir sonst nie. Beim nächsten mal bin ich also wahrscheinlich eher Mitte.“
- Schwungkrise: Die Schwungkrise beschreibt den Verlust jeglicher Fähigkeit, einen guten Golfschlag zu machen, obwohl man es eigentlich hervorragend kann. Die meisten Golfspieler erleben in ihrer Laufbahn eine Schwungkrise. Grund für die Schwungkrise sind oft technische, mentale und trainingsbedingte Probleme, die in Ansammlung beim Spieler unter Druck auftreten. Henrik Stenson stellte 2001 bei der European Open das Spiel am neunten Loch wegen einer Schwungkrise ein.[16] Ian Baker-Finch verwendete auf den letzten drei Löchern der British Open 1997 nur noch den Putter, da er keinen anderen Schläger mehr schlagen konnte.
- Goldfieber (auch Target-panic): Der Golfspieler spielt in einem Turnier sehr gut und steht kurz davor, das beste Ergebnis seines Lebens zu spielen. An den letzten Löchern gelingt ihm jedoch kein Schlag mehr. 1996 spielte Greg Norman die letzten neun Loch bei den Masters in Augusta fünf Schläge über Par, um zu verlieren, obwohl er mit einer 63 am ersten Tag gestartet war, was dem Platzrekord entspricht.[17]
- Caddie: Der Caddie ist der einzige Weggefährte auf einer Golfrunde, der einem Golfer während des Spiels einen Ratschlag erteilen darf. Caddies, die nur einen Spieler begleiten, kennen diesen so gut, dass sie ihm nicht nur die Tasche tragen, sondern auch mental unterstützen.[18]

### Strategie und Platzbedingungen

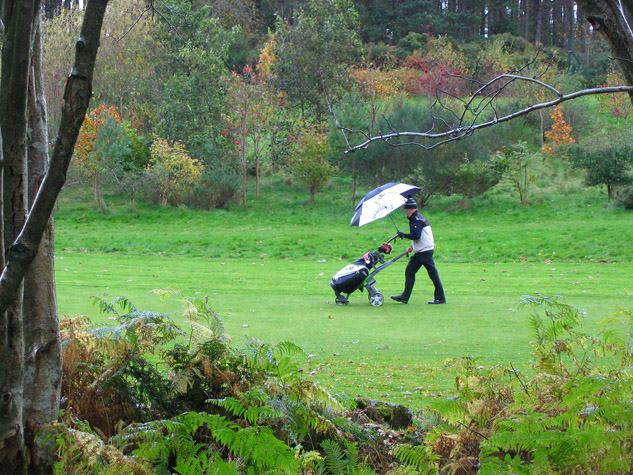
Bei Regen und Wind wird Golf strategisch anders gespielt als bei Trockenheit. Ausrüstung und Kleidung müssen vor der Witterung geschützt werden.

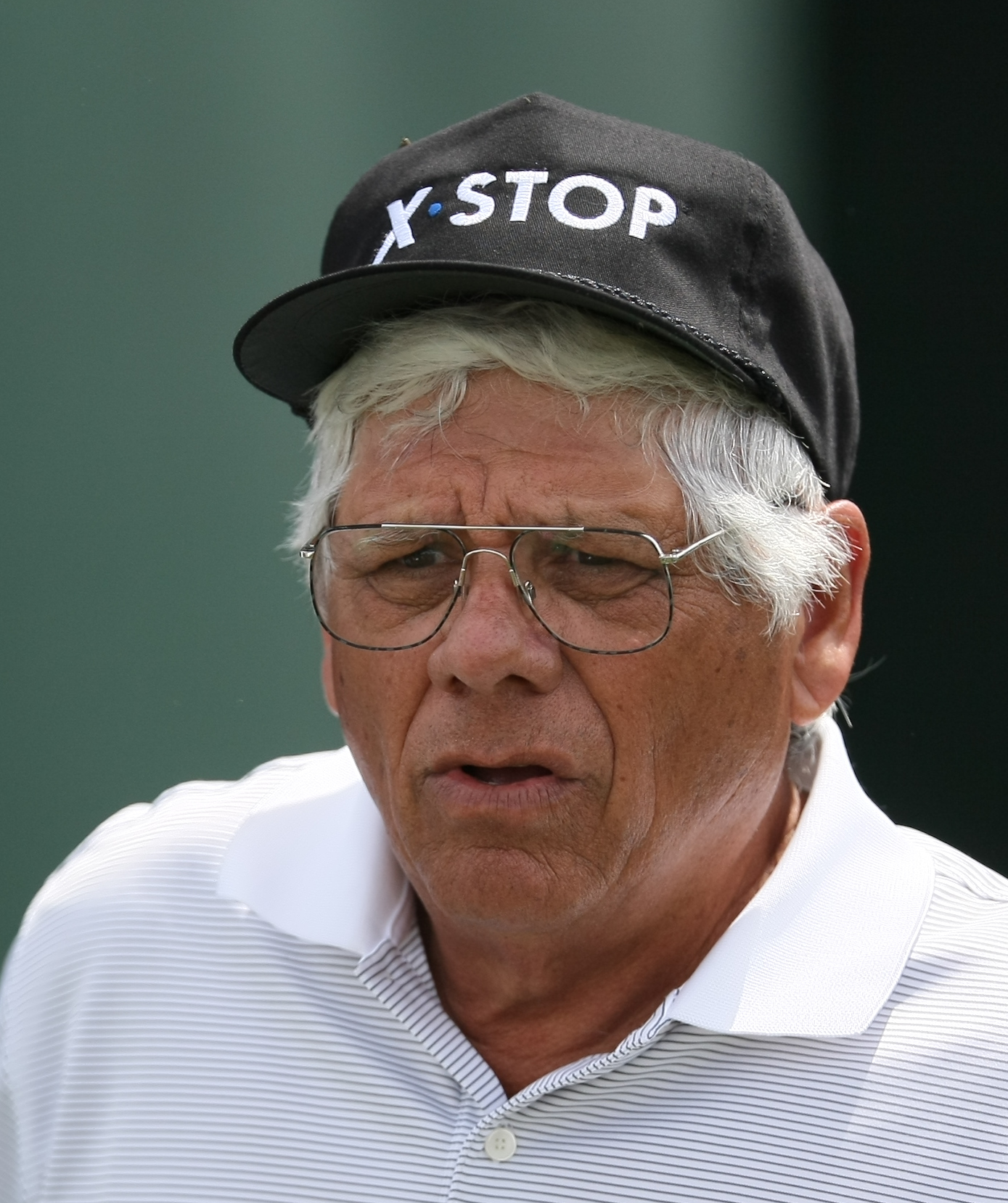
Nachdem der Golfprofi Lee Trevino während einem Golfschlag vom Blitz getroffen wurde meinte er: „Wenn Gott durchspielen will, lass ihn durchspielen.“

Da die meisten Bahnen im Golf für drei bis fünf Golfschläge ausgelegt sind, werden Golfschläge immer als aufeinander folgende Serie ausgeführt. Die oben genannten Schlagvarianten müssen in diesem Zusammenhang strategisch auf die Platzverhältnisse und aufeinander abgestimmt werden, um ein optimales Endergebnis zu erreichen.
- Regen und Feuchtigkeit: Bei Regen empfiehlt es sich, ein Eisen mehr zu nehmen, als man bei trockenen Verhältnissen anwenden würde. Sind die Griffe durch Regen nass, gleitet der Schlägerkopf im Treffmoment leicht in den Händen, weshalb der Spieler die Griffe und Hände trocken halten muss, bevor er den Golfschlag ausführt. Dafür werden spezielle Golfhandtücher, wasserdichte Schuhe, Regenanzüge und saugfähige Griffe sowie Handschuhe verwendet.
- Trockenheit und Hitze: Mit zunehmender Außentemperatur fliegen die Bälle weiter. Mit zunehmender Trockenheit des Platzes springen die Bälle weiter. Es empfiehlt sich hier oft, ein Eisen weniger für den Golfschlag zu verwenden. Oft rollen lange, flache Eisenschläge bei sehr trockenen und harten Spielbahnen weiter als ein Fairwayholz.
- Höhenlage des Platzes: Je höher der Platz über dem Meeresspiegel liegt, desto geringer ist der Luftdruck, wodurch die Bälle weiter fliegen.
- Windverhältnisse: Bei windigen Verhältnissen empfiehlt es sich, den Ball eher flach zu halten.

Rückenwinddruck in Schlagrichtung: Der Ball fliegt weiter als normal. Beim Abschlag kann der Spieler dies nutzen, indem er den Ball etwas höher schlägt.
Gegenwinddruck gegen die Schlagrichtung: Der Ball fliegt kürzer als normal. Der flache Punch-Schlag ist hier die zuverlässigste Schlagmethode.
Seitenwinddruck von vorne: Der Ball kurvt wie beim Draw zum Ziel. Spieler, die einen Draw schlagen, müssen mit verstärktem Abdriften rechnen.
Seitenwinddruck von hinten: Der Ball kurvt wie beim Fade zum Ziel. Spieler, die einen Fade schlagen, müssen mit einem verstärkten Abdriften rechnen.
Bei Seitenwind empfiehlt es sich nicht, auf die Driving-Range zu gehen, da ein Spieler sich unbemerkt eher einen Slice oder Hook angewöhnt.
Windsog: Bei starkem Baumbestand ist die Zone im Windschatten zwischen den Bäumen windfreier als die oberhalb der Baumwipfel. Es entsteht ein Sog nach oben, wodurch der Ball nach oben gezogen wird, weshalb es sich auch empfiehlt, den Ball flach zu schlagen.
- Schwächen vermeiden: Hat ein Golfer eine Schwäche bei einem bestimmten Golfschlag, kann er diese durch Management seines Spiels vermeiden. Jack Nicklaus hatte beispielsweise ein dürftiges Bunkerspiel und vermied es strategisch, beim langen Spiel in die Nähe der Bunker zu spielen.
- Blitze und Gewitter: Da Golfschläger aus Metall bestehen, sollte ein Golfschlag bei Gewitter nicht ausgeführt werden. Der Golfprofi Lee Trevino wurde 1975 bei der Western Open nähe Chicago vom Blitz getroffen (und überlebte).[20][21]

## Sportmedizin

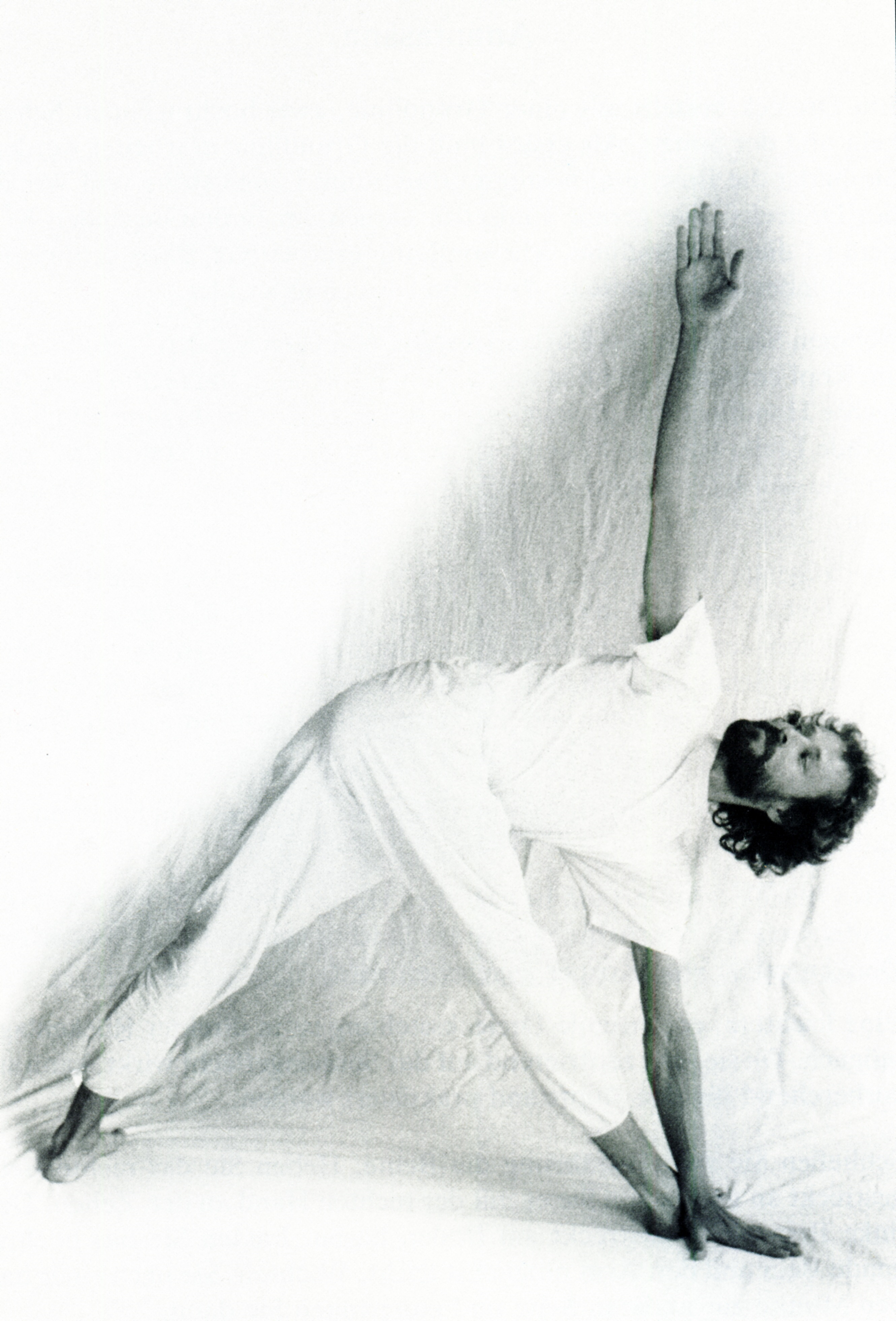
Parivrtta Trikonasana. Zur Steigerung der Beweglichkeit für den Golfschlag werden inzwischen isolierte Yoga-Übungen angewendet, welche die Torsion zwischen Hüfte und Schultern erhöhen.

Laut Rudolf Schabus, Experte für die Prävention von Sportverletzungen an der Wiener Universitätsklinik, handelt es sich beim Golfschlag um einen technisch anspruchsvollen Bewegungsablauf, bei dem 124 bis 130 Muskeln beansprucht werden.

### Prävention
Die meisten Golfer klagen mindestens einmal kurzweilig über Schmerzen in der Rückenmuskulatur, was einerseits an einer Überentwicklung der Muskeln liegen, allerdings auch das Resultat einer Fehlhaltung beim Schlagen sein kann. Der Golfprofi José María Olazábal musste mehrere Jahre wegen eines eingeklemmten Rückennervs im Rollstuhl sitzend pausieren, welcher irrtümlich für eine rheumatische Arthritis gehalten wurde. Die zweithäufigste Verletzungsart betrifft Hand und Handgelenke. Ebenso geläufig ist das schmerzhafte Golfknie. Das vordere Knie in Schlagrichtung wird vor dem Abschwung auf Druck und unmittelbar danach auf Torsion belastet, was zu Schmerzen führen kann. Vergleichbar hiermit sind der Golfarm und die Golfschulter. Über einen Zeitraum von nur zwei Monaten wurden 33 Patienten mit durch Golfschläger verursachten Verletzungen unter den Teilnehmern der Unfall- und Notaufnahme der Glasgow Royal Infirmary identifiziert. Die überwiegende Mehrheit davon betraf das Gesicht und den Kopf, darunter drei komplizierte Schädelbrüche. Hingewiesen wird auf das Durchschnittsalter der Verletzten (8,1 Jahre) und darauf, dass sich nur eine der Verletzungen auf einem Golfplatz ereignete. Die Gefahren des unbeaufsichtigten Experimentierens mit Golfschlägern durch kleine Kinder werden betont.

### Gerontologie

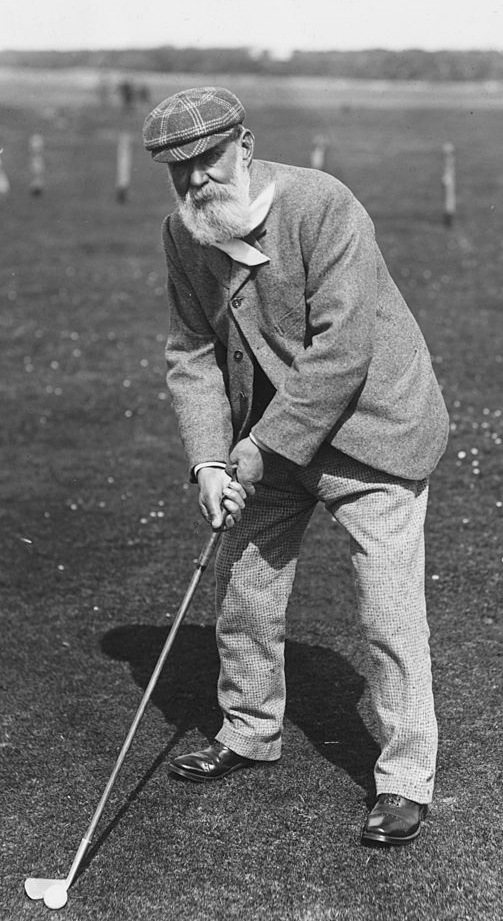
Foto vom vierfachen British Open Gewinner Old Tom Morris. Der Golfschlag kann auch in hohem Alter ausgeführt werden.

Der Golfschlag kann bis ins hohe Alter ausgeführt werden. Die Golfprofis Gene Sarazen und Sam Snead spielten noch mit über 80 Jahren gutes Golf. Laut einer Studie des Karolinska Institutet in Stockholm ist die Mortalität bei Golfspielern mit niedrigem Handicap stark reduziert und kann zu einer Verlängerung der Lebenserwartung um durchschnittlich fünf Jahre führen. Aufgrund des zunehmenden Alters passen Golfspieler ihren Bewegungsablauf und die Strategie jedoch nach und nach an die physischen Fähigkeiten an, woraus sich vereinfachte Konzepte für Senioren entwickelt haben. Wegen zunehmend fehlender Beweglichkeit sind die Profigolfer Tom Kite und Peter Jacobsen in fortgeschrittenem Alter von einer Schwungtechnik auf zwei Ebenen auf eine Ebene umgestiegen. Tom Kite dreht hierüber seinen rechten Fuß weiter nach außen, um weiter ausholen zu können. Gemäß einer Studie des Nationalen Zentrums für Gerontologie Obu, Aichi in Japan erhöht Golftraining bei Menschen fortgeschrittenen Alters das logische Erinnerungsvermögen.

### Dermatologie
Da der Golfschlag über einen beträchtlichen Zeitraum im Freien an sonnigen Tagen erfolgt, ist ein Schutz gegen UV-Strahlung beim Ausführen des Golfschlages angebracht. Golfer tragen deshalb oft Aussie-Hüte oder relativ lange Kleidung und verwenden Sonnenschutzmittel. Ein im Jahr 2016 in JAMA Surgery veröffentlichter Bericht stellt einen 69-jährigen Golfer mit nodulärem Melanom vor, der trotz hellem Hauttyp ohne zureichenden Schutz viel in der Sonne war. Ein weiterer Bericht aus dem gleichen Jahr beschreibt einen Fall von Erythropoetische Protoporphyrie bei einer golfenden Teenagerin.

### Fitness
Eine Runde Golf über 18 Loch verbraucht etwa 6300 kJ (= 1500 kcal) an Nahrungsenergie. Ein erheblicher Teil davon geschieht durch den Golfschlag und dessen Vorbereitung, weshalb sehr aktive Golfer eine Sportdiät sowie ein Beweglichkeits- und Muskelaufbautraining in Betracht ziehen. Hierfür gibt es spezielle Aufwärmübungen, Trainingseinheiten und Ernährungspläne. Die Entwicklung des Musculus erector spinae sowie des Musculus latissimus dorsi steht hierbei im Vordergrund, des Weiteren die Muskulatur der Schultern und Hände. Eine schnell zuckende Muskulatur ist für die Reichweite des Golfschlages von Vorteil. Tendenziell benötigt ein Golfer, der auf einer Ebene schlägt, mehr Kraft als ein Golfer, der auf zwei Ebenen schlägt, der dafür beweglich sein muss und über eine gute Koordination verfügen sollte. Der Golfprofi Gary Player machte das Thema Fitness im Golf als einer der ersten populär und gab an, täglich zweimal 75 Liegestützen zu machen. Lediglich ein geringer Anteil an Golfern ist sich darüber im Klaren, wie man sich vor dem Spiel aufwärmt und was das für Vorteile hat.

### Neurologie
Gemäß einer Veröffentlichung der IPA kann der Golfschlag die räumliche Orientierung bei Patienten mit Schlaganfall erheblich verbessern. Das Institut für Sportwissenschaften der Universität Regensburg untersuchte eine Testgruppe von 14 Patienten zwischen 23 und 72 Jahren. Nach zehn Wochen Golfschlagtraining, welches zwei Mal die Woche stattfand, konnte sich das räumliche Vorstellungsvermögen signifikant verbessern.

### Psychiatrie
Bereits im Jahr 1897 wies das Journal of Mental Science darauf hin, dass der Golfschlag zur Vorbeugung von Geisteskrankheiten von „immensem Wert“ ist. Dies gelte auch für Patienten mit Demenz, welche vor ihrer Erkrankung in einer Ballsportart erfolgreich waren.

## Geisteswissenschaftliche Aspekte des Golfschlages

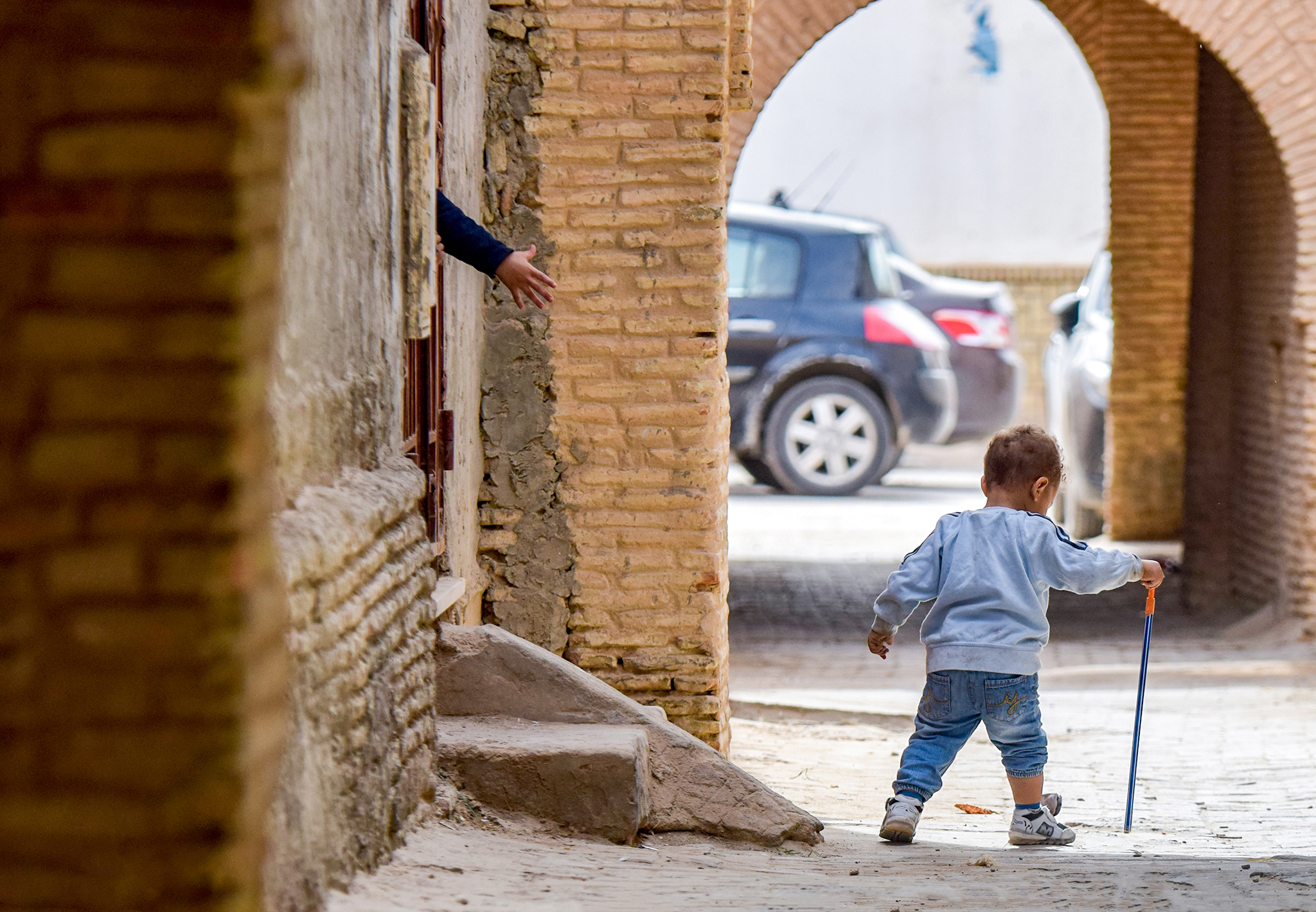
Veranschaulichung des naturgegebenen Spielinstinktes. Kleinkind richtet sich auf und spielt mit einem Stab.

Obwohl die geisteswissenschaftlichen Aspekte des Golfschlages gegenwärtig wenig Beachtung finden, sind diese ein traditionsreiches Thema. Eine erste Zusammenfassung hierzu leistete Arnold Haultain im Buch The Mystery of Golf im Jahr 1908, das nie ins Deutsche übersetzt wurde, zumal es anteilig in Mittelenglisch verfasst wurde.

### Ursprung

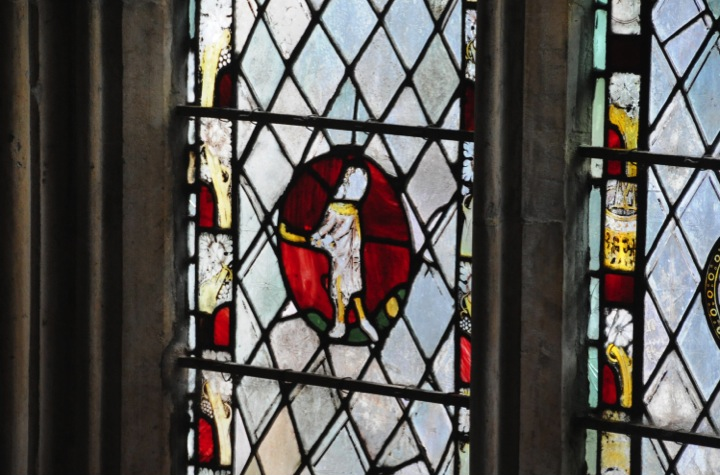
Älteste Darstellung eines Golfschlages in der Kathedrale von Gloucester aus dem Jahr 1340.

Nach Haultains Analyse basiert ein Großteil aller im Freien stattfindenden Sportspiele auf dem Antrieb eines Sphäroiden mit einem Schläger (Cricket, Baseball, Polo, Croquet, Tennis, Pool, Curling, Hockey, Golf usw.). Als Ursprung nennt er den von Herbert Spencer formulierten Begriff des Spielinstinkts, der jeder evolutiven Entwicklung einer Lebensform zugrunde liegt. Der Primat würde in dem Moment zum ἄνθρωπος (aufgerichtete Kreatur), wenn er erfolgreich im Schlagen sei und sich aufrichten (ἀνὰ – πρέπω – ὤψ) müsse, um einen Schläger zu halten. Grundlage dieser Aktionen seien zunächst die Grundinstinkte des Hungers und der Paarung. Unter Bezugnahme auf Karl Groos sei der Zufall, dem ein solcher Schlag in aufgerichteter Haltung auf einen Sphäroid auf ein bestimmtes Ziel ausgesetzt ist, als eine Form von Kampf gegen das Schicksal zu betrachten, was einen besonderen Reiz ausüben würde. Dies gelte sowohl für Spiele, in denen der Schlag durch eine Gruppe im Kampf, um den Sieg und die Vermeidung des Erfolges einer gegnerischen Gruppe stattfindet, als auch für Spiele, in denen der Schlag durch eine einzelne Person beim Versuch sich einem Ziel allmählich zu nähern erfolgt, ohne tatsächliche Gegner zu haben. Ersterer Ansatz führe in politische und gesellschaftliche Systeme, während letzterer Ansatz in theologische Ansätze hineinmünde, als ob das Ziel nur nach entsprechender Vorbereitung erreicht werden könne, und somit gänzlich von den Unwissenden abgeschirmt sei.

### Religion

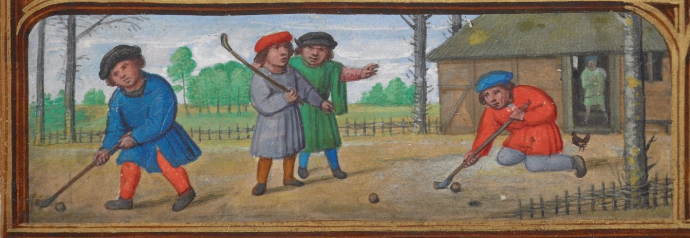
Auszug aus einem flämischen Stundenbuch von 1530

In der Tat findet sich die älteste bildliche Darstellung eines voll entwickelten Golfschlages in der Ausholbewegung beim Take-Away auf einem Kirchenfenster in der Kathedrale von Gloucester (etwa Mitte 14. Jahrhundert). In einem flämischen Stundenbuch von 1530 werden Golfschläge (damals flämisch „Kolvschlag“) unter den Gebetstexten dargestellt, was den sakralen Bezug zwischen der Bevölkerung im Spätmittelalter und dem Golfschlag veranschaulicht. Golfprofis wie Bernhard Langer, Tom Lehman und Steve Jones sehen sich in dieser Tradition und geben an, ihre innere Ruhe beim Golfschlag aus dem Christentum zu schöpfen. Laut Arnold Haultain steht der Gedanke, sich einem Loch allmählich durch Golfschläge zu nähern, dem Puritanismus nahe, einer schottischen Auslegung des Christentums, die auf einer Prädestinationslehre basiert. Nur der Auserwählte erlange in dieser Anschauung kontinuierlich sein Ziel, wodurch Erfolg ein Ausdruck von Gottes Segen sei.

### Geometrie

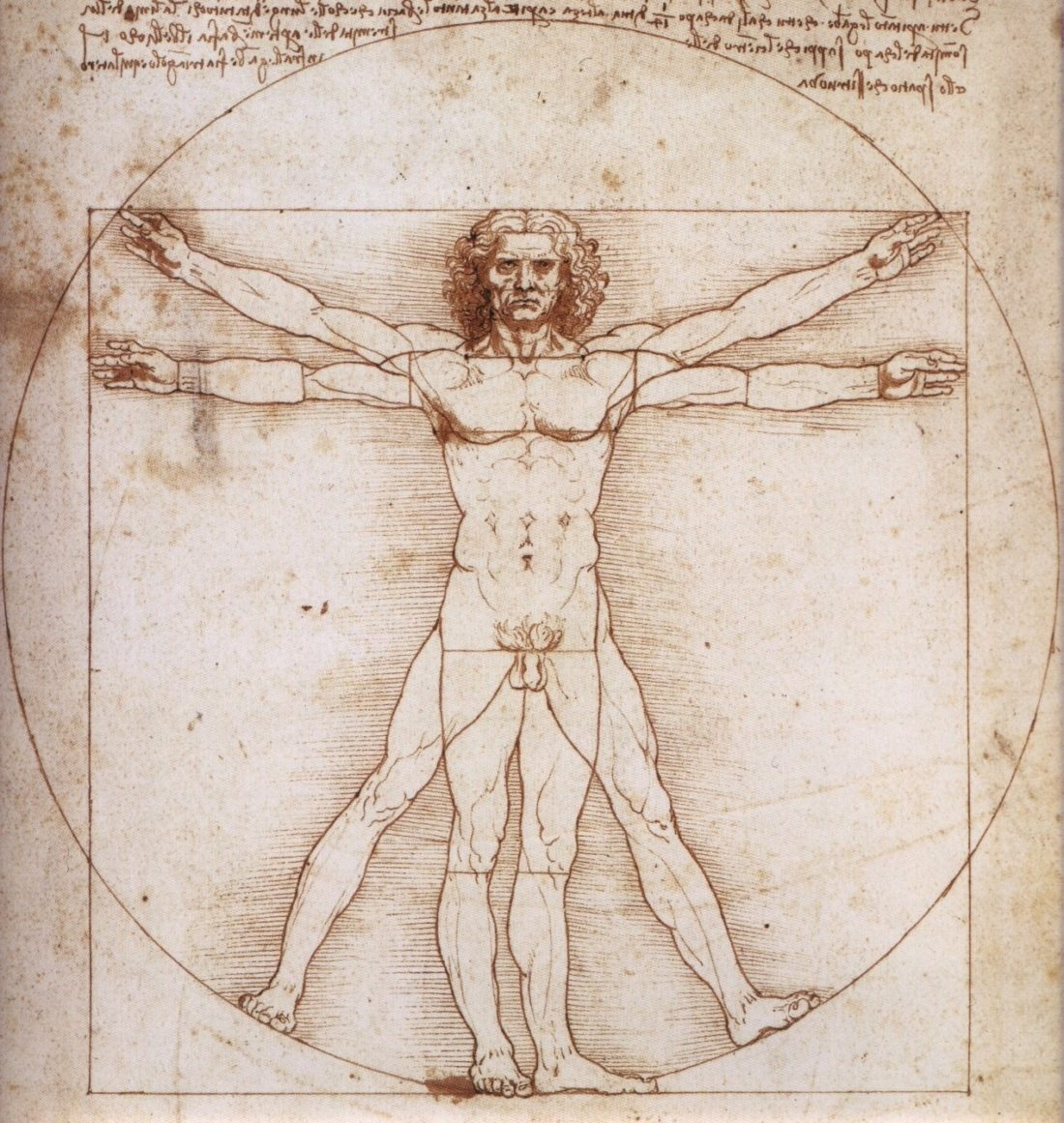
Proportionierung des menschlichen Körpers nach Vitruv (Zeichnung Da Vinci). Bauchnabel als körperhaftes Zentrum kreisförmiger Bewegungsabläufe im Raum.

Räumlich abstrahiert betrachtet verkörpert der Golfschlag eine auf die Proportionen des jeweiligen menschlichen Körpers angewendete Geometrie, die es dem Menschen und dessen Werkzeug (Schläger) über den physischen Eingriff auf einen Punkt im Raum (Ball) ermöglicht, einen Kontakt mit der weiten Landschaft (Welt) herzustellen. Zentrum der elliptischen und kreisförmigen Rotationsbewegungen ist der Bauchnabel gemäß den Proportionsstudien des Architekten Vitruv. Der Kopf verkörpert eine sich nahezu nicht bewegende geistige Konstante im Bewegungsablauf. Die Arme heben sich und schwingen frei nach oben ins Firmament. Die Beine sind feste Fundamente und Säulen des Spielers. Der Golfschlag ist bei abstrahierter Betrachtung eine auf den Menschen direkt angewendete Form von Architektur.

### Wettkampf
Haultain arbeitet heraus, dass alle Schlagspiele Wettbewerbe sind. Beim Golfschlag ginge es jedoch nicht um den Wettbewerb mit den Mitspielern. Der unmittelbare Gegner sei nicht der Mitspieler, sondern die überragende Natur selbst, und das Spiel bestehe darin, herauszufinden, wer es besser vermag, sie zu überflügeln. In fast allen anderen Schlagspielen richte sich der Schlag gegen einen menschlichen Feind; beim Golfschlag stünde man hingegen selbst gegen die Welt: Kein Mensch halte den Fortschritt im Schlagenden auf, während er seinen Ball in die Welt schlägt. Der Golfschlag sei demnach ein Sinnbild für die Geschichte und das Schicksal der Menschheit, die von strengen Regeln regiert über die Erdoberfläche ziehe, umgeben von Gefahren und gezwungen sich der Natur zu unterwerfen, bestraft zu werden für die kleinsten Abweichungen vom eigenen Kurs, beim gemeinsamen Versuch mit möglichst wenigen Fehlern zu überleben. Der Golfschlag sei somit das raffinierte, moderne Äquivalent alter barbarischer Tortur. Der Wettkampf finde im Golfer selbst statt. Es handle sich demzufolge beim Golfschlag um eine Materia medica für den Charakter und um eine Prüfung des eigenen Taktgefühls, eine Schule für die disziplinäre Ausübung einer zynischen oder stoischen Selbstbeherrschung.

### Moral
Der moralische Aspekt der bewussten Kultivierung des Golfschlages resultiere somit letztendlich aus dem Γνῶθι σεαυτόν und Lord Tennysons Dreifaltigkeit der Exzellenz: „Selbstachtung, Selbsterkenntnis und Selbstbeherrschung, die drei allein führen das Leben zu königlicher Kraft.“ Wer sich selbst regiert, regiert genug (Horaz, Sermones, Liber II,7 V83f.): „Satis imperat qui sibi est imperiosus.“ Über das Dhammapada (Kapitel 8, Vers 103f) mit orientalischer Extravaganz ausgedrückt: „Nicht wer in Kampf und Schlacht besiegt viel tausend Krieger, Nur wer sich selbst besiegt, der ist der höchste Sieger. Wer selber sich besiegt, ist allen überlegen; Denn, wandelt selbstbeherrscht ein solcher allerwegen.“ Die Sprüche des Salomon (Sprüche 16, Vers 32) geben wider: „Wer sich selbst beherrscht ist besser als einer, der Städte einnimmt.“

### Esoterik

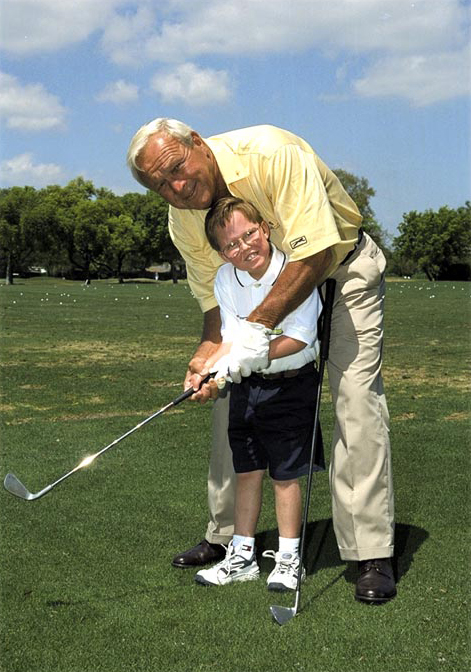
Der Golfprofi und Freimaurer Arnold Palmer vermittelte behinderten Kindern den Golfschlag, da er von dessen heilender Wirkung überzeugt war.

Hiernach wird dem Golfer mit fortschreitender Entwicklung ein erweitertes Bewusstsein für geometrische und weltliche Zusammenhänge zugesprochen, die in ein humanistisches Konstrukt hineinmünden, welches zu seiner Menschwerdung beizutragen vermag. Demzufolge rückte die Perfektionierung des Golfschlages als „kontinuierliche Arbeit an sich selbst“ im 18. Jahrhundert auch zunehmend in den Fokus esoterischer Denkstrukturen, wie der schottischen Freimaurerei. Einige Quellen berichten, Golfclubs wie der Royal Blackheath Golf Club wären bis 1789 ausschließlich für Freimaurer nach altem schottischem Ritus aller sozialer Schichten zugelassen gewesen. Diese Überzeugungen haben sich in abgeschwächter Form bis heute konserviert. Der Golfprofi Arnold Palmer war beispielsweise Freimaurer des 33. Grades nach altem schottischem Ritus.

### Geschichte

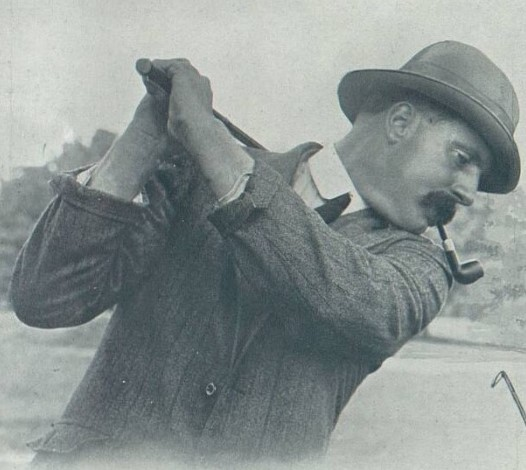
Foto von Ted Ray aus dem Jahr 1910. Durch die Kleiderordnung beim Golfschlag mit Jackett und Krawatte konnte das Ausholen der ersten Golfprofis zunächst nur flach erfolgen. Der Schaft wurde auf der Schulter aufgelegt.

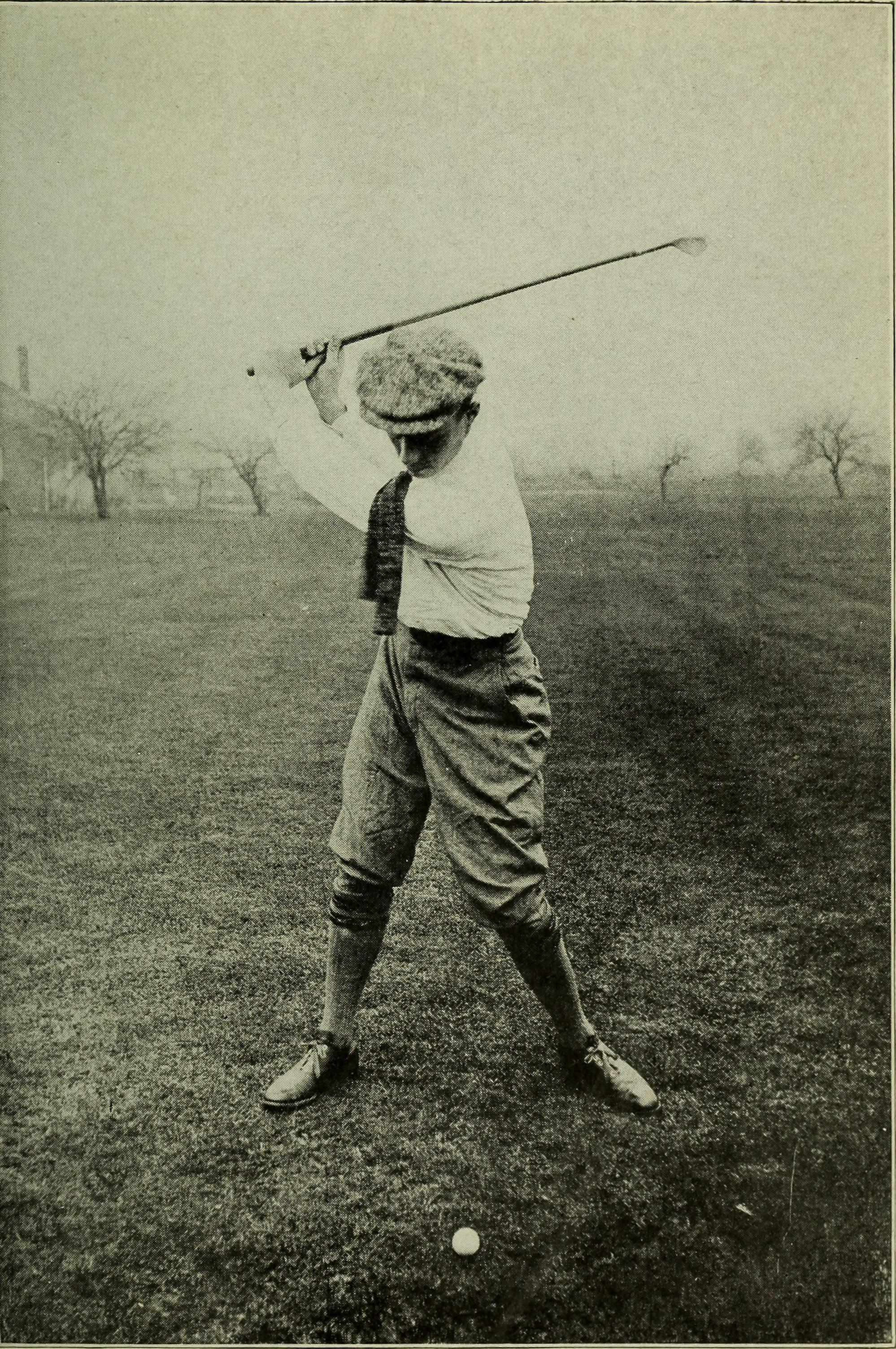
Foto vom US-Open Gewinner Chick Evans aus dem Jahr 1921. Mit einem Hemd bekleidet konnte man in wärmeren Gegenden uneingeschränkter ausholen.

Anleitungen zum Golfschlag sind vermutlich so alt wie das Spiel selbst. Mit Veränderung von Kleidung, Bällen, Ausrüstung und der zunehmenden Körpergröße der Bevölkerung hat sich die Technik des Golfschlages jedoch in den letzten 600 Jahren maßgeblich geändert. In der Zeitschrift Harper’s Weekly wurden Ende des 19. Jahrhunderts bereits vollständige Schlaganweisungen für unterschiedliche Golfschläge mit Beschreibung und Zeichnungen eines Krawatte tragenden Spielers in grünem Jackett gedruckt. Bis Anfang des zwanzigsten Jahrhunderts war es durch Kleiderordnung und die Witterung vorgegeben, den Golfschlag mit Jackett und Krawatte auszuführen. Hierdurch konnte der Spieler aufgrund der kleidungsbedingten Bewegungseinschränkung mit den Armen nur sehr flach ausholen und den Körper nicht vollständig aufdrehen. Dennoch gab es damals bereits Spieler, die Scratch Golf gespielt haben und diese Technik perfektioniert hatten. Die ersten Berufsgolfer Harry Vardon, Ted Ray und James Braid gelten als Entwickler der ersten professionellen Schlagtechnik. Ein maßgeblicher Entwicklungssprung war hierbei der Vardon Griff. Harry Vardon legte den Daumen der linken Hand als erster Golfer oben auf den Schaft, während alle anderen den Schaft mit dem linken Daumen umschlangen. Auch führte er die Überlappung der beiden Hände ein. Durch diesen Entwicklungsvorsprung konnte er sechsmal die British Open gewinnen, was seither ein ungebrochener Rekord ist. Mit der damaligen Ausrüstung und den Bällen konnte man bereits über 200 Meter weit schlagen. Die Schäfte der Golfschläger waren aus flexiblem Hickory Holz und erforderten mehr Präzision in der Schlagtechnik. Erst in den 40er Jahren etablierte sich zunehmend der Stahlschaft. Als die Kleiderordnung während des Spiels geändert wurde und zunächst ein Hemd, später dann ein Polo-Hemd üblich war, änderte sich die Schlagtechnik und wurde zwischen 1920 und 1960 zunehmend vertikaler, um zunächst auf einer Ebene zu erfolgen (single plane). Bis dahin hatten alle bedeutenden Spieler Vardons Griff übernommen und es kam durch Ben Hogan zu einem weiteren Entwicklungssprung, der in Zusammenarbeit mit dem Grafiker Anthony Ravielli und dem Texter Herbert Warren Wynd die modernen Fundamente des Golfsports formulierte. Durch die zunehmende Körpergröße der Golfspieler, welche in den 70er Jahren oft über 1,90 m Körpergröße erreichten (z. B. Tom Weißkopf) kam es zu noch steileren Schwungebenen und der modernen Schlagtechnik auf zwei Ebenen (two plane). Etwa Mitte der 80er Jahre war der Golfschlag im Wesentlichen bereits durchformuliert und das Spiel zu Ende gedacht. Hierauf kam es zu einer Aufgliederung in einzelne Lehrkonzepte, die durch Medialisierung verbreitet wurden. So verbreitete David Leadbetter in den 90er Jahren eine Methode, die er als „A-Swing“ bezeichnete in Form von TV-Spots und VHS-Videokassetten. Bei dieser Methode sollte der Buchstabe A in Form eines Winkels zwischen Hand und Arm so lange wie möglich im Rückschwung gehalten werden. Um dies möglich zu machen, entwarf Leadbetter einen „Butterfly Griff“, bei dem die Hände ineinander verdreht werden. Zahlreiche andere Golftrainer kamen mit ähnlichen Konzepten, so dass es in den 90er Jahren zu einer Sophistizierung der Golfschlagtechnik kam. Bedeutende junge Talente pilgerten zu Leadbetter, kamen zurück und konnten kein Golf mehr spielen. Höhepunkt dieser Entwicklung war der Zusammenbruch Ian Baker Finchs bei der British Open 1997, die er zuvor gewonnen hatte, als er – nach aufwendigem Training bei Leadbetter – in Gegenwart seines Flightpartners Arnold Palmer in St. Andrews eine 90 spielte, um heulend zusammenzubrechen. Erst ab dem Jahr 2000 gab es zunehmend Veröffentlichungen, in denen Konzepte für den Golfschlag in vergleichender Form betrachtet und auf das Wesentliche sortiert dargestellt wurden. Parallel entwickelte sich die Ausrüstung seit 1995 mit rasanter Geschwindigkeit weiter und wurde zunehmend fehlerverzeihend. Während der Abschlag bis 1995 einer der schwersten Golfschläge war, da 230 Kubikzentimeter große Schlägerköpfe aus Persimmon Vollholz verwendet wurden, so ist er heute der Einfachste, da inzwischen 460 Kubikzentimeter große Schlägerköpfe aus Karbonfasern verwendet werden. Ein Experiment aus dem Jahr 2012 veranschaulicht dies: Die Tourprofis sollten versuchen, den Abschlag mit dem Vollholz-Driver auf dem Cherry Hills Country Club zu wiederholen, mit dem Arnold Palmer im Jahr 1960 das Grün auf Loch 1 in 311 Metern Entfernung traf. Keiner der Profis konnte diesen Schlag wiederholen. Das beste Ergebnis erzielte Rory McIlroy, der bis 45 Meter vor das Grün kam.

### Ästhetik

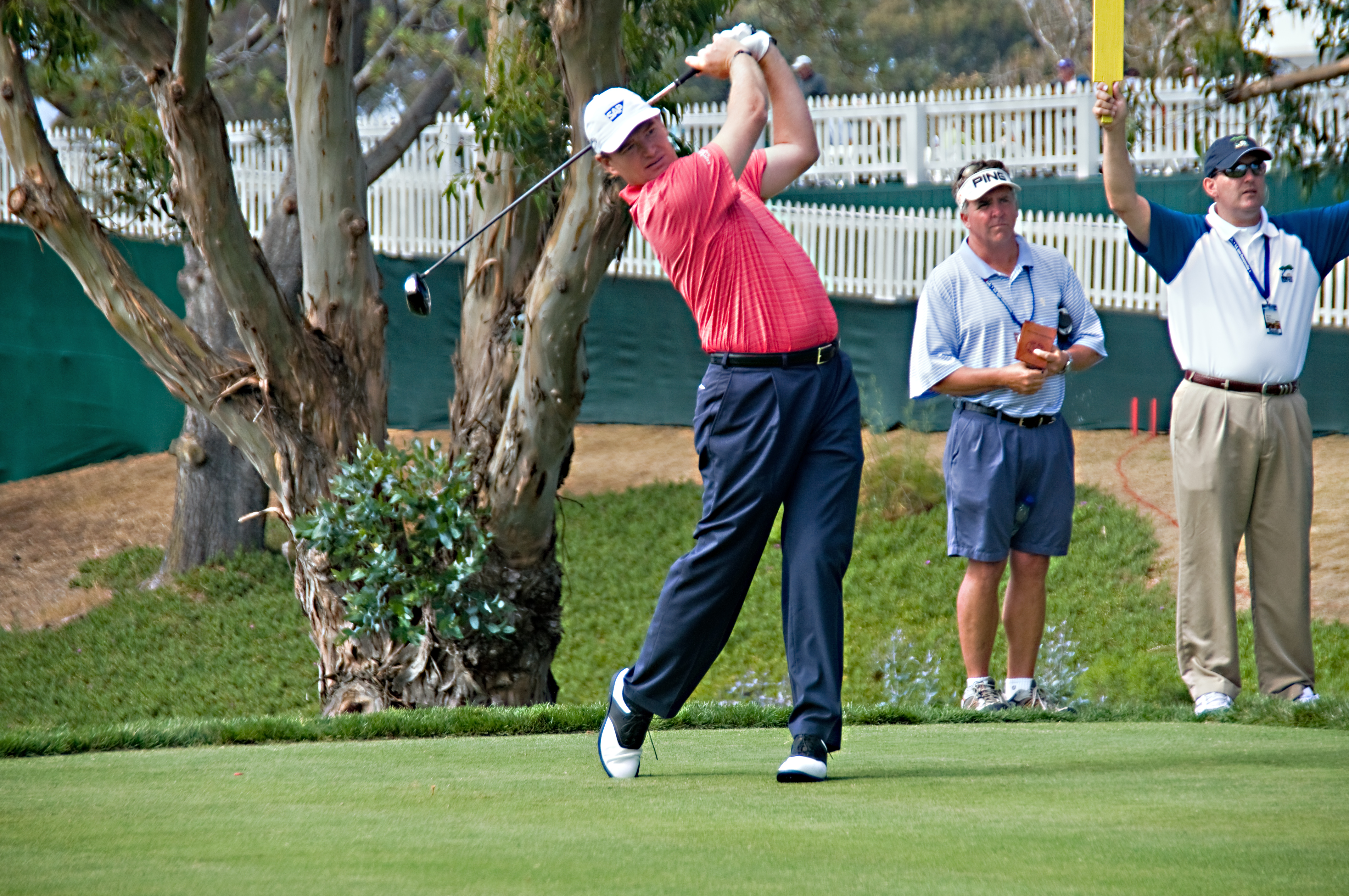
Ernie Els Schlagtechnik gilt als ästhetisch durchgeformt.

Die Ästhetik des Golfschlages beinhaltet die Frage nach der Schönheit und Eleganz der Bewegungen eines Golfers beim Schlagen. Dies ist für das Endergebnis des Spieles nicht von Bedeutung, da nur die Funktionalität des Golfschlages über den Ball und dessen Flugbahn zum Ziel entscheidet. Dennoch gelten manche professionelle Schlagtechniken als schön anzusehen, während andere – die ebenso gut funktionieren – als weniger schön empfunden werden, weil sie klobig, brachial oder unglatt wirken. Die elegantesten Bewegungsabläufe hatten beispielsweise Spieler wie Payne Stewart, Davis Love III oder Ernie Els. Die weniger schön gestalteten Bewegungsabläufe waren beispielsweise die von Arnold Palmer, Lee Trevino und Miller Barber. Ein weiteres Kriterium der Ästhetik ist die technische Reinheit des Bewegungsablaufes, in der jede überflüssige Handlung zugunsten einer konzeptionellen Stringenz ausgelassen wird. In diesem Zusammenhang werden oft Spieler wie Steve Elkington, Adam Scott und Mark O’Meara angeführt. Hier folgt die Form der Funktion. Jedes Ornament wird vermieden. Es ist die freie Entscheidung des Spielers, seine Bewegungsabläufe beim Schlagen zu ästhetisieren oder weniger schön zu spielen, solange es irgendwie funktioniert.

### Vogelreich
Hervorragende Schläge werden im Golf nach Vögeln benannt. Das amerikanische Slangwort Bird galt Anfang des 20. Jahrhunderts als Synonym für alles Hervorragende. Schlägt ein Golfer einen Schlag unter der Schlagvorgabe (PAR) eines Loches, wird dies demnach Vögelchen (Birdie) genannt. Benötigt er zwei Schläge weniger als die Vorgabe, wird dies als Adler (Eagle) bezeichnet. Sind es drei Schläge weniger, dann ist der Name Albatros; bei vier Schlägen unter der Vorgabe ein Kondor. Die dichterische Tiefe dieser Bezeichnungen ergründet sich zum einen aus dem Umstand heraus, dass bei solchen Schlägen der Ball oft einen gewissen Teil durch die Luft fliegt, um schlussendlich im Loch zu landen, des Weiteren durch die Präsenz zahlreicher Vögel auf klassischen Golfplätzen, denen der aufmerksame Spieler stetige Beachtung zu schenken vermag. Der herausragendste Golfschlag für einen Spieler ist das Hole-in-one, bei dem mit nur einem Schlag ein Loch gemeistert wird. Das Hole-In-One ist genaugenommen auf einem Par 3 ein Eagle, auf einem Par 4 ein Albatros und auf einem Par 5 ein Kondor. Ein Kondor wurde nur sechs Mal in der Geschichte des Golfsports geschlagen. Die Urheberschaft für die Bezeichnungen der Schlagergebnisse unter Par beansprucht der Atlantic City County Club für sich, wo im Jahr 1903 zum ersten Mal ein Schlagergebnis unter Par als Birdie bezeichnet worden sein soll.

### Bogey
Schlägt der Spieler hingegen einen Schlag über der Schlagvorgabe eines Loches, so wird dies als Böögg (Bogey) bezeichnet. Es handelt sich hierbei um eine Art Butzemann. Die Vervielfachung bei mehreren Schlägen über der Vorgabe ist hier Doppel-Bogey, Triple-Bogey, Quadrupel-Bogey. Gestalten dieser Art tauchen also bei schlechten Golfern gar in Gruppen auf, um sie aus der Fassung zu bringen. Die Bezeichnung im Golf geht auf Major Charles Wellman zurück, der während einem Wettbewerb einen durchschnittlichen Spieler als gewöhnlichen Bogey Man bezeichnete. Andere Quellen benennen das Lied „Hush! Hush! Hush! Here Comes the Bogey Man“ aus der Edwardianischen Epoche als Ursache für das Bogey-System. Etwa drei Viertel aller Golfspieler spielen das Spiel fast ausschließlich nach dem Bogey-System, da sie nur selten die Schlagvorgabe eines Loches einhalten können. Laut Arnold Haultain ist der Bogey demzufolge ein Kompromiss zwischen den fehlerhaften Menschen und der scheinbar fehlerlosen Natur. Der Bogey stelle einen apotheotischen Golfer und eine anthropomorphe Gottheit des jeweiligen Golfplatzes zugleich dar, mit der sich der Normalsterbliche messen kann.

### Kunst

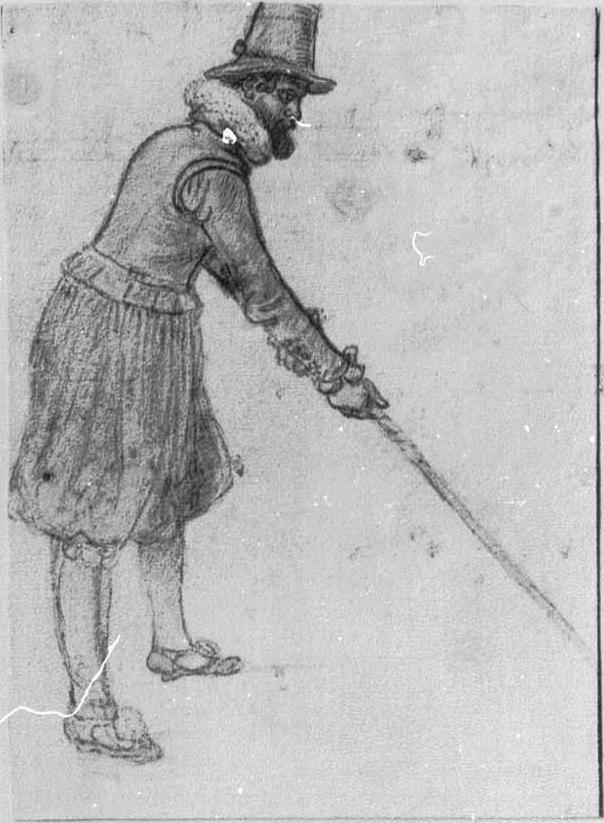
Avercamp Skizze von 1625. Die niederländischen Maler des Barock vermochten es das Wesen des Golfschlages durch Beobachtung aus der unmittelbaren Anschauung heraus zu erkennen.

Der Golfschlag wurde zunächst in der niederländischen Malerei des Barock über das gesamte 17. Jahrhundert hinweg in der Landschafts- und Porträtmalerei wiederholt dargestellt. Oft werden einzelne Golfspieler (damals Kolfspieler) im Winter auf dem Eis dargestellt, da das Spiel damals auch im Winter gespielt wurde. Auffallend hebt sich eine Radierung mit einer erkenntnistheoretischen Betrachtung von Rembrandt ab, der einen Golfer darstellt, welcher reflektierend alleine an einem Tisch sitzt, während er an seinen Golfschlag und an eine Begegnung denkt. Des Weiteren ist eine Darstellung von Hendrick Avercamp bemerkenswert, der sich wiederholt in mehreren Bildern mit einem Golfer beschäftigt, der den Golfschlag offenbar sehr gut beherrschte. Dieser Spieler wird von der Seite gezeigt. Er verwendet einen Baseballgriff. Sein Oberkörper ist um 40° nach vorne gebeugt. Seine Hände befinden sich unterhalb vom Kinn. Sein Stand ist leicht geschlossen. Die Schultern sind leicht geöffnet zum Ziel. Eine derartige Variante der One-Plane-Schlagtechnik wurde erst im 20. Jahrhundert vom kanadischen Golfer Moe Norman wiederentdeckt. Im 19. Jahrhundert taucht der Golfschlag hingegen vermehrt in der schottischen Malerei in Wettkampfszenen und historischen Ereignissen auf.
Nachstehende Werke der Bildenden Kunst beinhalten die Darstellung eines Golfschlages:
| Jahr  | Epoche          | Stil               | Maler                      | Titel                                                                                            | Ort                              | Bild |
| ----- | --------------- | ------------------ | -------------------------- | ------------------------------------------------------------------------------------------------ | -------------------------------- | ---- |
| 1603  | Barock          | Landschaftsmalerei | Aert van der Neer          | „Winterlandschaft mit Figuren die Schlittschuhlaufen und Kolf spielen auf einem gefrorenen Fluß“ | Privatbesitz                     |      |
| ~1620 | Barock          | Landschaftsmalerei | Hendrick Avercamp          | „Winterlandschaft“                                                                               | Hamburger Kunsthalle             |      |
| ~1625 | Barock          | Landschaftsmalerei | Hendrick Avercamp          | „Kolfspieler auf dem Eis“                                                                        | Houston Museum of Fine Arts      |      |
| ~1630 | Barock          | Landschaftsmalerei | Hendrick Avercamp          | „Eine Szene auf dem Eis“                                                                         | Houston Museum of Fine Arts      |      |
| 1654  | Barock          | Radierung          | Rembrandt                  | „Der Golfspieler“                                                                                | Los Angeles County Museum of Art |      |
| 1658  | Barock          | Portraitmalerei    | Bartholomeus van der Helst | „Portrait eines Kindes, das Golf am Ufer spielt“                                                 | Privatbesitz                     |      |
| 1668  | Barock          | Landschaftsmalerei | Adriaen van de Velde       | „Golfer auf dem Eis bei Harlem“                                                                  | National Gallery (London)        |      |
| 1749  | Klassizismus    | Portraitmalerei    | Unbekannt                  | „Sir James und Alexander Macdonald“                                                              | Scottish National Gallery        |      |
| 1847  | Realismus       | Genremalerei       | Charles Lees               | „The Golfers“                                                                                    | Scottish National Gallery        |      |
| 1896  | Historismus     | Genremalerei       | John Charles Dollman       | „The Sabbath Breakers“                                                                           | British Museum                   |      |
| 1921  | Impressionismus | Landschaftsmalerei | John Lavery                | „Lady Astor playing golf at North Berwick“                                                       | Privatbesitz                     |      |

## Trivia

### Satire

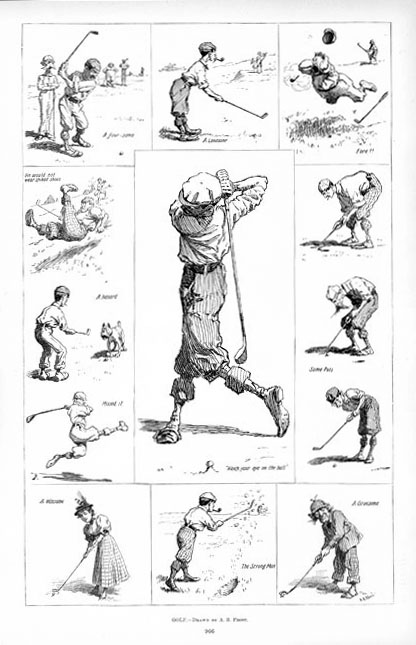
Arthur Burdett Frost fertigte 1895 als einer der ersten Zeichner satirische Darstellungen vom Golfschlag an.

Aufgrund der Eigenart der Bewegung des Golfers bei einem Golfschlag, wurde dieser seit dem 19. Jahrhundert zunehmend ulkig dargestellt. Einer der ersten Zeichner, der übertriebene Zeichnungen vom Golfschlag anfertigte, war A. B. Frost mit Serien wie etwa „The Golfer's Alphabet“ im Jahr 1898.
In den 20er Jahren legte Charles Briggs sich auf Golfcartoons fest und beschäftigte sich mit dem Golfschlag. Der Cartoonist H. T. Webster erfand und zeichnete den Golfer Caspar Milquetoast, der immer wieder beim Golfschlag seiner Angst zum Opfer fiel. Die Cartoons wurden regelmäßig im britischen Magazin Punch abgedruckt. Rich Tennant fertigte in den 90er Jahren eine Serie von Golf-Cartoons an. Die umfangreichste Sammlung mit Knollennasenmännchen, die einen Golfschlag ausführen, wurde von Guillermo Mordillo gezeichnet und 1987 herausgegeben.

### Mode

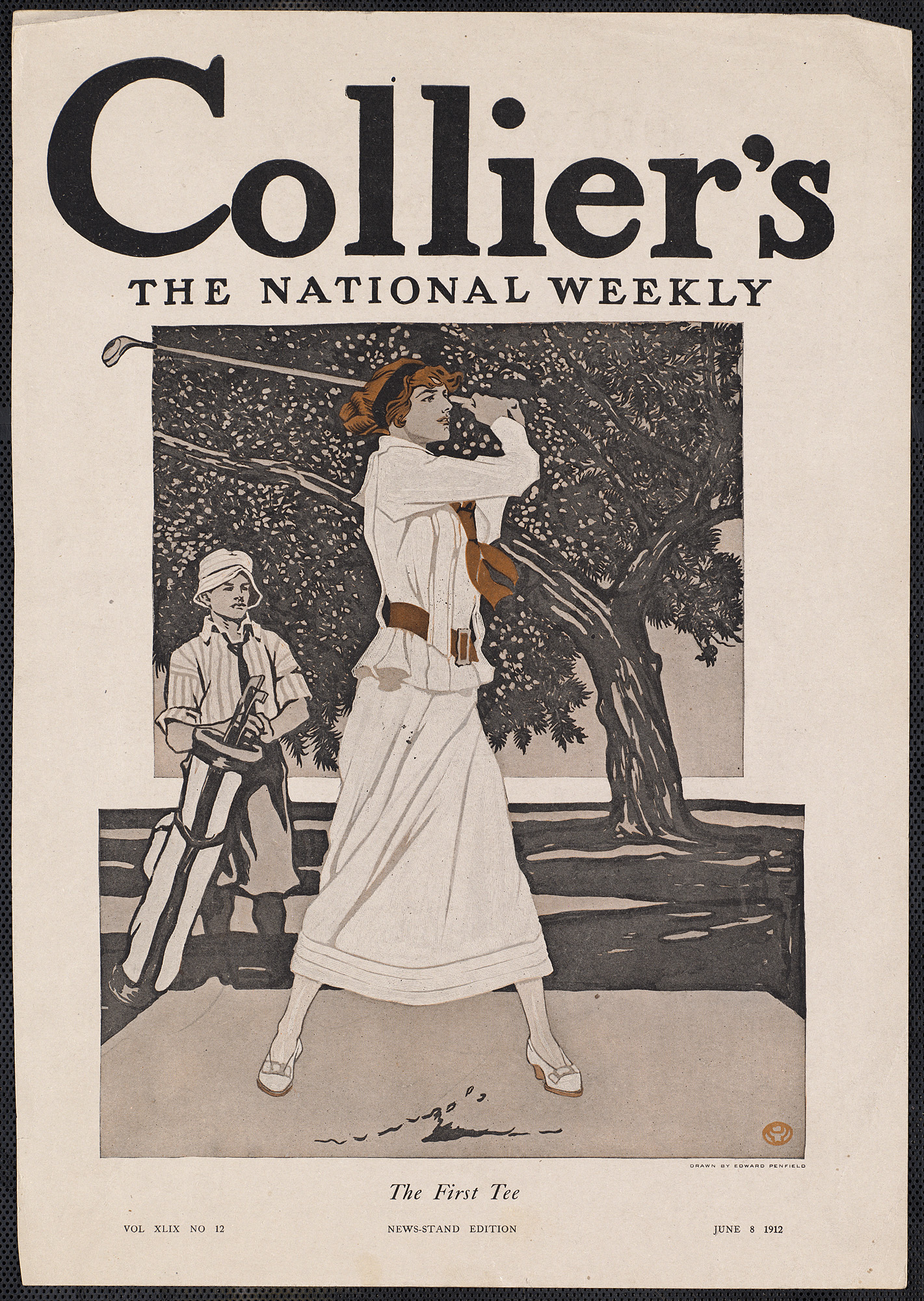
Modezeitschrift Collier's aus der zweiten Decade des 20. Jahrhunderts.

Die Modebranche hat die Bewegung des Golfschlages mehrfach für sich entdeckt und durch ausdrucksstarke Kleidung versucht, diese zu ästhetisieren. Oft ist das Damengolf hierbei die Zielgruppe der Modekampagnen und spiegelt die sich ändernden Erwartungen von Spielerinnen und gleichzeitig die gesellschaftlichen Erwartungen an Frauen in der jeweiligen Zeit wider. Hierbei ist es unerheblich, ob die Golfspielerin einen guten oder schlechten Schlag macht, solange sie stimmig dabei auszusehen vermag. Tendenziell kam es im 21. Jahrhundert durch immer kürzer werdende Röcke und Ärmel sowie durch zunehmende Lockerung von Kleiderordnungen in den Golfclubs zu einer Sexualisierung der Bewegungsabläufe beim Golfschlag. Dies geht auch mit der Globalisierung einher, zumal auf der Asian Tour das Tragen von Hotpants und Minikleidern mit hochgezogenen Sportstrümpfen im Damengolf popularisiert wurde.

### Filmographie
- Im Film Golfspieler im Morast verursachen Laurel und Hardy eine Schlammschlacht durch Golfschläge.
- Dean Martin und Jerry Lewis machen im Film Der Tolpatsch Golfschläge von einem Hochhaus.
- Gert Fröbe wurde im Film Goldfinger von einem Handwerker namens Ray Knock beim Golfschlag gedoubelt, der ein lokaler Golf Champion war.
- Ein Bischof wird im Film Wahnsinn ohne Handicap bei einem Golfschlag vom Blitz getroffen.
- Eine der ersten Darstellungen vom virtuellen Golfschlag findet man im Film Outland – Planet der Verdammten.
- Kevin Costner zerstört im Film Tin Cup fast alle seine Schläger nach einem missratenen Golfschlag.
- Ein Gangster schreit im Film Der City Hai nach einem Fehlschlag im Sandbunker laut die Worte: „Scheiße! Ich hasse Golf!“
- Leslie Nielsen lenkt nach einem Golfschlag die Flugbahn seines Balls im Film Bad Golf Made Easier nur durch das Rufen der Worte: „Nach links! Nach rechts!“
- Im Film Happy Gilmore macht Adam Sandler den Golfschlag mit Anlauf.
- Im Vorspann zum Film Die Miami Cops wird ein Golfschlag gezeigt.
- In der Disney-Produktion Das größte Spiel seines Lebens versucht Harry Vardon ein Kindheitstrauma durch den Golfschlag zu bewältigen.

### Trickschläge

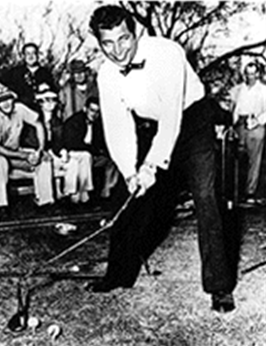
Count Yogi machte unter anderem Trickschläge mit dreifach gebrochenem Schaft.

Neben dem gewöhnlichen Golfschlag gibt es Trickschläge, die im Spiel keine Rolle spielen, jedoch der Unterhaltung dienen. Harvey Pennick und Chi-Chi Rodríguez galten als gute Trickgolfer.
- Dribbeln: Der Golfer nimmt einen Ball mit einem Schläger auf und dribbelt auf und ab.
- Jonglieren: Der Golfer nimmt mit zwei Schlägern rechts und links mehrere Bälle auf und jongliert damit.
- Doppelschlag: Der Golfer schlägt zwei Bälle unmittelbar hintereinander. Einen als Hook, einen als Slice. Beide Bälle kreuzen die Flugbahn und treffen sich.
- Doppelputt: Der Golfer puttet auf zwei Bälle, die direkt hintereinander liegen. Der vordere geht ins Loch, der hintere steil nach oben, wo er vom Golfer mit der Hand gefangen wird.
- Wandschlag: Der Golfer liegt dicht an einer Wand, die er als Bande benutzt, um ans Loch zu spielen.
- Überkopfschlag: Der Golfer liegt hangabwärts an einer Bunkerkante zum Loch und stellt sich so in den Hang, dass er weg vom Loch spielt. Mit einem 64° Wedge löffelt er den Ball über seinen eigenen Kopf auf das Grün.
- Geslicete Bunkerschläge: Mit den mittleren Eisen kann man einem Bunkerschlag durch bewusstes Slicen so viel Spin mitgeben, dass dieser auf dem Grün landet und dann ruckartig stark nach rechts spinnt.
- Mundschlag: Der Golfer hat einen Ball im Mund und lässt diesen fallen, nachdem er ausgeholt hat. Dann schlägt er ihn aus der Luft.
- Wasserflitzer: Der Golfer schlägt einen Ball ins Wasser, der im Wasser mehrmals abprallt.
- Korkenknall: Der Golfer entkorkt eine Flasche Champagner durch einen Golfschlag.

### Weitschläge
Über „Driving-Contests“ werden seit 1974 Wettbewerbe im Weitschlagen veranstaltet. Hierbei geht es nur darum, einen Golfschlag zu machen, der möglichst weit fliegt und rollt. Ähnlich wie beim Speerwurf oder Hammerwurf wird hierzu ein ebenes Areal mit Metermarkierungen und Tribünen aufgestellt, wo es möglichst windstill ist. Einer der letzten Gewinner des World Long Drive Championships war der deutsche Martin Borgmeier mit 426 Yards. Die Weitschläger sind meist sehr athletisch, können aber interessanterweise bei normalen Golfturnieren nicht überzeugen.

### Forensik
Der Golfschlag als Ursache wurde in der Geschichte der Forensik mehrfach im Zusammenhang mit Sachbeschädigung, Körperverletzung, Totschlag und Mord untersucht. Hierbei ist zu unterscheiden, ob der Golfschlag selbst oder der Ball, welcher durch den Golfschlag in Bewegung versetzt wurde, für das Geschehen verantwortlich ist. Des Weiteren ist zu unterscheiden, ob die Tat versehentlich, fahrlässig oder vorsätzlich begangen wurde.
Einige Fallbeispiele:
- Am 31. Januar 1835 berichtete das Penny-Magazin über die organisierte schwere Körperverletzung durch Golfschläge in den schottischen Highlands durch größere Männergruppen.
- Am 13. April 2014 tötete ein Mann in Hamburg seine Mutter vorsätzlich mit einem Golfschläger.
- Beim Ryder Cup 2018 verlor eine Zuschauerin versehentlich ein Auge durch einen Golfschlag, der von einem Golfprofi gemacht wurde.
- Am 17. Juli 2019 tötete ein Vater in Utah seine sechsjährige Tochter fahrlässig durch einen Golfschlag.

### Rekorde

Golfen im Weltraum auf dem Old Pro Golf Space Course in Maryland.

- Den ersten Golfschlag auf dem Mond spielte Alan Shepard (Apollo 14, 1971). Durch den Astronautenanzug behindert konnte er nur einhändig schlagen, im zweiten Versuch gelang ihm immerhin ein Schlag über etwa 350 m (mit Eisen 6).
- Den längsten Golfschlag (laut Guinness-Buch) erzielte Kelly Murray 1990: Der Ball flog (und rollte) 684,8 yards (ca. 610 m) über eine Flughafen-Landebahn.
- Den längsten Abschlag in einem Turnier auf einem Golfplatz erzielte Mike Dobbyn mit 551 yards (ca. 503 m).
- Das längste Hole-in-one über 406 Meter wurde 1965 von Robert Mitera in dem Miracle Hills Golf Club in Omaha im Bundesstaat Nebraska gespielt.
- Der Astronaut Michail Tjurin schlug 2006 einen Golfball von der Raumstation ISS Richtung Erde, der die Erde innerhalb von drei Tagen 48-mal umrundet hat.
- Der Profigolfer Jim White versenkte 16 Bälle auf einer Runde im Turnier an einem Loch im selben Wasserhindernis.